# Porfirio Díaz
José de la Cruz Porfirio Díaz Mori (Oaxaca de Juárez, 15 de septiembre de 1830-París, 2 de julio de 1915), citado generalmente como Porfirio Díaz, fue un político, militar y dictador mexicano de ascendencia indígena mixteca que se desempeñó como presidente de México en varias ocasiones desde el 28 de noviembre de 1876 hasta el 25 de mayo de 1911. El tiempo que acumuló ejerciendo el cargo de presidente de México tuvo una extensión sin precedentes, llegando a los treinta años con ciento cinco días. A este lapso en la historiografía mexicana se le denomina Porfiriato.
Antes de asumir la presidencia, fue un militar destacado que brilló por su participación en la Segunda intervención francesa en México. Combatió en la Batalla de Puebla, en el Sitio de Puebla, en la Batalla de Miahuatlán y en la Batalla de la Carbonera. El 15 de octubre de 1863 el presidente Benito Juárez lo nombró General de División y el 28 del mismo mes se le dio el mando militar de 4 estados: Veracruz, Puebla, Oaxaca y Tlaxcala. Resaltaron sus acciones militares en el estado de Oaxaca, en donde organizó guerrillas contra los franceses. El 2 de abril de 1867, Díaz tomó Puebla, y el 15 de junio de ese año recuperó para las tropas republicanas la Ciudad de México. 
Tomó armas contra el gobierno federal en dos ocasiones: la primera contra Benito Juárez, con el Plan de La Noria, y posteriormente, contra Sebastián Lerdo de Tejada, elaborando el Plan de Tuxtepec. Tras el triunfo del segundo plan, Díaz asumió la presidencia del país en forma interina entre el 28 de noviembre de 1876 y el 6 de diciembre de 1876, y por segunda vez del 17 de febrero de 1877 al 5 de mayo de 1877. Ejerció el cargo en forma constitucional del 5 de mayo de 1877 al 30 de noviembre de 1880. Posteriormente, ejerció la presidencia del país de manera ininterrumpida entre el 1 de diciembre de 1884 y el 25 de mayo de 1911.[cita requerida]
Convencido defensor del progreso positivista. Entre las principales características de su mandato se encuentra la expansión del ferrocarril en México, el crecimiento de la inversión extranjera y el desarrollo del capitalismo en la economía mexicana.

## Biografía

### Primeros años y estudios
Nací en la ciudad de Oaxaca el 15 de septiembre de 1830. Mi padre fue José Faustino Díaz y mi madre Petrona Mori. Aunque de origen español, mi padre era de los que llamamos raza criolla y mi madre tenía encima media sangre india de raza mixteca.

Mi padre era pobre cuando se casó. Mirando que a su mujer no le gustaba vivir en la Sierra de Ixtlán, se lanzó a correr fortuna y se trasladó a la costa que el estado de Oaxaca tiene en el Pacífico... y puso una tienda en el valle de Xochistlahuaca.

En los últimos años de la vida, mi padre se hizo muy místico en Oaxaca, sin ser fanático; era un católico muy ferviente. Rezaba mucho y aún llegó a usar un traje monacal de los terceros de San Francisco, aunque no había recibido ninguna orden eclesiástica.

Porfirio Díaz nació en Oaxaca, en la antes provincia de Antequera, la noche del 15 de septiembre de 1830 y fue bautizado por su padrino José Agustín Domínguez ese mismo día. Era el sexto de siete hijos, concebidos en el matrimonio de José Faustino Díaz Orozco y María Petrona Cecilia Mori Cortés, quienes se casaron en 1808, cuando el padre de Díaz manejaba los negocios de una empresa de minas y metales de Cinco Señores, San José y El Socorro, en el distrito de Ixtlán.
Poco tiempo después, José Faustino se enroló en el ejército insurgente de Vicente Guerrero, donde fungió como veterinario, y, tras un tiempo, fue nombrado coronel. En 1819, tras once años de matrimonio, la pareja concibió a su primera hija, Desideria. Dos años después nacieron los gemelos Cayetano y Pablo, quienes murieron en la infancia; luego vino el nacimiento de dos mujeres más, Manuela y Nicolasa. En 1830 nació Porfirio, y en 1833, el hermano menor, Felipe Díaz Mori.
En 1820, los Díaz se establecieron en el centro de la ciudad de Oaxaca, donde compraron un mesón frente al templo de la Virgen de la Soledad, que alojaba a los viajeros que llegaban a la ciudad a comerciar. En este tiempo, José Faustino Díaz montó un negocio dedicado a la herrería, lo que le produjo ganancias que hicieron que su familia tuviera una situación económica holgada durante algunos años.
A mediados de 1833, se desarrolló una epidemia de cólera morbus, en la ciudad de Oaxaca. A principios de agosto, José Faustino Díaz se vio infectado, y el 29 de agosto dictó su testamento, dejando todos sus bienes a su esposa, Petrona Mori. Poco tiempo después, el mesón ya no fue rentable y la familia adquirió el Solar del Toronjo. Así es como describe Porfirio Díaz en sus Memorias, la situación familiar tras la muerte de su padre: «Su buen juicio y sus deberes de madre le proporcionaron la manera de prolongar por mucho tiempo aquellos escasos recursos». Las jovencitas Díaz: Manuela, Desideria y Nicolasa se dedicaron a tejer, costurar, y a hacer buenos postres y alimentos para vender y mantener un sustento económico en la familia; Petrona Mori, sembró nopales para la producción y venta de la grana cochinilla. En uno de los patios del Solar del Toronjo, la familia criaba cerdos.
En 1835, Porfirio ingresó a la Escuela Amiga, institución educativa controlada por la parroquia de Oaxaca donde aprendió a leer y escribir. Pasaba sus días, jugando con amigos y vecinos del Solar del Toronjo. Se cuenta que en una ocasión, enojado con su hermano Félix por algún hecho trivial, le puso pólvora en la nariz mientras dormía y le prendió fuego. Desde entonces se le llama a Félix El Chato" Díaz.
El padrino de Porfirio, José Agustín Domínguez y Díaz, quien era sacerdote y llegaría a ser Obispo de Antequera, recomendó a su madre apresurar el ingreso de su hijo al Seminario Tridentino de Oaxaca. En 1843, Porfirio ingresó al seminario, comenzando con un bachillerato en artes. Durante tres años, hasta 1846, Porfirio estudió física, matemáticas, lógica, gramática, retórica y latín. En esta última asignatura logró altas calificaciones, por lo que ante la necesidad de conseguir dinero para su familia, empezó a darle clases de latín a Guadalupe Pérez, hijo del licenciado Marcos Pérez.
Al producirse la Intervención estadounidense en México, en el seminario de Oaxaca surgió la inquietud de luchar contra los invasores, idea que fue respaldada y alentada por los sacerdotes y maestros. En octubre de ese año, varios alumnos se dirigieron a ver al gobernador del Estado y solicitarle su ingreso al ejército nacional. Porfirio Díaz estaba en ese grupo, y los cadetes fueron asignados al Batallón de San Clemente. Sin embargo, poco después, la guerra terminó y los estudiantes no pudieron ir a pelear.

Al acabar el curso me inclinaba yo a la teología. Y aunque mi madre deseaba ardientemente, no ejercía presión sobre mí, pues yo me sentía muy inclinado a ese género de estudios, pues los niños se aficionan a lo que ven.

Una noche, al salir de la casa de don Marcos Pérez, después de dar clases a su hijo don Guadalupe Pérez, fui invitado yo a la solemne ceremonia de distribución de premios que iba a tener verificativo esa misma noche en el colegio del estado. Acepté la invitación y en ese momento me presentó con el señor gobernador del estado, don Benito Juárez.

Entusiasmado entonces por lo que había visto y oído, tomé la resolución de no seguir la carrera eclesiástica. Luché conmigo toda la noche, y no pudiendo soportar el estado en que me encontraba, comuniqué a mi madre mi decisión al día siguiente.

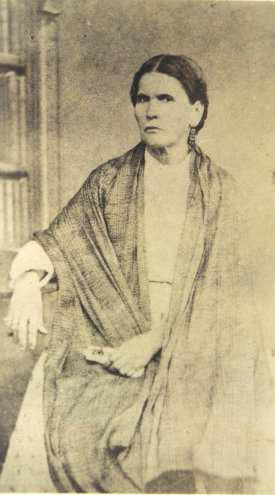
María Petrona Mori, madre de Porfirio Díaz, en una fotografía tomada c. 1854 en Oaxaca.

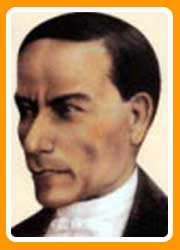
Marcos Pérez, mentor liberal de Porfirio Díaz, quien insistió en su adhesión a la carrera de leyes.

Porfirio Díaz daba clases de latín a Guadalupe Pérez, hijo del licenciado serrano destacado Marcos Pérez, quien tenía una fuerte y cercana relación con Benito Juárez. Un día al finalizar una de sus clases, el licenciado Marcos Pérez invitó al joven Porfirio a asistir a una entrega de premios en el Colegio Liberal. Porfirio Díaz aceptó, y fue al evento en donde conoció al entonces gobernador del estado de Oaxaca, Benito Juárez.
Al observar el trato abierto y respetuoso de Marcos Pérez y Benito Juárez, y al escuchar discursos que hablaban de los jóvenes como amigos, y los derechos del hombre, (cosa que no sucedía y tomaba en cuenta en el seminario) Porfirio decidió abandonar el seminario e ingresar en el Instituto de Ciencias y Artes de Oaxaca, entonces considerado herético. Su padrino José Agustín, ya para entonces nombrado obispo de la diócesis, le retiró su apoyo económico y moral.
A pesar de haber sido un alumno regular durante toda su carrera escolar, Díaz logró salir adelante en los estudios de derecho, y a fines de 1850, se convirtió en maestro en ese mismo instituto. Poco tiempo después, y ante la situación económica que pasaba su familia, Porfirio se convirtió en bolero, más tarde trabajó en una armería ensamblando y arreglando rifles, al tiempo que consiguió trabajo como carpintero. En 1854, sustituyó a Rafael Urquiza como bibliotecario del Instituto. Cuando Manuel Iturribarría, profesor de la cátedra de derecho natural, abandonó el puesto por enfermedad, Díaz se convirtió en profesor interino. Esto mejoró en parte su situación económica y la de su familia. Díaz estudió derecho romano, materia que aprobó con la mejor calificación de su generación.
En el instituto, tuvo como compañeros a Matías Romero y  José Justo Benítez. De 1852 a 1853 fue alumno de Benito Juárez en derecho civil.
Tras la muerte de su padre, su hermana Desideria se casó con un comerciante de Michoacán, Antonio Tapia, con quien tuvo varios hijos de los que solamente sobrevivieron dos. Vivió en Michoacán hasta su muerte.
Su hermana Nicolasa casó prematuramente y quedó viuda (no dejó descendencia). Manuela, su otra hermana, tuvo una relación extramarital con el médico Manuel Ortega Reyes, de quien nació su hija Delfina Ortega Díaz, quien con el tiempo se convertiría en esposa de su tío Porfirio, quien describe así sus primeros años:

Mis condiciones especiales eran: buena talla, notable desarrollo físico, grande agilidad y mucha inclinación, aptitud y gusto por los ejercicios atléticos. Llegó a mis manos un libro de gimnasia, el primero probablemente que hubo en Oaxaca, y esto me permitió improvisar en mi casa un pequeño gimnasio en el que hacíamos ejercicio mi hermano y yo.
Éramos muy pobres. Llegué a hacer zapatos finos, botas buenas, y naturalmente, a mucho menor costo del que tenían que comprarlos en la zapatería. Poco después mi hermano se marchó a estudiar en el Colegio Militar de la Ciudad de México.

### Carrera militar

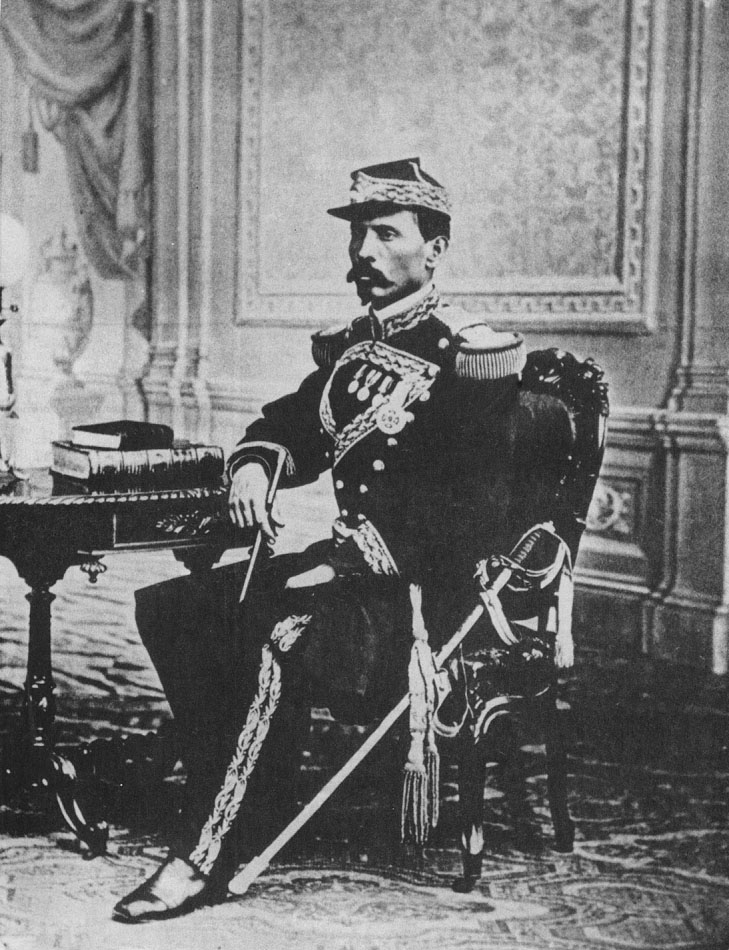
Fotografía tomada en 1861. Para esa edad, Díaz ya había sido diputado federal y había brillado por su participación militar en la Revolución de Ayutla y la guerra de Reforma.

El 1 de marzo de 1854, en Ayutla de los Libres, actual Estado de Guerrero, Florencio Villareal y Juan N. Álvarez proclamaron el Plan de Ayutla contra el presidente Antonio López de Santa Anna, quien estaba en el poder por décima primera ocasión desde el 20 de abril de 1853. Con esta proclamación, dio comienzo la Revolución de Ayutla. En Oaxaca, Marcos Pérez y sus allegados comenzaron a planear un movimiento que secundara la Revolución, para lo cual establecieron correspondencia con la ciudad estadounidense de Nueva Orleans, donde se encontraba exiliado el exgobernador Benito Juárez, a consecuencia de una riña personal con Santa Anna. Cuando miembros de la policía secreta del gobierno, descubrieron las cartas de los conspiradores, Marcos Pérez y sus compañeros fueron encarcelados en el convento de Santo Domingo.
Porfirio Díaz intentó visitar a Pérez, pero su familia lo intentó desanimar diciendo: «Los muros de Santo Domingo no se pueden escalar». Díaz logró escalar las torres del convento, con ayuda de su hermano, la noche del 23 de noviembre, y logró comunicarse vía idioma latín con Marcos Pérez. Unas semanas más tarde, el gobernador Martínez Pinillos decretó amnistía para los presos, y Porfirio Díaz fue quien se los comunicó. En diciembre, el mismo gobernador exilió a Pérez en Tehuacán (Puebla), y ordenó la captura de Díaz, por haber votado públicamente en contra de Santa Anna y a favor de Álvarez, llamándole «Su Excelencia el Señor General Don Juan Álvarez», quien de inmediato formó una pequeña guerrilla, con la que enfrentó a las fuerzas federales en el enfrentamiento de Teotongo, el 7 de febrero de 1855.
El 9 de agosto de 1855, Santa Anna renunció a la presidencia y se embarcó en el puerto de Veracruz rumbo a Cuba. Juan N. Álvarez, quien había encabezado la revolución, fue nombrado presidente provisional. El 27 de agosto, Benito Juárez regresó de su exilio en el extranjero y fue nombrado gobernador de Oaxaca. Celestino Macedonio, quien era el secretario de Gobierno Estatal, nombró a Díaz como jefe político del Distrito de Ixtlán. En este pueblo, y a pesar de la oposición del jefe militar estatal, Díaz organiza la primera guardia en la historia de Ixtlán, con la que participó, a finales de 1856, en el primer sitio de Oaxaca, donde recibió una herida de bala, razón por la que el doctor Esteban Calderón le practicó una operación.
En premio a sus servicios por la causa liberal, el presidente Ignacio Comonfort confirió a Díaz el mando militar del Istmo de Tehuantepec, en la cabecera de Sto. Domingo Tehuantepec. Ante una inminente rebelión conservadora, Díaz tomó Jamiltepec, en el distrito de Ixcapa, donde logró detener el avance conservador. En Tehuantepec conoció al dominico de tendencias liberales Mauricio López, al administrador de correos Juan Calvo, al juez y comerciante Juan A. Avendaño, y al viajero francés Charles Etienne Brasseur. También logró tener contacto con la cultura zapoteca y la cultura mixteca, puesto que de esta última tenía sangre por porta materna. Conoció a la insigne tehuana Doña Juana C. Romero, descendiente de una importante familia política por lo que se relacionó con ella para, años más tarde durante el Porfiriato, impulsar el desarrollo del Istmo. En 1860, salió por primera vez de Oaxaca. Es entonces cuando Brasseur lo describe como «Alto, bien hecho, de una notable distinción, su rostro de gran nobleza, agradablemente bronceado, me parecía revelar los rasgos más perfectos de la antigua aristocracia mexicana..., sería de desear que todas las provincias de México fueran administradas por gente de su carácter. Porfirio Díaz es, sin dudarlo un momento, el hombre de Oaxaca».

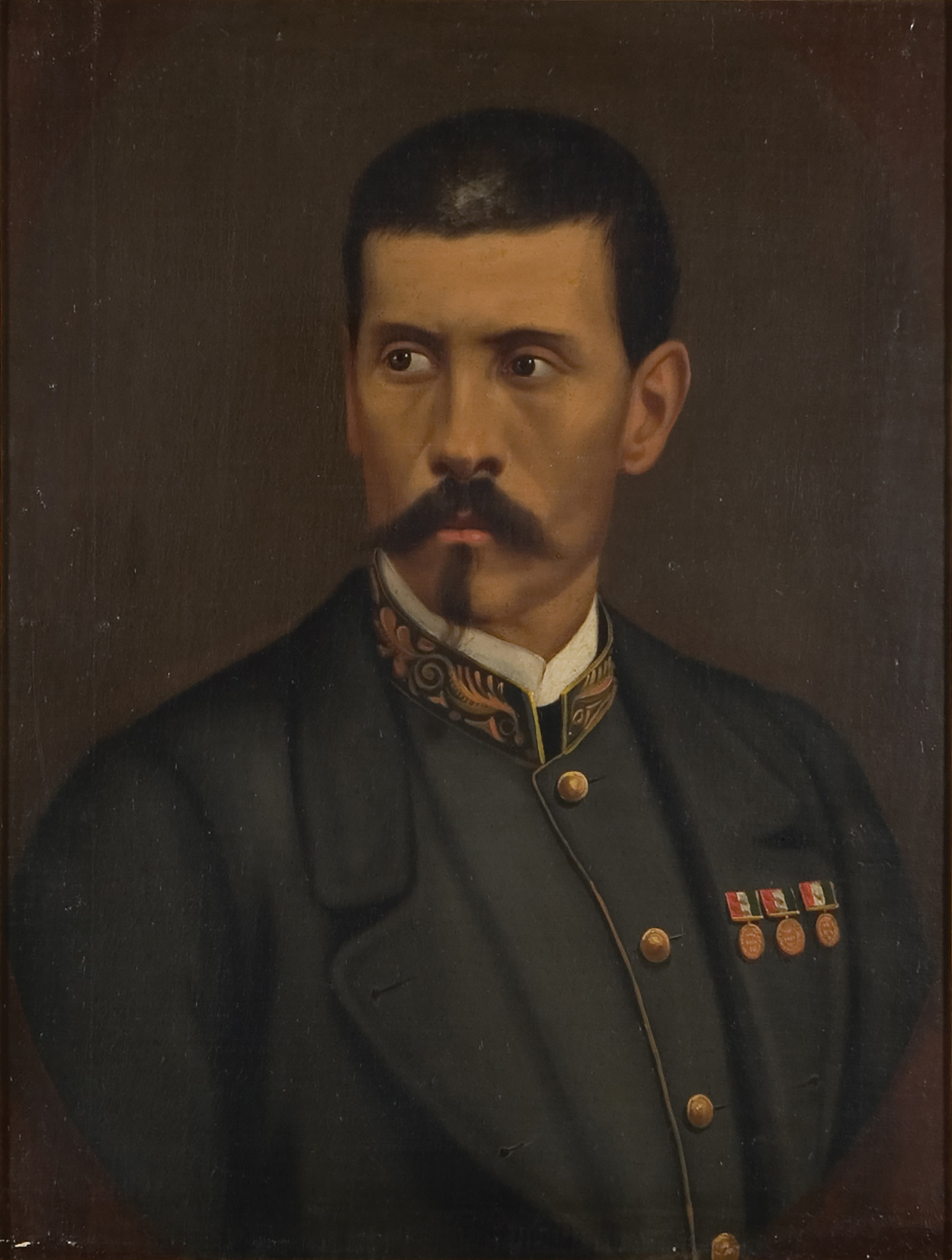
Retrato de Porfirio Díaz con sus primeras condecoraciones en el ejército.

Al estallar la guerra de Reforma, Díaz peleó en varias batallas, como en la acción militar de Calpulalpan, bajo las órdenes de José María Díaz Ordaz e Ignacio Mejía. En tres años le fueron conferidos los cargos de mayor, coronel y teniente general. Tras el triunfo liberal, acaecido el 11 de enero de 1861, Díaz fue postulado a diputado federal, logrando obtener una curul por Oaxaca en el Congreso de la Unión. Sin embargo, al ser ejecutados Melchor Ocampo, Leandro Valle y Santos Degollado, por las fuerzas conservadoras en el transcurso del año, Díaz solicitó permiso para ausentarse e ir a pelear. El permiso le fue concedido y en su lugar quedó su suplente, Justo Benítez.
El 31 de octubre, se celebró en Londres, una convención entre los representantes de España, Francia e Inglaterra, con el propósito de definir la política a seguir con las deudas de México, ya que el 24 de julio, Juárez suspendió los pagos debido a la bancarrota de la hacienda nacional. A principios de diciembre, las fuerzas francesas, españolas e inglesas llegaron a Veracruz, Córdoba y Orizaba, comandadas por Dubois de Saligny, Juan Prim y John Russell. Gracias a la intervención del Ministro de Relaciones Exteriores del gobierno mexicano, Manuel Doblado, España e Inglaterra retiraron sus tropas, como lo establecía el punto número cuatro de los Tratados de La Soledad.
Sin embargo, Francia se negó a abandonar el territorio mexicano y en marzo de 1862 avanzó al interior con un poco más de 5,000 soldados, bajo el mando de Charles Ferdinand Latrille, conde de Lorencez. A fines de abril de ese mismo año, se fortificaron en Las Flores, un pequeño poblado del Estado de Veracruz. Benito Juárez ordenó a Ignacio Zaragoza, general mexicano que participó del lado liberal en la guerra de Reforma, hacer frente a las fuerzas francesas en Puebla. El 5 de mayo, Díaz y otros militares intervinieron en la Batalla de Puebla, donde lograron derrotar a los franceses y hacerlos retroceder hasta Orizaba. Díaz defendió el ala izquierda de la ciudad, y rebatió en dos ocasiones el ataque francés. Una vez que huyeron, González Ortega y Porfirio Díaz se dieron a la tarea de perseguirlos, hasta que Zaragoza se los impidió. Ese mismo día, Juárez recibió una carta de Zaragoza mencionándole los detalles de la batalla, y haciendo hincapié en «el empeño y bizarría del ciudadano general don Porfirio Díaz».
El 8 de septiembre, Zaragoza murió en Puebla. A principios de 1863, el emperador Napoleón III envió treinta mil soldados a tierra mexicana, ya que su intención era imponer una presencia geopolítica francesa (y europea) otra vez en América. Federico Forey era el comandante de las fuerzas galas, quienes pusieron sitio a Puebla el 3 de abril de 1863. Jesús González Ortega fue el encargado de defender la plaza, con ayuda de otros militares como Miguel Negrete, Felipe Berriozábal y Díaz. Tras más de un mes de acciones militares fallidas por parte de ambos bandos, la ciudad cayó en manos de los franceses la noche del 17 de mayo. Díaz ordenó destruir todo el armamento y las municiones del ejército mexicano, para que no cayeran en manos de los franceses. Una vez que las tropas invasoras entraron a la fortificación mexicana, los militares republicanos fueron hechos prisioneros.
Díaz, junto con todos los demás militares, fue capturado y detenido en el Convento de Santa Inés, en Puebla, los prisioneros fueron llevados a Veracruz, donde se les conduciría a Martinica. Dos días antes de ser embarcados, Díaz y Berriozábal escaparon rumbo a la Ciudad de México. En esta ciudad, Juárez y sus ministros se preparaban para escapar, puesto que las tropas de Juan Nepomuceno Almonte iban a tomar la capital con ayuda de los refuerzos franceses. Díaz habló con Juárez la mañana del 31 de mayo, en que el presidente le preguntó qué estaba dispuesto a hacer por la causa liberal. Díaz respondió que necesitaba organizar un ejército para combatir a las fuerzas conservadoras y francesas. Juárez, por consejo de Sebastián Lerdo de Tejada, le asignó 30,000 a su división militar, con la que Díaz marchó a Oaxaca con el cargo de gobernador interino. Hacia mediados de junio, logró llegar a Oaxaca acompañado de su hermano Felipe y del coronel Manuel González, quien se había escapado de las fuerzas conservadoras en Celaya, cuando el expresidente Comonfort fue derrotado y asesinado.
Durante todo el año de 1864, Díaz y González desarrollaron una guerra de guerrillas en Oaxaca, y los franceses nunca pudieron penetrar al estado. Sin embargo, los triunfos de los conservadores aumentaban y Juárez se vio obligado a salir de Monterrey rumbo a Paso del Norte (hoy conocida como Ciudad Juárez). Un grupo de militares y clérigos conservadores se dirigieron hacia Viena, Austria, en octubre de 1863 a ofrecer la corona del Imperio Mexicano al archiduque Maximiliano de Habsburgo y su esposa Carlota de Bélgica. Tras una pequeña encuesta realizada entre los altos círculos políticos y sociales del país, Maximiliano aceptó la propuesta y se convirtió en emperador el 10 de junio de 1864, instaurando así el Segundo Imperio Mexicano.
Hacia principios de febrero de 1865, Díaz empezó la fortificación de Oaxaca, puesto que las fuerzas de Aquiles Bazaine estaban a punto de tomar la vieja Antequera. El 19 de febrero Bazaine comenzó el Sitio de Oaxaca, y tras varios meses de asedio, Díaz se rindió el 22 de junio. Bazaine ordenó fusilarlo, pero la intervención de Justo Benítez le salvó la vida. Fue confinado a prisión perpetua en el Convento de las Carmelitas, en Puebla, por el delito de sedición. Sin embargo, en la prisión, entabló amistad con el barón húngaro Louis de Salignac, quien era el encargado de la cárcel. En una ocasión, cuando el comandante militar de la plaza salió de la ciudad, Díaz intentó escapar a base de un cuchillo y una cuerda. El barón lo descubrió, pero en lugar de delatarlo, lo dejó ir. Esa misma tarde organizó a un centenar de hombres para salir al combate y escribió una carta a Juárez. Era el 20 de septiembre de 1865.

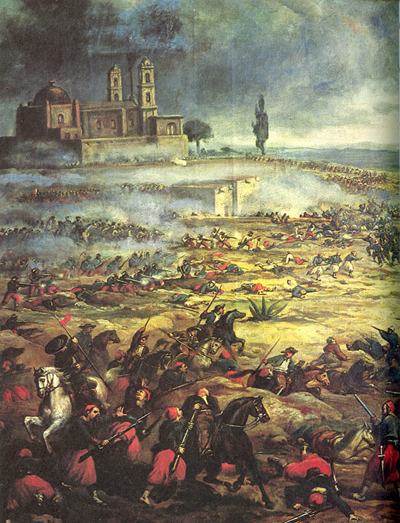
Escenario de la Batalla de Puebla, librada el 5 de mayo de 1862 y en la que participó Díaz.

Tras más de un año reclutando hombres y pertrechos, Díaz regresó al sur del país, donde fue apoyado por el viejo cacique liberal Juan Álvarez. Reorganizó el Ejército de Oriente y con sus tropas triunfó el 3 de octubre de 1866 en la Batalla de Miahuatlán y el 18 de octubre en la Batalla de la Carbonera. Tras más de dos meses de preparación y toma de ciudades de Oaxaca, el Ejército de Oriente tomó la capital la noche del 27 de diciembre. De inmediato Díaz se erigió en gobernador provisional, destituyó y ejecutó a las autoridades francesas. El arzobispo de Oaxaca, lanzó un sermón en contra del gobierno republicano, pero Díaz lo mandó ahorcar bajo el cargo de rebelión. Cuando Díaz salió de Oaxaca, en enero de 1867, nombró como gobernador sustituto a Juan de Dios Borja.
El 5 de febrero de 1867, en París, Napoleón III envió un parte a Bazaine ordenando la retirada de las tropas francesas de México, en vista de la presión ejercida por la prensa, la opinión pública y el parlamento francés, y por la tensión que había con los prusianos que en un futuro cercano haría que estallara la guerra franco-prusiana. Esta medida significó el principio de la caída del Imperio, pues las fuerzas conservadores del emperador apenas sumaban 500 soldados.
El avance liberal comenzó, Maximiliano, acompañado de los militares conservadores Tomás Mejía y Miguel Miramón, se marchó con sus tropas a Querétaro, donde Mariano Escobedo puso sitio a la ciudad, que se rindió el 15 de mayo. Mientras tanto, Carlota de Bélgica marchó a Viena, París y Roma, donde se entrevistó con Francisco José I, Napoleón III y su esposa Eugenia de Montijo, y con el papa Pío IX. En los tres casos, pidió apoyo para su esposo, que le fue denegado. En Roma se volvió loca, y fue recluida el resto de su vida en un castillo de Bruselas, donde murió el 19 de enero de 1927 a la edad de 87 años.

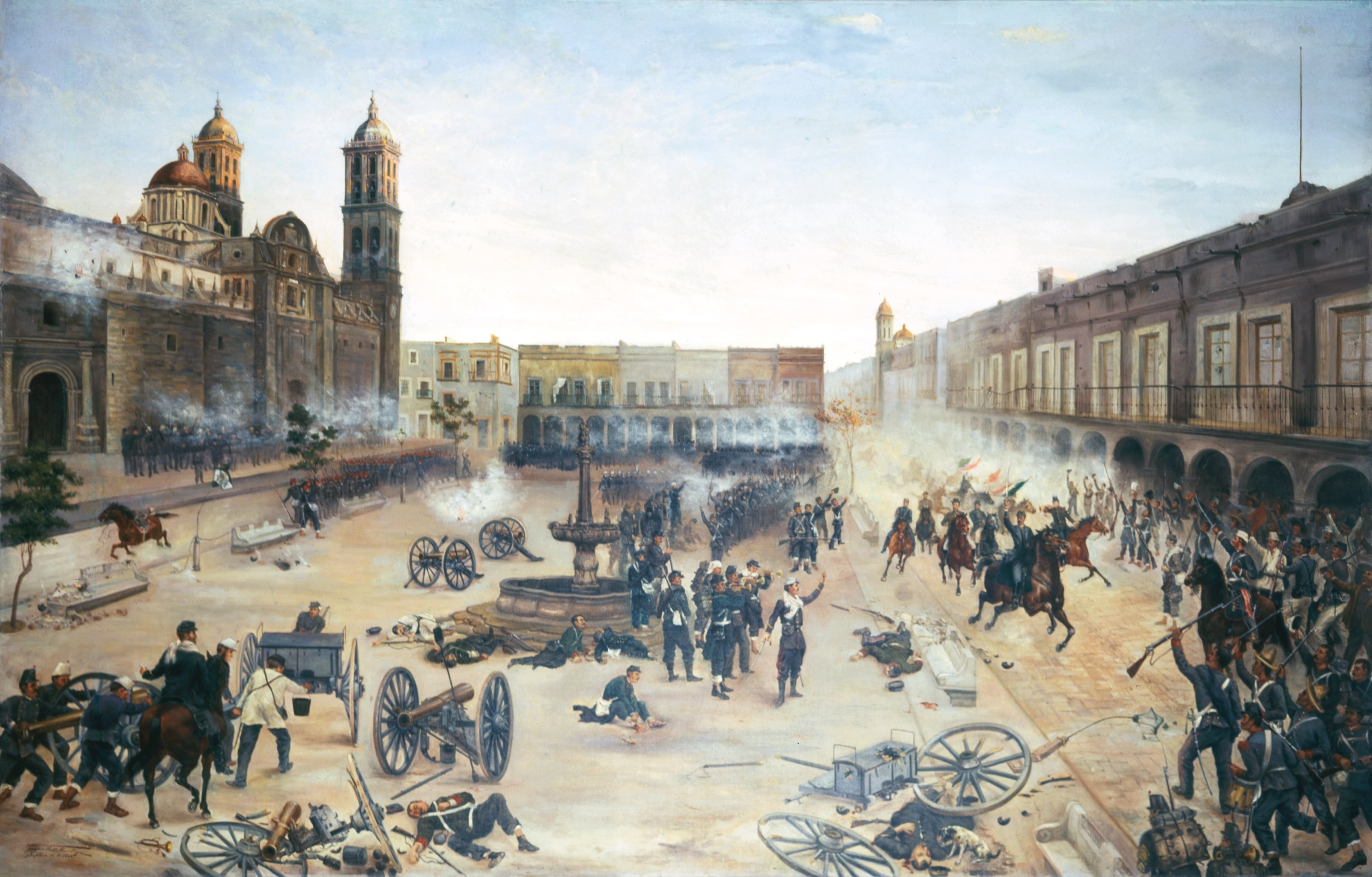
Entrada del general Porfirio Díaz a Puebla, óleo de Francisco de Paula Mendoza (1902).

En marzo, comenzó el sitio de Puebla, comandado por Díaz. Durante más de tres semanas cortó la comunicación de la ciudad y derrotó a las tropas de Leonardo Márquez, quien después de ser vencido por los liberales, huyó a Toluca. Tras varios días de meditaciones, la mañana del 2 de abril de 1867, Díaz asaltó Puebla. Así culminó la acción militar conocida como Batalla del 2 de abril, en la que cayó Puebla, única ciudad en el sur que estaba en poder de los franceses. Solo faltaban por caer Quéretaro y la capital.
Márquez había logrado fortificar a setecientos hombres en las llanuras cercanas a Toluca, ciudad ante la cual Díaz y sus hombres se dirigían. La mañana del 16 de abril comisionó al comandante Gonzalo Montes de Oca a enfrentar a Márquez. El resultado fue favorable a las tropas mexicanas, y Márquez huyó hacia Cuba, donde murió en 1913. 
A este hecho se le conoce como Batalla de las Lomas de San Lorenzo y a partir de ella comenzó el sitio de la Ciudad de México, que se prolongó hasta el 15 de junio, cuando todo el país ya se encontraba en manos de los republicanos. Durante el sitio y a la hora de entrar en la ciudad, Díaz prohibió los saqueos y los robos; dos militares lo desobedecieron y fueron fusilados.

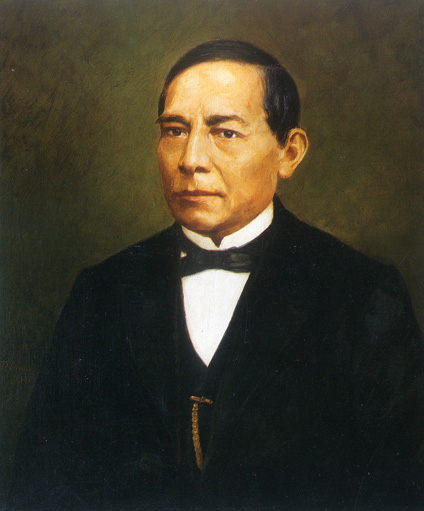
Benito Juárez fue presidente de México durante la Segunda Intervención Francesa.

El 15 de mayo Maximiliano entregó la plaza de Querétaro a Mariano Escobedo, y fue hecho prisionero junto a Miramón y Mejía. Tras un juicio sumario por quebrantar las leyes internacionales, la soberanía nacional y el Tratado de la Soledad, fueron fusilados la mañana del 19 de junio, a pesar de que varios personajes intentaron salvar la vida del emperador, como Víctor Hugo, escritor francés, escribió a Juárez pidiendo clemencia para el emperador. La condesa de Salm Salm, quien intercedió por Maximiliano ante Díaz, hizo lo mismo ante Juárez, pero la respuesta fue la misma. A la población de México se le hizo creer que Maximiliano aún vivía y que regresaría triunfante a la capital, hasta que Díaz hizo circular un panfleto desestimando esta teoría.
Juárez hizo público su reconocimiento a Díaz en una carta a Guillermo Prieto, que afirmaba:

Es un buen chico nuestro Porfirio. Nunca fecha sus cartas hasta que no toma una capital.

En su discurso final del 15 de julio, día en que entró a la capital, Juárez reconoció públicamente a Díaz, quien fue premiado con una división y una hacienda en Oaxaca, conocida como Hacienda de La Noria, donde años más tarde sería proclamado el Plan de La Noria. Su hermano Felipe fue elegido gobernador de Oaxaca, por votación popular, cargo en el que estaría hasta 1871. Tras ello, Díaz se retiró a Oaxaca a vivir.

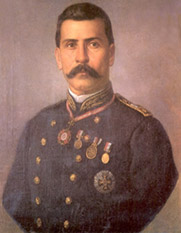
Retrato al óleo de Porfirio Díaz en 1867. Para este año, cuando acabó la Guerra de Intervención Francesa, contaba con 37 años y 37 campañas militares.

Durante las guerras en que se vio envuelto, Díaz se relacionó amorosamente con varias mujeres. La primera y la más conocida de sus aventuras amorosas fue la sostenida con Juana Catalina Romero, durante los años de la guerra de Reforma. Cuenta una leyenda que durante la Batalla de Miahuatlán, Díaz se ocultó bajo las enaguas de Juana Catalina. Esta relación duró más allá de la guerra, cuando Díaz ya era presidente y por ello favoreció la zona de Tehuantepec. Un relato popular cuenta que el tren de la ciudad atravesaba por la hacienda de Juana Catalina, y que el presidente saltaba del vagón para visitarla.
Otra aventura que Díaz mantuvo fue con la soldadera Rafaela Quiñones, durante toda la guerra de intervención. A principios de 1867 nació la hija de la relación entre Díaz y Quiñones, llamada Amada Díaz, quien vivió con su padre hasta 1879 y se quedó en México tras la caída del gobierno porfirista. Finalmente murió en 1962.
El 15 de abril de 1867, Díaz se casó por poder con su sobrina Delfina Ortega de Díaz, tras mediar con el presidente Juárez la disposición para dispensar el parentesco carnal. En 1869 nació su primer hijo, Porfirio Germán, que murió ese mismo año. Dos años más tarde la pareja concibió a unos gemelos, quienes corrieron la misma suerte que su primer hijo. Tras varios años, en 1873 nació el primero de los hijos que llegaría a la edad adulta, Porfirio Díaz Ortega. El 5 de mayo de 1875 nació la última hija del matrimonio, Luz Victoria, llamada así en honor a la victoria republicana del 5 de mayo de 1862 en Puebla.

### Elección de 1867 y años posteriores
Una vez culminada la guerra de intervención francesa, Juárez, que se había amparado en el artículo 128 de la Constitución de 1857 para permanecer indefinidamente en el poder, convocó a elecciones presidenciales, que se efectuaron el domingo 25 de agosto de 1867. Los resultados finales fueron:
- Benito Juárez: 2344 votos
- Porfirio Díaz: 785 votos.

Por lo tanto, el Congreso, a través del presidente de dicho órgano, Manuel Romero Rubio, declaró a Benito Juárez como ganador de las elecciones presidenciales y mandatario constitucional para el período comprendido entre el 1 de diciembre de 1867 y el 30 de noviembre de 1871. El bando oficial fue publicado en las calles de la Ciudad de México, el 23 de septiembre.
Porfirio Díaz se sintió derrotado y abatido por el triunfo de Juárez en las elecciones. Decidió retirarse a La Noria, donde el 2 de febrero de 1868 le fue anunciado el cese del Ejército de Oriente, que en julio del año anterior fue reducido a solo 4000 soldados. Al mismo tiempo, Juárez, por conducto de Matías Romero, Ministro de Gobernación, le ofreció encabezar la legación mexicana en Washington D. C., Estados Unidos de América. Díaz, sin embargo, rechazó la propuesta.
Durante 1869 y 1870, Díaz vivió en La Noria, al lado de su esposa Delfina. Fue en esta época cuando se procrearon los hijos que morirían en la infancia. Delfina pensó que se trataba de un asunto de índole religiosa, ya que ellos se habían casado siendo parientes carnales y no se obtuvo la dispensa necesaria sino hasta 1880. En La Noria, Díaz desarrolló la fundición de cañones, pólvora y municiones, además de la agricultura. 
Mientras tanto, su hermano Félix Díaz Mori fue elegido gobernador de Oaxaca. En su período al frente del gobierno estatal, tuvo un enfrentamiento por el impuesto a la madera, con los habitantes de Juchitán. El 17 de febrero de 1870, el gobernador y un regimiento de más de quinientos soldados, entró en la ciudad y mató a varias personas, entre ellos mujeres y niños, todo esto a fin de sofocar el levantamiento que se había producido. Antes de salir, entró con sus soldados a saquear la iglesia del pueblo. Hizo bajar la estatua del santo patrono de Juchitán, San Vicente Ferrer, y la arrastró por todo el pueblo, en un acto considerado de su parte como jacobino. Meses más tarde devolvió la imagen en una caja de madera hecho pedazos. Los juchitecos le capturaron en marzo de 1872, lo castraron y lo ejecutaron en venganza por el incidente de Juchitán.

### La Revolución de La Noria

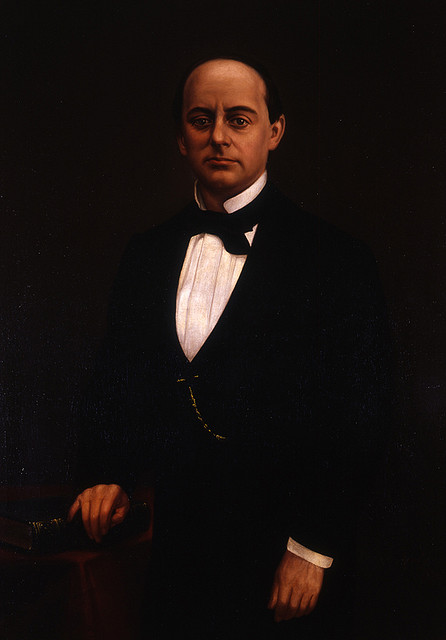
Sebastián Lerdo de Tejada fue el tercer candidato en las elecciones presidenciales de 1871. Tras la muerte de Juárez, ocupó la presidencia de manera interina, y en este cargo amnistió a Díaz y a todos los militares que participaron en la Revolución de La Noria.

Porfirio Díaz decidió postularse a las  elecciones presidenciales de 1871. Para esta elección, Juárez fue postulado por tercera ocasión, siendo las anteriores en los años 1861 y 1867. Había además un nuevo candidato, el presidente de la Suprema Corte de Justicia, Sebastián Lerdo de Tejada. Las elecciones se llevaron a cabo el 27 de agosto de ese año. Los resultados finales fueron revelados al país el 7 de octubre y fueron los siguientes:
- Benito Juárez: 5837 votos
- Porfirio Díaz: 3555 votos
- Sebastián Lerdo de Tejada: 2874 votos

Díaz y Lerdo no quedaron conformes con el resultado dado a conocer por el Congreso, e iniciaron una serie de impugnaciones a la elección. Lerdo decidió retirarse de los juicios electorales y volvió a su puesto de presidente en la Suprema Corte de Justicia. Díaz, sin embargo, comenzó a ganar adeptos en el sur del país, entre los hacendados de Oaxaca y los militares de ese estado, donde Felipe Díaz era gobernador. El 8 de noviembre lanzó el Plan de la Noria, llamando a todos los militares del país a luchar contra Juárez. De esta manera dio inicio la Revolución de La Noria.

La reelección indefinida, forzosa y violenta, del Ejecutivo Federal, ha puesto en peligro las instituciones nacionales.

En el Congreso una mayoría regimentada por medios reprobados y vergonzosos, ha hecho ineficaces los nobles esfuerzos de los diputados independientes y convertido á la Representación Nacional en una cámara cortesana, obsequiosa y resuelta á seguir siempre los impulsos del Ejecutivo.

En la Suprema Corte de Justicia, la minoría independiente que había salvado algunas veces los principios constitucionales de este cataclismo de perversión é inmoralidad, es hoy impotente por falta de dos de sus más dignos representantes, el ingreso de otro llevado allí por la protección del Ejecutivo. Ninguna garantía ha tenido desde entonces el amparo; los Jueces y Magistrados pundonorosos de los Tribunales Electorales son sustituidos por agentes sumisos del Gobierno, los intereses más caros del pueblo y los principios de mayor trascendencia quedan á la merced de los perros guardianes.

De inmediato los estados de Oaxaca, Guerrero y Chiapas se unieron a Díaz, quien avanzó triunfante hasta Toluca, donde comenzaron las derrotas. Sóstenes Rocha e Ignacio Mejía evitaron que los rebeldes tomaran la capital. A pesar de que lograron conseguir adeptos entre las clases más bajas de la sociedad mexicana, los sublevados de La Noria tuvieron un largo proceso de derrotas. Cuando intentaron cruzar Puerto Ángel, Oaxaca, en enero de 1872 rumbo a Panamá, los juchitecos capturaron a Félix Díaz y lo asesinaron. Esa misma noche, Manuel González, mejor amigo y compadre de Díaz así como uno de los líderes de la sublevación, recibió una carta del hermano de Porfirio, que había sido ejecutado. La carta decía lo siguiente:

Vamos a perder, Juárez nos va a aplastar, pero quiero darle a mi hermano esta última prueba de afecto, porque lo que es el indio, nos friega.

La noche del 18 de julio, Juárez falleció en la Ciudad de México. Junto con González, Díaz se encontraba en Nayarit, visitando al cacique local Manuel Lozada, llamado el "Tigre de Álica", a fin de conseguir su apoyo. Al oír cañonazos, Díaz preguntó qué sucedía, y de inmediato le informaron del fallecimiento de Juárez. Lerdo de Tejada ya era el presidente interino, y por lo tanto, el movimiento de La Noria perdía sentido, ya que Juárez había muerto y no existía razón para pelear. Luego de que Lozada se negó a apoyar a Díaz, los revolucionarios declinaron las armas. Poco después, en octubre, fueron convocadas las elecciones para presidente de la República mexicana. Se presentaron como candidatos Porfirio Díaz y Lerdo de Tejada. En las Elecciones extraordinarias de México de 1872, este último derrotó a Díaz. Una vez que el Congreso confirmó a Lerdo como presidente constitucional para el período del 1 de diciembre de 1872 al 30 de noviembre de 1876, el Ministro de Guerra y Marina, Mariano Escobedo decretó la amnistía para todos los revolucionarios de La Noria, pero con la condición de que se les daría de baja del Ejército Mexicano.
Una vez derrotado y en un escándalo público ante la prensa, Díaz volvió a Oaxaca, donde se encontró con la noticia de la muerte de su hija. La crisis económica por la que pasaba, lo obligó a vender la Hacienda de La Noria e irse como asociado en una finca dedicada al cultivo de azúcar, ubicada en la localidad de Tlacotalpan, Veracruz. Ahí, en el clima veracruzano, la familia de Porfirio Díaz logró conseguir una relativa estabilidad económica, puesto que además del cultivo de azúcar, se dedicó a la carpintería, e incluso logró inventar una mecedora integrada con abanico automático.
Sin embargo, Porfirio conservaba sus viejas ambiciones políticas. En octubre de 1874 fue postulado como candidato a diputado federal y ganó la elección. Una vez instalada la Cámara de Diputados, uno de los primeros dictámenes de la nueva legislatura fue aprobar una propuesta de la Comisión de Hacienda, relativa a disminuir la pensión de los militares retirados del servicio nacional, así como reducir de una manera significativa el sueldo de los soldados activos en el Ejército. Díaz, junto con otros diputados de extracción militar, se opusieron a la propuesta de Hacienda. Justo Benítez, quien para entonces se había convertido en el intermediario político de Díaz, sugirió al militar que pronunciara un discurso en la tribuna del Palacio Legislativo. Tras mucho meditarlo, Díaz accedió a hablar en público. Aun cuando él mismo conocía su falta de habilidad como orador, intentó elaborar un discurso. Luego de varios intentos, Díaz se dio por vencido, y en un acto insólito hasta ese momento en la historia legislativa de México, comenzó a llorar en público. Este incidente le hizo convertirse por unos días en el hazmerreír de la clase política mexicana. Así describe aquel momento uno de los biógrafos de Díaz, José López Portillo y Rojas.

Y habló Porfirio en efecto, sosteniendo ser magna injusticia que a los buenos servidores de la Nación, a los que habían derramado su sangre por defenderla, se les condenase a la miseria para hacer un ahorro insignificante; mas expresó aquellas ideas con tantos titubeos, en estilo tan desaliñado e incoherente, y con voz tan desentonada, que el auditorio se llenó de pena, no por los militares a quienes se quería reducir a pan y agua, sino por el preopinante, a quien se veía sufrir indecibles torturas en la terrible picota de la tribuna. Porfirio, finalmente, abrumado por la congoja y enredado entre sus propias ideas y palabras, no acertó a salir del paso, no supo cómo concluir la oración, y rompió a llorar como un niño. Así bajo de la tribuna con el rostro congestionado y cubierto de lágrimas, en tanto que los circunstantes, sorprendidos, no sabían que hacer, si llorar también o prorrumpir en carcajadas.

A pesar de que este incidente deterioró la imagen de Díaz en la opinión política nacional, una serie de políticas radicales llevadas a cabo por Lerdo hicieron que el movimiento porfirista ganara cada vez más partidarios, principalmente en la clase alta, que se vio afectada debido a que Lerdo expulsó a las órdenes religiosas y elevó los impuestos, ambas acciones en 1874. Los gobiernos extranjeros tampoco veían con buenos ojos al gobierno lerdista, debido a una disminución de la venta de productos a países como Francia y el Reino Unido. Todo este escenario político, tanto interno como externo, propició la llegada de Díaz al poder. Conscientes de ello, el círculo político de Lerdo mantuvo vigilado al oaxaqueño durante varios meses. Manuel Romero Rubio, intermediario político de Lerdo, ofreció a Díaz la presidencia de la Corte Suprema de Justicia, en Oaxaca, pero este se negó.

### La Revolución de Tuxtepec
A fines de 1875, Sebastián Lerdo de Tejada hizo público su interés por presentarse a las elecciones de 1876. Aunque si bien la prensa solo lo tomó como una declaración informal, Lerdo anunció su candidatura la noche del 23 de diciembre y este hecho suscitó reacciones diferentes en la clase política nacional. Porfirio Díaz, quien para entonces también se lanzó a la candidatura presidencial, comenzó una serie de manifestaciones públicas contra Lerdo, pero rápidamente fueron sofocadas por órdenes del mismo presidente Lerdo. Las acciones de represión hacia los partidarios porfiristas llevadas a cabo por la policía secreta, causaron aún más descontento hacia el lerdismo. El 10 de enero de 1876, con el apoyo de varios militares de diversos lugares del país y con el respaldo de la Iglesia católica, que se había visto afectada por las medidas de Lerdo, Porfirio Díaz lanzó en la población de Tuxtepec, el Plan de Tuxtepec. Así dio comienzo la Revolución de Tuxtepec, la última guerra del siglo xix en México.

Que la República Mexicana está regida por un gobierno que ha hecho del abuso un sistema político, despreciando y violando la moral y las leyes, viciando á la sociedad, despreciando á las instituciones, y haciendo imposible el remedio de tantos males por la vía pacífica; que el sufragio público se ha convertido en una farsa, pues el presidente y sus amigos por todos los medios reprobados hacen llegar á los puestos públicos á los que llaman sus "Candidatos Oficiales", rechazando á todo ciudadano independiente; que de este modo y gobernando hasta sin ministros se hace la burla más cruel á la democracia que se funda en la independencia de los poderes; que la soberanía de los Estados es vulnerada repetidas veces; que el Presidente y sus favoritos destituyen á su arbitrio á los Gobernadores, entregando los Estados á sus amigos, como sucedió en Coahuila, Oaxaca, Yucatán y Nuevo León, habiéndose intentado hacer lo mismo con Jalisco; que á este Estado se le segregó para debilitarlo, el importante cantón de Tepic, el cual se ha gobernando militarmente hasta la fecha, con agravio del pacto federal y del derecho de Gentes; que sin consideración á los fueros de la humanidad se retiró á los Estados fronterizos la mezquina subvención que les servía para defensa de los indios bárbaros; que el tesoro público se dilapida en gastos de placer, sin que el Gobierno haya llegado á presentar al Congreso de la Unión la cuenta de los fondos que maneja.

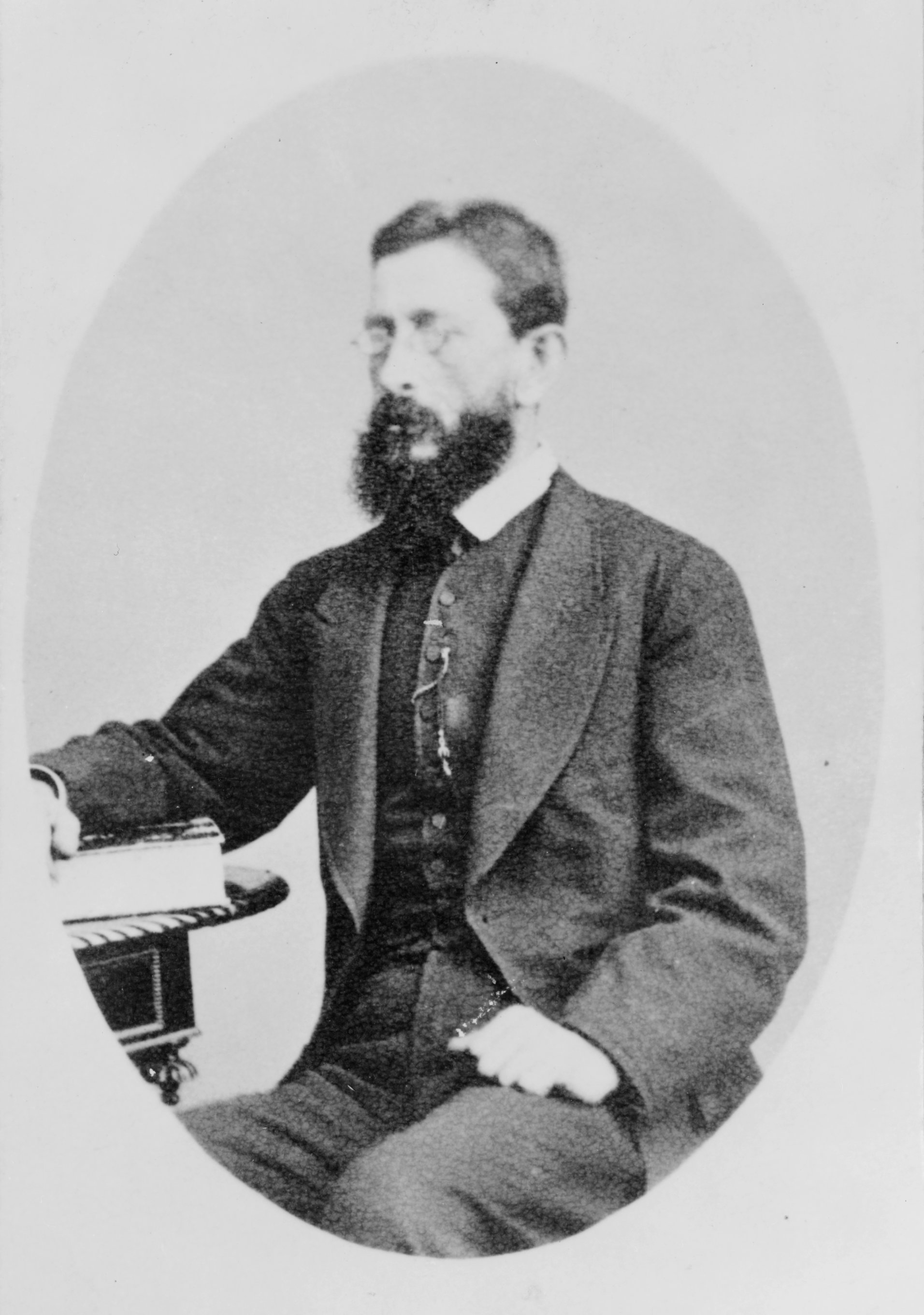
Mariano Escobedo, militar lerdista que fue uno de los principales combatientes de Díaz en la Revolución de Tuxtepec. En 1878 inició un levantamiento contra el presidente Díaz, fue derrotado y estuvo a punto de ser fusilado, pero la intervención de Manuel González, su antiguo compañero de batallas lo salvó. Finalmente se incorporó al sistema político porfirista y ocupó varios cargos en el gobierno. Murió en 1902.

Las derrotas que Díaz y sus partidarios comenzaron a sufrir no se hicieron esperar, puesto que la mayor parte del ejército permanecía fiel a Lerdo. Mariano Escobedo, derrotó el 10 de marzo de 1876 a Díaz en Icamole, Nuevo León. Se dice que Porfirio Díaz lloró, al verse derrotado y abatido. Por esta razón se le conoció, durante el resto de la Guerra, como "El Llorón de Icamole". Tras la derrota de Icamole, los lerdistas estaban seguros de su victoria sobre los revolucionarios de Tuxtepec y disminuyeron la actividad militar en el país. Sin embargo, Donato Guerra, Justo Benítez y Manuel González siguieron una guerra de guerrillas al interior de México. Díaz, mientras tanto, se embarcó a Cuba en un barco que salió de Tampico, Tamaulipas, haciéndose pasar por el médico español Gustavo Romero.
Una vez llegado a La Habana, logró conseguir armas y varios adeptos entre los esclavos de Cuba, puesto que la isla aún se encontraba en poder de los españoles. Cuando regresó a México, tomó la zona correspondiente a Veracruz y San Luis Potosí, mientras que Manuel González y Benítez tenían capturado el Estado de Guerrero. A principios de noviembre comenzó el ataque hacia Puebla. Para entonces, Alatorre fue destituido del cargo de ministro de Guerra y en su lugar fue nombrado Mejía. Escobedo, acompañado de varios contingentes lerdistas, entre ellos el de Alatorre, se fortificó en Tecoac, una localidad tlaxcalteca. El 16 de noviembre, Díaz y Escobedo se enfrentaron en ese paraje. En principio, la batalla iba a ser ganada por las tropas lerdistas, pero la intervención de Manuel González y sus refuerzos, lograron derrotar a las tropas federales. Se dice que al término de la batalla, cuando los lerdistas huyeron, Díaz habló con González, herido en la batalla (de ahí su apodo "El Manco de Tecoac"), y le dijo: "Compadre, gracias a usted hemos ganado, y por eso, será usted mi Ministro de Guerra".

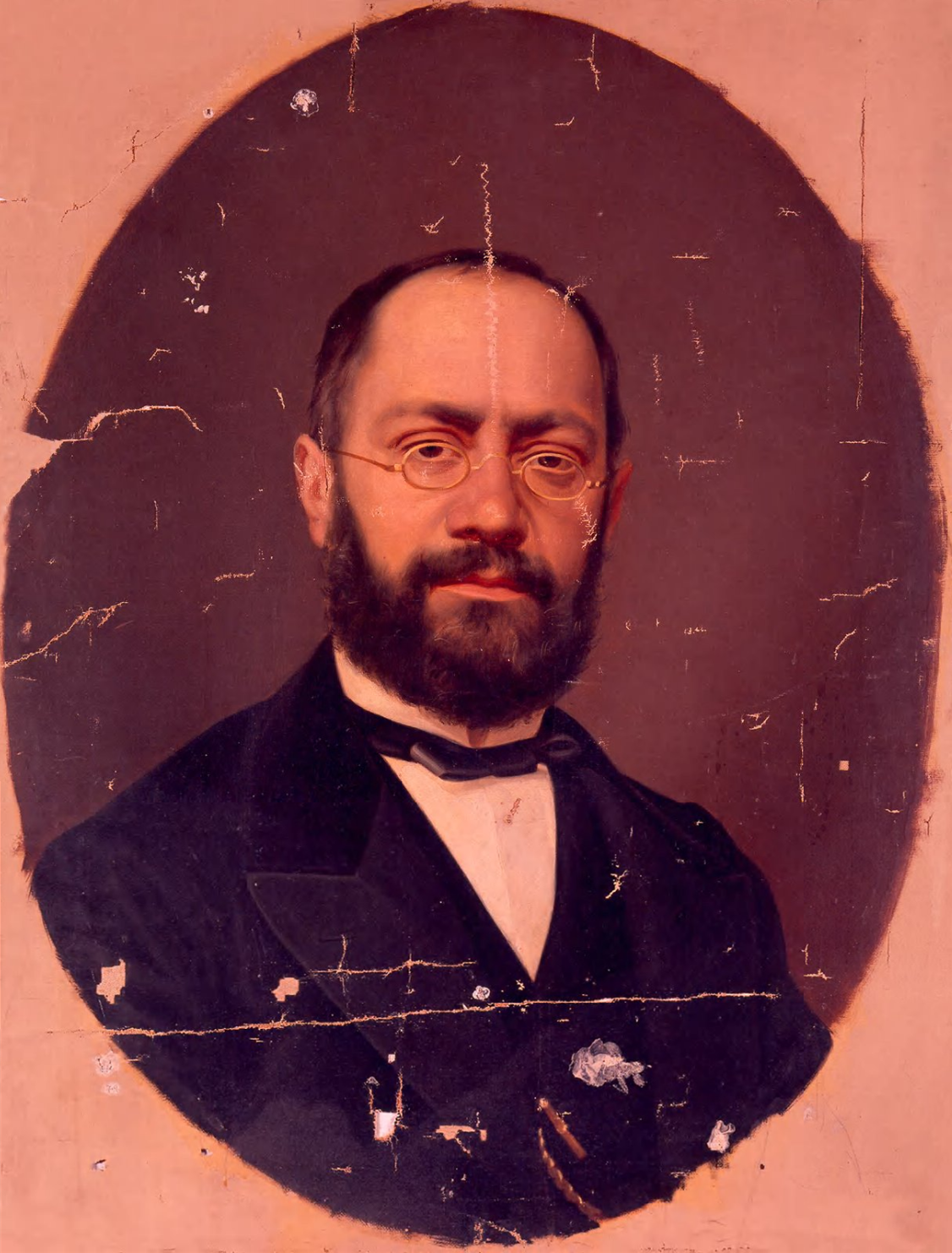
José María Iglesias, líder de los Decembristas, que pretendía quedarse como Presidente una vez finalizado el mandato de Lerdo.

Una vez terminada la guerra civil, Díaz llegó a la Ciudad de México el 21 de noviembre, y ese mismo día se erigió en presidente provisional de la República Mexicana. Sin embargo, José María Iglesias, presidente de la Suprema Corte de Justicia, alegaba que al ser él sustituto constitucional de Lerdo, y haber huido este del país, Iglesias debería convertirse en presidente el 1 de diciembre. Por lo tanto, a sus partidarios se les conoció como decembristas. Para ese momento, tres grupos se disputaban la presidencia: decembristas, lerdistas y porfiristas. Los decembristas se habían acuartelado en Guanajuato y el brazo militar del partido político era Felipe Berriozábal.
Díaz dejó en la presidencia a Juan N. Méndez y el 22 de diciembre salió de la capital con una división compuesta por 5000 soldados rumbo al Estado de Guanajuato, donde logró derrotar a las fuerzas decembristas en marzo de 1877. Gracias a la mediación de Justo Benítez, Iglesias y Díaz llegaron a un acuerdo, en el que el primero habría de reconocer a Díaz como virtual presidente, y a cambio este le cedería la gubernatura de su estado natal, Michoacán. Tras todos los preparativos políticos llevados a cabo por Benítez y González, Porfirio Díaz fue designado presidente la mañana del 5 de mayo de 1877, día en que protestó su cargo ante el Congreso de la Unión, después de haberse celebrado las elecciones de 1877 de forma extraordinaria.

### Primer mandato presidencial

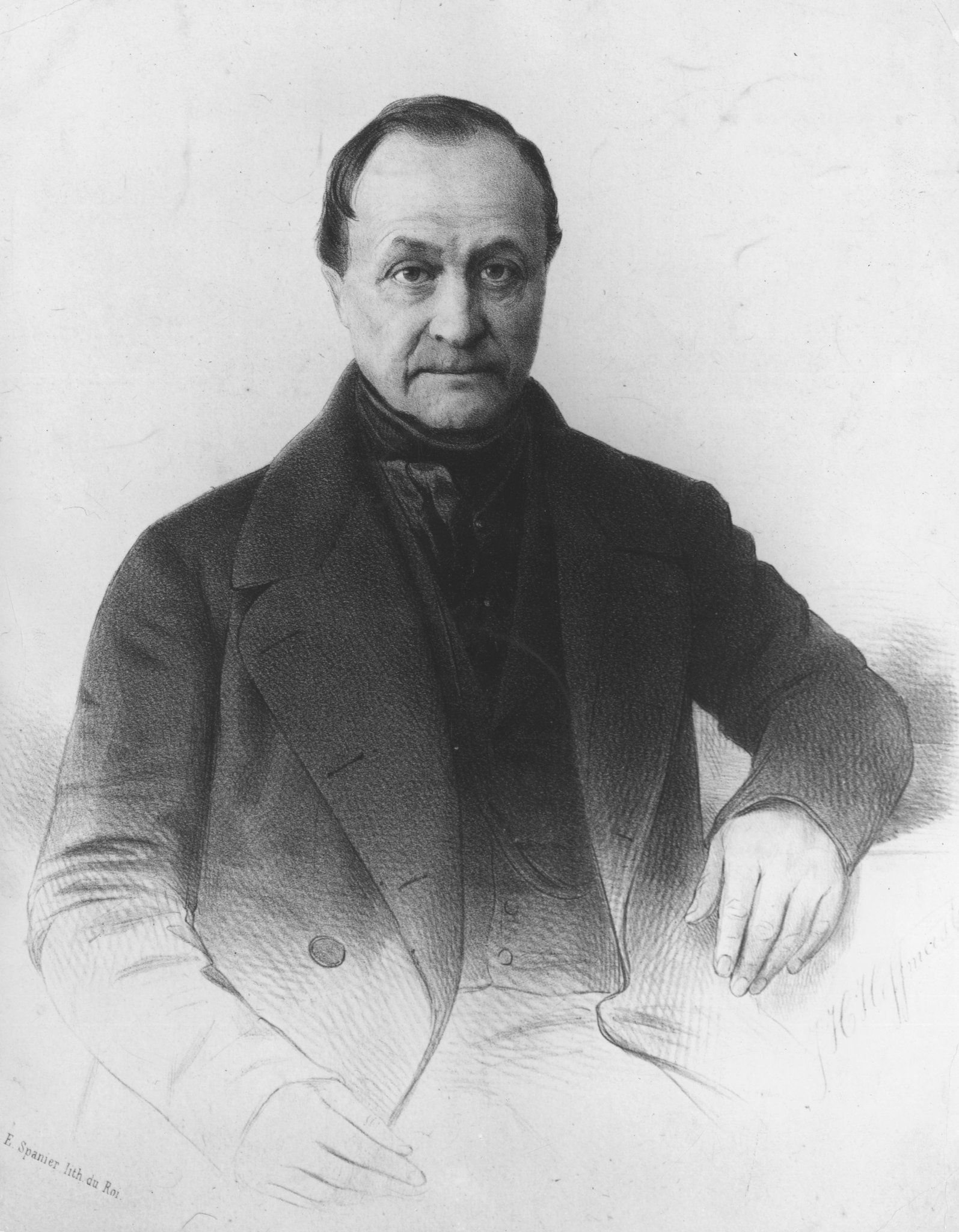
El filósofo francés Augusto Comte, creador del positivismo, filosofía en la cual Porfirio Díaz cimentó su gobierno.

Dentro del marco porfiriano, este período de la Historia de México, estuvo marcado por la influencia del positivismo, teoría política francesa creada por Augusto Comte. A partir de entonces, el orden establecido por Díaz durante la última mitad del siglo xix en México se basaría el orden y la llamada «paz porfiriana». Ellos serían: el orden y progreso. El cumplimiento de ellos, según Justo Sierra, ministro porfiriano, llevó a México a la cúspide del progreso.
El principal objetivo de Díaz en su primer mandato fue ganarse la confianza de los Estados Unidos de América, que pasaba por un serio problema político. Así, Díaz debió realizar una serie de maniobras políticas para ganar el reconocimiento estadounidense. La negativa del embajador John W. Foster a negociar con México dificultó la situación aún más. A través del Ministro de Relaciones Exteriores, Ignacio Mariscal y del Ministro de Hacienda, Matías Romero, Díaz logró el pago de la deuda externa a Estados Unidos, por medio de breves cantidades abonadas en un plazo de quince años. En su mensaje a la Nación del 1 de abril de 1893 se dio por finalizado el pago de la deuda mexicana.
Otro asunto prioritario para Díaz fue la pacificación del país. Desde finales de la guerra de Independencia de México, varias bandas de ladrones se colocaban en las orillas de caminos, con el fin de asaltar los vagones cargados de bienes que eran llevados a la capital y a otras ciudades importantes del país, como Puebla o Veracruz. El comercio, que no tuvo un gran crecimiento durante la primera mitad del siglo xix en México y que además fue sacudido por las crisis económicas que las guerras propiciaron, se vio aún más amenazado por las gavillas de bandoleros que atacaban las vías de comunicación. Otro punto que acentuaba la inseguridad del país era que existían grupos armados asentados únicamente en un lugar del país y cuyo propósito era controlar por medio de caciques al país entero.
Díaz acordó con el Congreso facultades extraordinarias para poner remedio a la situación. Ordenó el desplazamiento de los ejércitos más consolidados, como una medida tomada para evitar la proliferación de cacicazgos. Otro problema serio en el panorama político eran las ambiciones y alianzas de los gobernadores y jefes militares. A fin de evadir este problema, Díaz nombró personalmente a varios militares de su confianza como gobernadores y jefes militares.

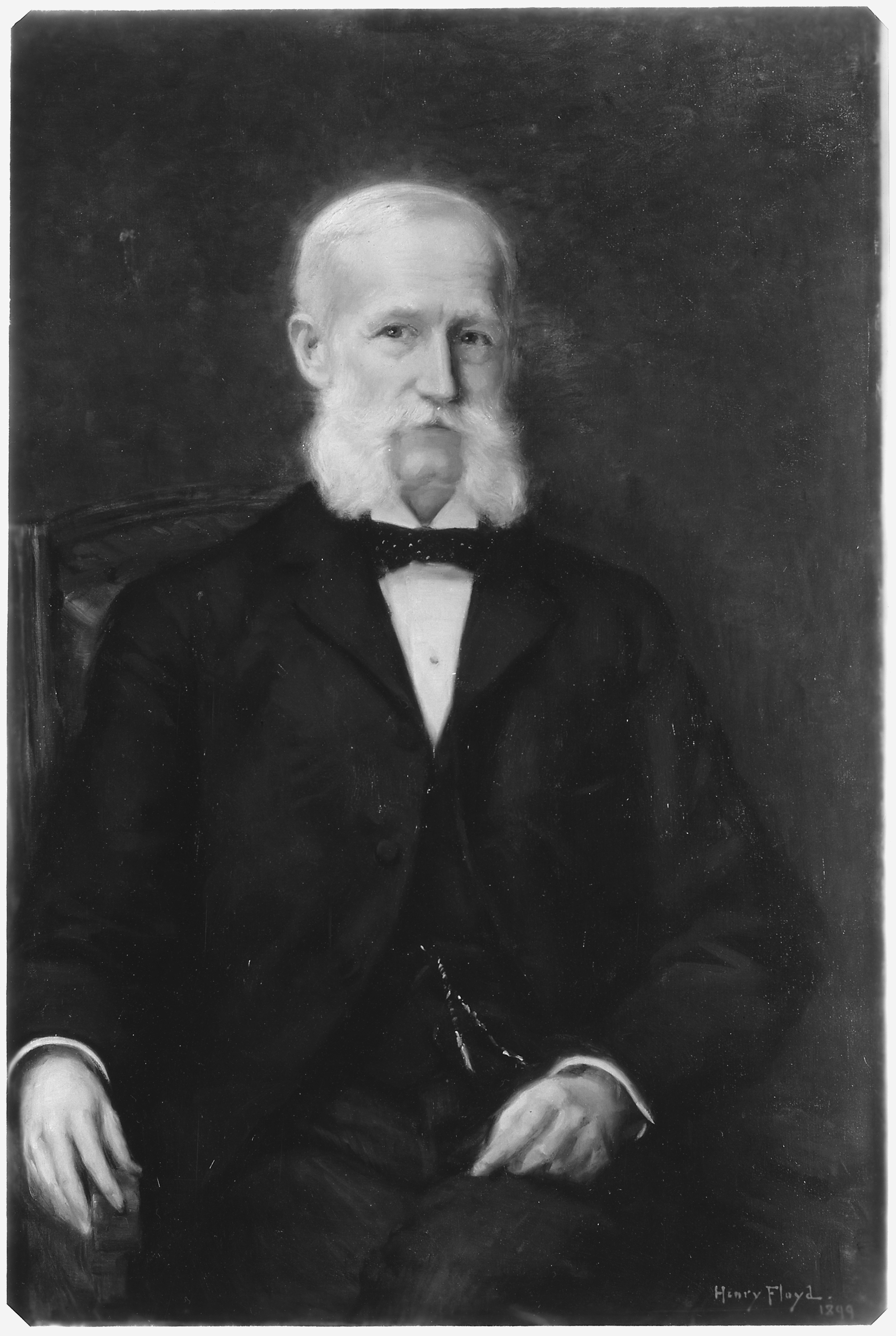
John Watson Foster, ministro plenipotenciario de Estados Unidos en México durante el primer mandato de Díaz. Miembro de la misma logia masónica que Lerdo, su principal objetivo fue evitar a toda costa que el gobierno estadounidense reconociera al gobierno de Díaz.

En 1878, el gobierno había logrado casi por completo la pacificación del país, por lo que el presidente comisionó a José Yves Limantour, economista de la Secretaría de Hacienda, a viajar a los Estados Unidos comandando una campaña de promoción mexicana. Este programa de difusión de la cultura mexicana logró que el presidente Rutherford B. Hayes enviara una comitiva de empresarios estadounidenses a México. Sin embargo, el embajador Foster escribió al Departamento de Estado, alertando sobre los peligros de México, pero a pesar de sus esfuerzos por impedir el viaje, los empresarios llegaron a México el 2 de marzo, y tras una serie de viajes por todo el país, Hayes concedió a México el reconocimiento oficial la tarde del 9 de abril de 1878.
Hacia principios de 1879, comenzaron a surgir rumores acerca de quién sería el candidato oficial a la presidencia de la República, pues en el año de 1880 se celebrarían elecciones. Se mencionaban los nombres del Ministro de Guerra y Marina, Manuel González, y del asesor personal del presidente, Justo Benítez. La prensa difundió el nombre de Protasio Tagle, Ministro de Gobernación, como tercer candidato. Como era natural en las sucesiones presidenciales del siglo XIX, comenzaron las revueltas que apoyaban a un candidato en específico. Estas rebeliones fueron encabezadas por Trinidad García de la Cadena, en Zacatecas; Domingo Nava, en Sinaloa; Ramírez Terán en Mazatlán y los motines de indígenas mixtecos en los valles de Tamazunchale.
Una de las rebeliones más sonadas y que más repercutieron en la opinión pública del país, fue el incidente político que sucedió en Veracruz, a fines de junio de 1879. Un grupo de lerdistas armados había llegado del extranjero tras más de tres años preparando su revuelta. A bordo del buque "Libertad", quinientos soldados desembarcaron en el puerto la madrugada del 14 de junio y comenzó el ataque a la ciudad. Sin embargo, el gobernador del estado, Luis Mier y Terán, comisionó a una brigada que pudo detener rápidamente el levantamiento y aprehender a los sublevados. Mier y Terán comunicó la situación a Díaz, en su deber de gobernador y puesto que Porfirio, hijo mayor del presidente y ahijado del gobernador, se encontraba en Veracruz. Díaz envió un mensaje cifrado que al ser leído reveló la orden del Presidente: "Mátalos en caliente y después averiguas". De inmediato Mier y Terán cumplió la orden presidencial, que causó malestar entre la población y un pequeño levantamiento militar que también fue sofocado. Años más tarde, durante el transcurso de la Revolución mexicana, este asunto fue uno de los principales motivos de la caída del Porfiriato.
Finalmente, Manuel "El Manco" González fue nombrado candidato presidencial por el Partido Liberal. Tras una campaña electoral sin contratiempos, con el apoyo de los círculos políticos y económicos nacionales y con el beneplácito de las potencias extranjeras, como Estados Unidos, Reino Unido y España, Manuel González fue elegido presidente, y como tal, empezó a ejercer su cargo de Presidente Constitucional, el 1 de diciembre de 1880.
A fines de 1879, la esposa de Porfirio Díaz, Delfina, se embarazó por sexta ocasión. Tras un embarazo relativamente estable, el parto, estaba programado para la madrugada del 5 de abril de 1880. Sin embargo, la madrugada del 2 de abril, el parto tuvo que adelantarse, y con ello nació Victoria, la última hija del matrimonio, llamada así en honor a la batalla librada en Puebla trece años atrás y que Díaz había ganado. Pese a ello, tanto la madre como la hija comenzaron a sufrir de enfermedades posteriores al parto, por lo que Victoria, la hija, murió 48 horas después de nacer. Delfina enfermó gravemente de pulmonía y los médicos no le dieron esperanzas, así que decidió casarse por la Iglesia.
Porfirio Díaz solicitó al arzobispo de México Pelagio Antonio de Labastida y Dávalos que celebrara el Matrimonio católico. El arzobispo pidió a Díaz su abjuración, de haber proclamado públicamente la Constitución liberal. Díaz redactó su retracción, que fue leída por el arzobispo. Poco tiempo después, uno de los enviados de Labastida ofició el matrimonio la noche del 7 de abril, y Delfina murió en la mañana del 8 de abril.

### Presidencia de Manuel González

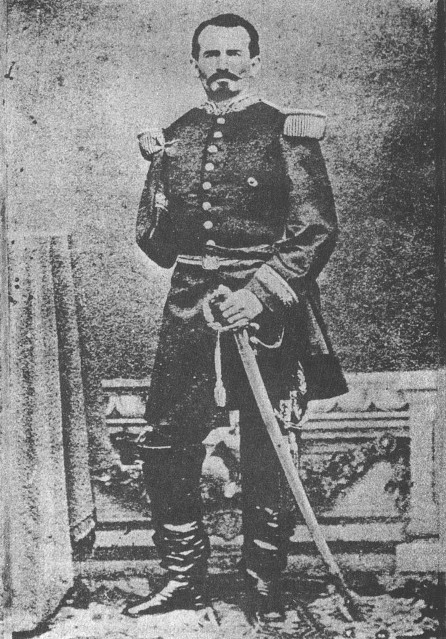
José Manuel del Refugio González Flores, amigo y compañero militar de Díaz. En premio a sus servicios durante la Revolución de Tuxtepec, Díaz le concedió la gubernatura de Michoacán y más tarde el Ministerio de Guerra. Elegido presidente en 1880, las acciones de su gobierno fueron empañadas por los escándalos de corrupción. Tras terminar su mandato presidencial, ejerció como gobernador de Guanajuato. Murió en 1893.

Manuel González fue un militar nacido en 1833, en Tamaulipas. Participó en la intervención estadounidense en México, como teniente y más tarde combatió en la guerra de Reforma, del lado del Partido Conservador. Sin embargo, durante la segunda intervención francesa en México, decidió abandonar las filas conservadoras e ingresar en el ejército liberal, debido a un recuerdo suyo de la intervención estadounidense, en que su padre fue asesinado por las tropas norteamericanas. Este incidente le hizo cambiar de bando ante la nueva invasión extranjera.
Durante la guerra contra los franceses, González peleó junto a Díaz y se convirtió en lugarteniente general del Ejército de Oriente, participando de esta forma en muchas de las batallas libradas contra el ejército francés. Cuando Díaz estuvo preso en Puebla, durante 1865, González fue quien mantuvo la guerrilla en Oaxaca. Durante la batalla del 2 de abril, González recibió una herida de bala en el brazo derecho, a nivel del codo el cual lo destrozó, por lo que le fue amputado ese mismo día. Durante la revuelta ocasionada por el Plan de la Noria, González apoyó a Díaz a pesar de la derrota del ejército sublevado. Nuevamente, durante la Revolución de Tuxtepec, González se mostró fiel al ejército de Díaz, al que salvó de la derrota final el 16 de noviembre de 1876, en la Batalla de Tecoac. Herido en este último enfrentamiento, Díaz lo nombró ministro de Guerra en premio a sus servicios en la guerra. A finales de 1879 fue nombrado candidato presidencial y un año más tarde asumió la presidencia.
Durante su gobierno, Manuel González impulsó la creación de ferrocarriles, dio concesiones para la creación de la primera red de telégrafos en el país y la fundación de dos bancos: el Banco Nacional Mexicano, con capital del Banco Franco Egipcio y el Banco Mercantil Mexicano, fundado por comerciantes españoles y mexicanos residentes en México. Ambos bancos, fusionados, dieron lugar al Banco Nacional de México (Banamex) en 1884. Sin embargo, estos avances en la economía del país, se vieron empañados debido a los frecuentes escándalos de corrupción y malos manejos en el gobierno de González. En noviembre de 1881, la emisión de la moneda de níquel, que sustituía al circulante de plata, provocó una crisis económica. Estuvo a punto de estallar un levantamiento en contra de las autoridades republicanas, pero la intervención de Díaz salvó al gobierno de González de sufrir una guerra civil.
El principal cargo imputado a González durante su gobierno fue el de corrupción, auspiciado por Díaz y Manuel Romero Rubio. Según los estudios de Francisco Bulnes, el objetivo de Díaz y Romero Rubio era, "evitar que González le tomara gusto a la silla presidencial, y así hacer que se la devolviese a Díaz en 1884". Salvador Quevedo y Zubieta, un intelectual afín a Díaz, comenzó una campaña de desprestigio dirigida a González, aduciendo que a raíz de perder su brazo derecho, el presidente había desarrollado un gran apetito sexual, y que había mandado traer de Circasia, Rusia a una mujer que se hospedaba en su hacienda de Chapingo. A pesar de que este rumor nunca fue comprobado, el presidente González sí logró la reforma del Código Civil para poder heredar a su segunda familia, la formada con Juana Horn.
Porfirio Díaz fue nombrado por Manuel González como ministro de Fomento, y desde ese puesto coordinó la campaña contra González. Luego de enviudar, el general Díaz comenzó a participar en las reuniones sociales de la clase política mexicana. En mayo de 1881 conoció a Carmen Romero Rubio en una fiesta organizada por el embajador Foster. Con el pretexto de tomar clases de idioma inglés, Díaz frecuentó la casa de Romero Rubio y comenzó a cortejar a Carmen. Tras varios meses de relación informal, la pareja se casó el 5 de noviembre de 1881.
En febrero de 1881, siguiendo el consejo de Carlos Pacheco Villalobos, uno de sus principales consejeros, el presidente González ordenó la postulación de Díaz como gobernador de Oaxaca. Tras unas elecciones estables, Porfirio Díaz asumió el cargo el 1 de diciembre y de acuerdo con la Constitución local debería mantenerse como gobernador hasta 1885. A los pocos meses, Díaz solicitó al Congreso local una licencia para ausentarse del cargo por tiempo indefinido, y de ahí volvió al Ministerio de Fomento. Pocos meses más tarde comandó una delegación que visitó las principales ciudades de Estados Unidos, como Chicago y Nueva York. En esta última localidad, Carmen intentó visitar a su padrino de bautizo, Sebastián Lerdo de Tejada, quien se negó a recibirla, aduciendo la "traición" de su padre al aliarse con Díaz. La pareja fue recibida por el presidente de los Estados Unidos, Chester A. Arthur y por el inventor Thomas Alva Edison. A su llegada a México, Díaz fue lanzado como candidato presidencial, y luego de una campaña apoyada por los sectores de la Iglesia y los empresarios, fue elegido presidente por segunda ocasión el 1 de diciembre de 1884.

### Treinta y cinco años del Porfiriato

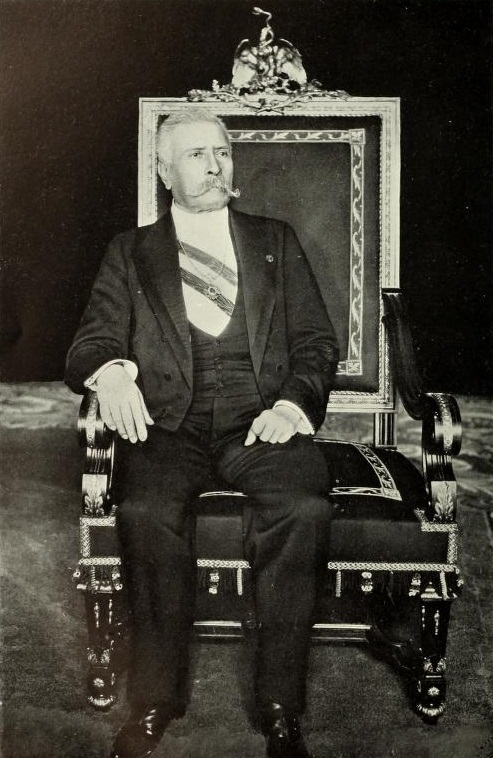
Porfirio Díaz el presidente de mayor duración en el cargo (1876, 1877-80, 1884-1911) y que consolidara el poder de la figura presidencial. En la imagen se encuentra sentado en la silla presidencial y portando la banda presidencial.

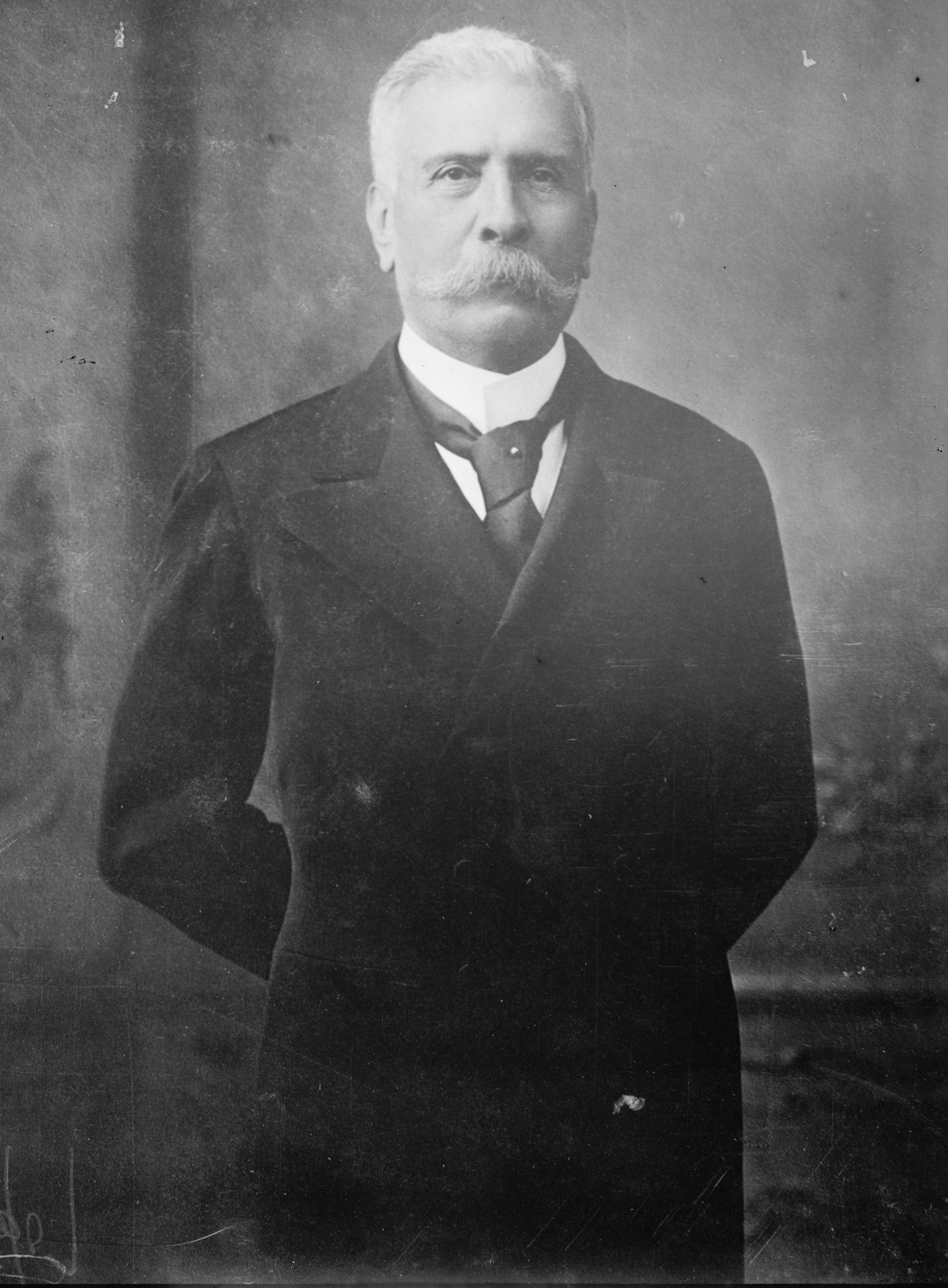
Durante el gobierno del general Porfirio Díaz se dio un giro en la actividad política nacional, puesto que alrededor de cuatrocientos años —Mesoamérica, el Virreinato de Nueva España y las primeras décadas del México Independiente— los gobernantes llevaron la administración pública con un claro sentido militar, y sus acciones estuvieron enfocadas a fortalecer al ejército en turno. Sin embargo, a raíz del comienzo de la segunda presidencia de Díaz, en 1884, se dio un vuelco que permitió a la política mexicana centrarse desde un ángulo más civil. En esta fotografía aparece el presidente Díaz en 1902, ataviado con ropa civil.

Por Porfiriato se entiende a la etapa de la historia transcurrida entre 1876 y 1911, caracterizada por los gobiernos de Porfirio Díaz, que solo se interrumpió entre 1880 y 1884 con el período presidencial de Manuel González. A partir del 1 de diciembre de 1884 Díaz gobernó personalmente de manera ininterrumpida. La filosofía en que se basó el Porfiriato fue el positivismo, que predicaba el orden y la paz, pilares del gobierno porfirista, a pesar de contar con detractores, principalmente en la izquierda política. Gracias a la extracción de plusvalía a obreros y campesinos mediante el uso del capitalismo, los ministros de Hacienda del gobierno porfirista, Manuel Dublán y José Yves Limantour pudieron lograr en forma importante un avance en la economía de la clase social dominante.
Otra característica del Porfiriato fue que los diversos grupos políticos del país convergieron en el Gabinete de Porfirio Díaz. Durante su primer mandato, el gabinete estuvo conformado en su totalidad por los antiguos combatientes de la Revolución de Tuxtepec. Sin embargo, en su segundo período presidencial, llegaron juaristas como Matías Romero e Ignacio Mariscal; lerdistas como Romero Rubio y Joaquín Baranda, y un imperialista, Manuel Dublán. Con los gobernadores, Díaz procuró mantener estrecha relación, en especial en lo relacionado con las elecciones de las legislaturas y tribunales de justicia locales, la construcción de ferrocarriles, el combate a los yaquis, quienes llevaban más de cincuenta años atacando Sonora, y también en otros asuntos menores.
La paz que se impuso durante el gobierno de Porfirio Díaz permitió el desarrollo de la cultura y la ciencia en México, dado que desde fines del siglo XVIII la continua inestabilidad política, social y económica impidió que se impusiera un clima propicio a la ciencia y a la cultura. Sin embargo, durante el Porfiriato floreció la literatura, la pintura, la música y la escultura. Las actividades científicas fueron promovidas desde el gobierno, pues se consideraba que un avance científico del país podía conllevar cambios positivos en la estructura económica. Fue entonces cuando se fundaron institutos, bibliotecas, sociedad científicas y asociaciones culturales. De igual manera, el arte popular buscó en la cultura de México un elemento para plasmar sus composiciones y expresarse, y así se lograron muestras del arte mexicano que fueron exhibidas en el mundo entero. El positivismo logró hacer que en México hubiera un renacimiento del estudio de la historia nacional, como un elemento que afianzó a Díaz en el poder y contribuyó a la unidad nacional. En el estudio de esta rama sobresalieron Guillermo Prieto y Vicente Riva Palacio.
El historiador mexicano José López Portillo y Rojas, en su obra Elevación y caída de Porfirio Díaz, menciona que el avance nacional durante el Porfiriato también cambió la fisonomía del presidente. En noviembre de 1881, tres años antes de comenzar su segundo período presidencial, el general oaxaqueño contrajo matrimonio con Carmen Romero Rubio, proveniente de las familias con mayor abolengo y alcurnia en la alta sociedad mexicana. Hasta ese año, —según los relatos de la época—, Díaz contaba con todos los rasgos de un militar formado en los campos de batalla: tosco en su modo de tratar con la gente, brusco, con un vocabulario adecuado para hacerse valer por encima de sus soldados, acostumbrado a escupir y sin mucho respeto por las formas sociales.
Sin embargo, como el mismo Díaz relató años más tarde en sus Memorias, su esposa Carmen se dedicó a formarlo dentro de la sociedad mexicana. Le enseñó el inglés, y nociones de francés, los modales de la alta sociedad, la forma de moverse y expresarse, la forma de comer, el vocabulario adecuado para cada situación. Su fisonomía, como afirmó López Portillo y Rojas, en efecto, había cambiado. Del color moreno de su piel, pasó a tomar un tono más tostado. Como afirman varios testimonios de historiadores de la época, al regresar a la presidencia en 1884, Díaz ya no era Porfirio sino más bien "Don Porfirio". Esta opinión la expresó el obispo oaxaqueño Eulogio Gillow a un diario de filiación católica en 1887:

"Carmelita Romero Rubio fue el alma sorprendente de la evolución del general Díaz hacia una existencia refinada y una política de conciliación de tan hondas consecuencias en la vida nacional."

#### Economía

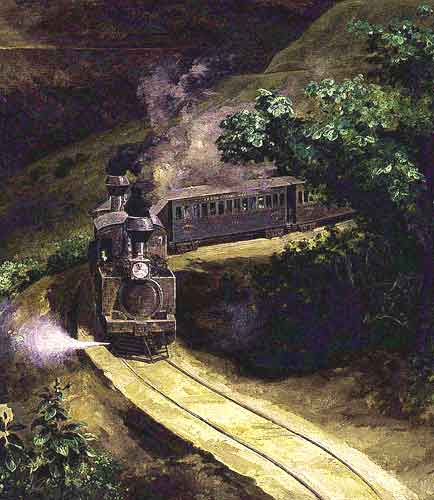
El ferrocarril representó uno de los avances de la economía del Porfiriato y fue expuesto ante el mundo como símbolo de progreso. La cultura mexicana en la época de Díaz tuvo rasgos de la economía, como este cuadro de José María Velasco, en que se refleja el ferrocarril del Valle de México.

La construcción de ferrocarriles fue uno de los puntos más importantes de la economía mexicana en el Porfiriato. Anteriormente ya se contaba con el ferrocarril que corría de la Ciudad de México hasta Veracruz, el principal puerto del Golfo de México, cuya construcción inició en 1852 y Lerdo de Tejada lo inauguró el 3 de febrero de 1873. Una vez que Díaz se consolidó en el poder comenzó la construcción de ferrocarriles dirigidos a la frontera norte y a gran escala. Desde 1880 hasta 1885 las concesiones fueron cedidas a los extranjeros, primeramente inversionistas norteamericanos. Sin embargo, entre 1886 y 1895 los empresarios provenientes del Reino Unido acapararon la totalidad de las concesiones ferroviarias, pero a partir de 1896 y hasta 1905 los estadounidenses comenzaron una contraofensiva para recuperar el control de los ferrocarriles mexicanos.
Finalmente, en 1909 los ferrocarriles fueron nacionalizados y permanecieron así 82 años hasta que en 1991, Carlos Salinas de Gortari los privatizó. Asimismo, el 1 de junio de 1880 y el 16 de diciembre de 1881 el Congreso de la Unión legisló en materia de ferrocarriles, sometiendo a jurisdicción del gobierno federal las concesiones a inversionistas, así como contratos, modificaciones, tendidos de vía y demás, garantizando así la injerencia del gobierno en la economía. Asimismo se estimuló el desarrollo de las compañías ferroviarias otorgando terrenos colindantes y estableciendo subsidios por cada kilómetro construido. Uno de los proyectos de las compañías norteamericanas era construir una línea entre México y los Estados Unidos. Hacia 1911 el país contaba con más de 20 000 kilómetros de vías ferroviarias, cuando en 1876 apenas existían 800. Cuando en 1908 el periodista James Creelman le entrevistó, Díaz afirmó:

Los ferrocarriles han desempeñado importante papel en la conservación de la paz en México. Cuando por primera vez me posesioné de la presidencia en 1876, sólo existían dos pequeñas líneas que comunicaban la capital con Veracruz y Querétaro. Hoy tenemos más de 19.000 millas de vías férreas.

Otro factor que permitió el desarrollo del México porfiriano fue la inversión extranjera, ya que los empresarios de otros países deseaban aprovechar los recursos naturales de México, que no pudieron ser explotados por los mexicanos durante el siglo XIX debido a las guerras civiles e intervenciones extranjeras. Esto ocurrió durante el marco mundial de la competencia económica, en que las potencias económicas luchaban por conseguir la primacía mundial. Durante este período en México creció la industria, en su rama extractiva, la agricultura de productos tropicales encaminada a la exportación, además de todas las ramas de la economía, que siempre estuvieron orientadas al desarrollo de México en el exterior. Díaz y sus asesores concedieron todas las facilidades necesarias a los inversionistas extranjeros, a fin de que desarrollaran su actividad y, con el apoyo del gobierno, pronto dominaron la economía del país. Situación que, por supuesto, no fue bien vista por todos aquellos que defendían la idea de que el desarrollo económico del país debía depender de mano y obra y financiamiento mexicanos y no extranjeros.

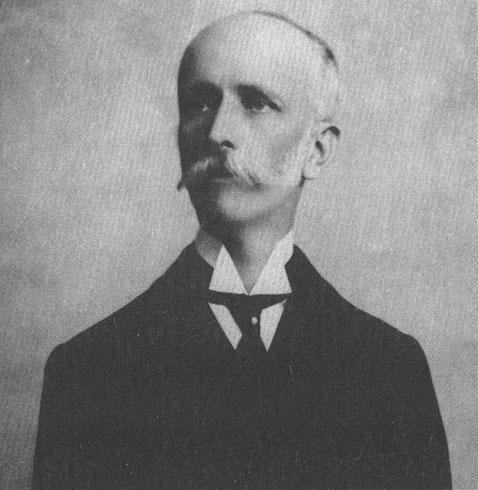
José Yves Limantour, político mexicano. Economista de profesión, trabajó desde 1878 en el Ministerio de Hacienda y Crédito Público. Durante el gobierno de González fungió como analista económico de la presidencia y al regresar Díaz a la presidencia fue nombrado Oficial Mayor de Hacienda, bajo las órdenes de Manuel Dublán. A la muerte de este en 1892, salió de la Cámara de Diputados, donde presidía la Comisión de Hacienda y, por recomendación del suegro de Díaz, Romero Rubio —su padrino de boda—, fue nombrado ministro de Hacienda, cargo desde el que dirigió libremente la economía nacional hasta 1911, cuando la Revolución mexicana lo desterró. Nunca regresó a México y finalmente, murió en 1935 en Biarritz (Francia).

Con la llegada de los capitales a México, se vio la necesidad de crear una infraestructura de transporte que permitiera el desarrollo de la industria, y así se pudo generar comunicación entre las diversas regiones del país, ya que muchas de ellas habían estado alejadas del resto del país por muchos años, como en el caso de los estados norteños, Sinaloa, Chihuahua y Coahuila. Así se construyeron redes de telégrafo y teléfono, y se mejoraron las comunicaciones entre los puertos. Entre 1877 y 1911 se construyeron de 7.136 a 23.654 kilómetros en cuestión de vías telegráficas y así la clave morse fue un factor más en el desarrollo de las comunicaciones en México. El sistema de correos, que durante todo el siglo XIX fue atacado por los bandoleros, logró un relativo crecimiento con la paz porfiriana, puesto que se establecieron más de 1200 oficinas de correo.
En 1876 Alexander Graham Bell inventó el teléfono, que llegó a México el 13 de marzo de 1878, cuando el pueblo de Tlalpan, en el Distrito Federal recibió la primera llamada telefónica. Trece años más tarde, en 1891 la primera compañía de teléfonos mexicanos, contaba con más de 1000 suscriptores y ese mismo año se publicó la primera guía de teléfonos en la historia del país. Ese mismo año el ingeniero alemán Alfred Westrup instaló líneas telefónicas para la policía de la capital, y para 1893 ya existían las primeras líneas particulares. En 1897, el servicio telefónico se extendió a todas las ciudades del país, como Monterrey, Puebla y Guadalajara, entre otras.
Un proyecto surgido de corporaciones alemanas llegó a su conclusión trayendo a México la electricidad, que se generaba por medio de turbinas que, impulsadas por la fuerza de gravedad almacenada en los depósitos de agua subterránea, producían la electricidad. Asimismo, la ingeniería permitió aprovechar la orografía de México para estimular la creación de plantas hidroeléctricas, con lo que se pudo incrementar la producción económica de México. En Veracruz se descubrieron reservas de petróleo en 1879, y hacia principios de 1887 el empresario estadounidense nacionalizado mexicano, Adolph Autrey, creó las primeras refinerías del país.
La industria fue una de las ramas que más atención y presupuesto recibió durante el Porfiriato. En la minería, México ocupó en la época del Porfiriato el primer lugar en producción de plata y se ha mantenido en este puesto desde entonces. La producción de metales y combustibles se incrementó con el único fin de exportarla hacia otros países. La inversión extranjera se incrementó a partir de 1895, y con ello se abrió pie al inicio de la industria de la transformación, que empezó la fabricación de textiles, papelería, calzado, alimentos, vinos, cerveza, cigarros, químicos, loza, vidrio y cemento. Asimismo, a principios del siglo XX, se creó en México la primera planta de industria siderúrgica, que en su tiempo fue la primera de América Latina.
El comercio se fortaleció debido a la expansión del sistema ferroviario y a que el gobierno decidió suprimir las alcabalas, impuesto que exigían los estados de la República y que hacían más lento el trámite comercial. El gobierno planteó la necesidad de crear productos dirigidos a la exportación, por lo que el país comenzó a depender económicamente de los capitales extranjeros. El comercio externo estuvo orientado a satisfacer las necesidades agropecuarias e industriales, por lo que se generaron productos como oro, plata, henequén, caucho, ixtle, garbanzo, chile, pieles, maderas —tanto finas como para construir—, animales de tiro, café, frijol, vainilla y azúcar.
Aunque la producción no fue tan grande como en otros países, si registró un relativo aumento con respecto a la economía mexicana durante los primeros cincuenta años de vida independiente. En el terreno de las importaciones, se compraron del exterior materiales como hierro, cemento y cal, así como materiales para la construcción y establecimiento de empresas, tecnología para ferrocarriles, telégrafos y teléfonos, materiales para construir máquinas de tracción animal, textiles y otros artículos de lujo, como espejos, porcelanas, relojes y muebles. Hacia finales del porfiriato, las exportaciones disminuyeron con respecto a las importaciones, por lo que la balanza comercial se mostró desfavorable a la economía de México.

#### Cultura y sociedad

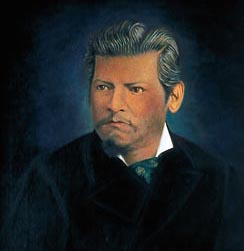
Ignacio Manuel Altamirano fue un escritor y literato guerrerense que nació en 1834, de origen indígena nahua. Estudió en Cuernavaca, y más tarde se convirtió en profesor de latín. Durante la Guerra de Reforma combatió del lado liberal. Su obra más conocida fue Clemencia. Tras varios años de trabajo literario fue nombrado embajador en Italia. Murió en San Remo el 13 de febrero de 1893.

La literatura fue el campo cultural que más avances tuvo en el Porfiriato. En 1849, Francisco Zarco fundó el Liceo Miguel Hidalgo, que formó a poetas y escritores durante el resto del siglo XIX en México. Los egresados de esta institución se vieron influenciados por el Romanticismo. Al restaurarse la república, en 1867 el escritor Ignacio Manuel Altamirano fundó las llamadas "Veladas Literarias", grupos de escritores mexicanos con la misma visión literaria. Entre este grupo se contaban Guillermo Prieto, Manuel Payno, Ignacio Ramírez, el Nigromante, Vicente Riva Palacio, Luis G. Urbina, Juan de Dios Peza y Justo Sierra. Hacia fines de 1869 los miembros de las Veladas Literarias fundaron la revista "El Renacimiento", que publicó textos literarios de diferentes grupos del país, con ideología política distinta. Trató temas relacionados con doctrinas y aportes culturales, las diferentes tendencias de la cultura nacional en cuanto a aspectos literarios, artísticos, históricos y arqueológicos.
El escritor guerrerense Ignacio Manuel Altamirano creó grupos de estudio relacionados con la investigación de la Historia de México, las Lenguas de México, pero asimismo fue impulsor del estudio de la cultura universal. Fue también diplomático, dado que hablaba con fluidez el idioma francés, y en estos cargos desempeñó la labor de promover culturalmente al país en las potencias extranjeras. Fue cónsul de México en Barcelona y Marsella y a fines de 1892 se le comisionó como embajador en Italia. Murió el 13 de febrero de 1893 en San Remo, Italia. La influencia de Altamirano se evidenció en el nacionalismo, cuya principal expresión fueron las novelas de corte campirano. Escritores de esta escuela fueron Manuel M. Flores, José Cuéllar y José López Portillo y Rojas.
Poco después surgió en México el modernismo, que abandonó el orgullo nacionalista para recibir la influencia francesa. Esta teoría fue fundada por el poeta nicaragüense Rubén Darío y proponía una reacción contra lo establecido por las costumbres literarias, y declaraba la libertad del artista sobre la base de ciertas reglas, inclinándose así hacia el sentimentalismo. La corriente modernista cambió ciertas reglas en el verso y la narrativa, haciendo uso de metáforas. Los escritores modernistas de México fueron Luis G, Urbina y Amado Nervo.
Como consecuencia de la filosofía positivista en México, se dio gran importancia al estudio de la historia. El gobierno de Díaz necesitaba lograr la unión nacional, debido a que aún existían grupos conservadores en la sociedad mexicana. Por ello, el Ministerio de Instrucción Pública, dirigido por Justo Sierra usó la historia patria como un medio para lograr la unidad nacional. Se dio importancia especial a la Segunda Intervención Francesa en México, a la vez que se abandonó el antihispanismo presente en México desde la Independencia.
En 1887, Díaz inauguró la exhibición de monolitos prehispánicos en el Museo Nacional, donde también fue mostrada al público una réplica de la Piedra del Sol o Calendario Azteca. En 1908 el museo fue dividido en dos secciones: Museo de Historia Natural y Museo de Arqueología. Hacia principios de 1901, Justo Sierra creó los departamentos de etnografía y arqueología. Tres años después, en 1904 durante la Exposición Universal de San Luis —1904— se presentó la Escuela Mexicana de Arqueología, Historia y Etnografía, que presentó ante el mundo las principales muestras de la cultura prehispánica.

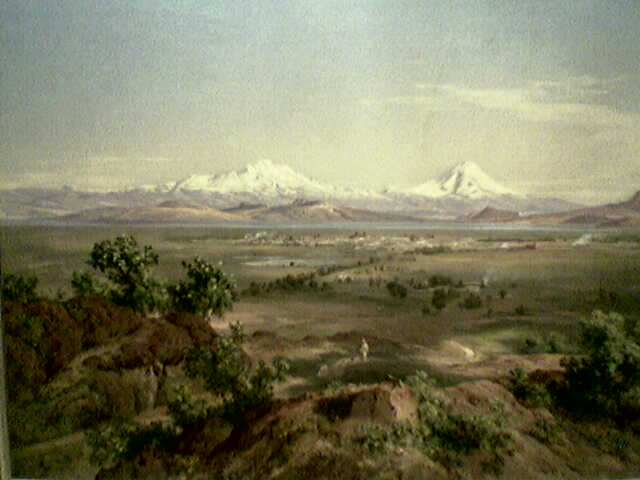
El valle de México, pintado en 1885 por Velasco. El paisajismo mexicano tuvo gran auge durante la época en que Porfirio Díaz gobernó al país. En general, la cultura mexicana se vio afectada por los cambios económicos y políticos, y se desarrolló un arte en dos etapas. La primera, que comprende de 1876 a 1888 representó el auge del nacionalismo. La segunda y última fase del arte porfiriano empezó en 1888 y finalizó con el gobierno de Díaz, en 1911 y se caracterizó por una preferencia cultural hacia Francia y su cultura.

José María Velasco fue un paisajista mexicano que nació en 1840, y se graduó como pintor en 1861, de la Academia de Bellas Artes de San Carlos. Estudió asimismo zoología, botánica, física y anatomía. Sus obras principales consistieron en retratar el Valle de México y también pintó a personajes de la sociedad mexicana, haciendas, volcanes, y sembradíos. Una serie de sus trabajos fue dedicado a plasmar los paisajes provinciales de Oaxaca, como la catedral y los templos prehispánicos, como Monte Albán y Mitla. Otras pinturas de Velasco fueron dedicadas a Teotihuacán y a la Villa de Guadalupe.
El avance de la instrucción pública fue favorecido por el positivismo, y por su representante mexicano Gabino Barreda. Durante el Porfiriato se sentaron las bases de la educación pública, que siempre fue respaldada por los intelectuales de índole liberal. En 1868, todavía durante el gobierno de Juárez, se promulgó la Ley de Instrucción Pública, que no fue aceptada por la Iglesia Católica. Joaquín Baranda, ministro de Instrucción Pública, desarrolló una campaña de conciliación con la Iglesia, y aplicó a la educación el aspecto positivista, sin dejar de lado el humanismo. Se buscaba que todos los alumnos tuvieran acceso a la educación básica, pero para ello se tuvo que enfrentar a caciques y hacendados, además de la falta de vías de comunicación en las zonas rurales. La instrucción primaria superior se estableció en 1889 y tuvo por objeto crear un vínculo entre la enseñanza elemental y la preparatoria.
En 1891 fue promulgada la Ley Reglamentaria de Educación, que estableció la educación como laica, gratuita y obligatoria. Asimismo fueron instituidos los llamados Comités de Vigilancia. Para que los padres y tutores cumplieran con la obligación constitucional de mandar a sus hijos o pupilos a la escuela. Baranda fundó más de doscientas escuelas para maestros, que una vez egresados se dirigieron a enseñar a las ciudades del país. Sin embargo, en las zonas rurales la falta de desarrollo social provocó un rezago educativo.

- Invitación impresa del Presidente de la República general Porfirio Díaz a la celebración del Primer Centenario de la Independencia a José Saldívar Jr.

Durante las fiestas del Centenario de la Independencia de México, Justo Sierra presentó ante el Congreso de la Unión, una iniciativa para crear la Universidad Nacional de México, como dependencia agregada al Ministerio de Instrucción Pública y Bellas Artes. La ley fue promulgada el 26 de mayo, y el primer rector universitario fue Joaquín Eguía Lis, durante los años de 1910 a 1913. Las escuelas de Medicina, Ingeniería y Jurisprudencia habían funcionado separadas durante más de cuarenta años, pero con esta ley se reunían todas, junto con la Escuela Nacional Preparatoria, en la Universidad Nacional de México. Pocos años después de culminar la Independencia, fue suprimida la Real y Pontificia Universidad de México, ya que había sido considerada un símbolo del Virreinato de Nueva España, como una muestra de desprecio ante la cultura española. Años después se intentó restaurar la institución, reversando una retrógrada medida que rezagaría la alta educación en México, pero las guerras civiles y las confrontaciones políticas lo impidieron.

#### Vida privada

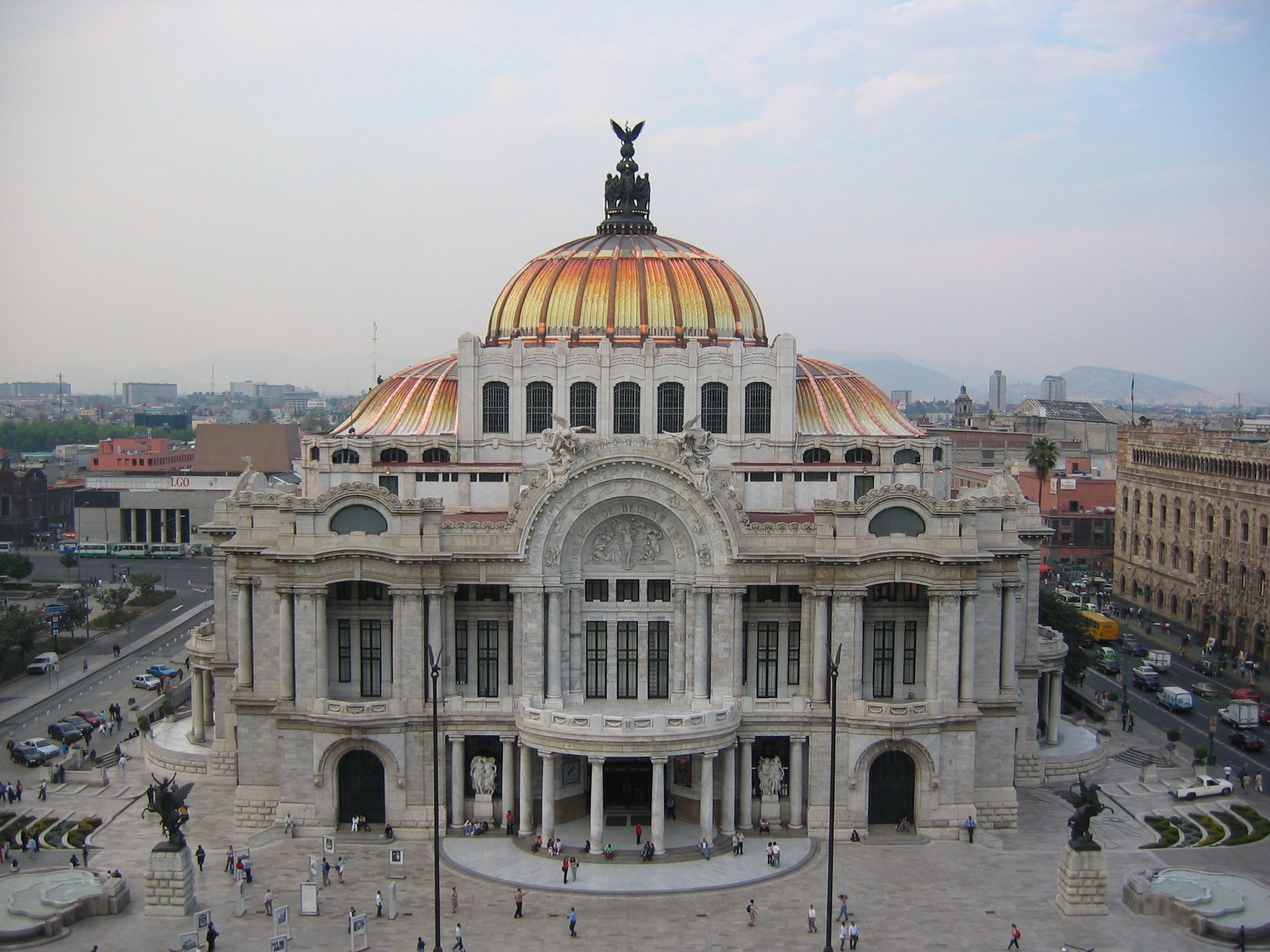
El Palacio de Bellas Artes se comenzó a construir en 1904 como antecedente de las festividades del Centenario de la Independencia Mexicana. En su momento la sociedad mexicana lo consideró la máxima expresión de la Arquitectura de México, y en particular, del Porfiriato. Fue concluido en 1934 y su inauguración se celebró el 30 de septiembre del mismo año. Pero el modelo arquitectónico y la construcción son de inspiración en el modelo francés, característica del Porfiriato.

Porfirio Díaz y su esposa Carmen Romero Rubio habitaban una casa de estilo barroco novohispano, ubicada en la calle de La Cadena, en el centro histórico de la Ciudad de México, y que databa del siglo XVIII, cuando fue mandada construir por el virrey Carlos Francisco de Croix. Díaz solía despachar junto con su gabinete en Palacio Nacional, y durante los veranos residía y ejercía su cargo desde el Castillo de Chapultepec. Entre sus aficiones se encontraba la práctica de la calistenia, del juego de naipes, del billar y del boliche, que había mandado instalar en el Castillo.
También aprovechó para ejercitarse físicamente a través de la natación, caminata y atletismo, en el Bosque de Chapultepec, muchas veces acompañado de su hijo Porfirio, a quien el presidente llamaba "Firio". Junto a su secretario particular Rafael Chousal jugaba naipes y boliche, a la vez que salía de excursión montañista a sitios arqueológicos como Teotihuacán o Monte Albán. En una ocasión, durante la visita de inversionistas aragoneses a México, fueron llevados en una comitiva encabezada por el presidente a Teotihuacán, donde Porfirio Díaz pudo escalar únicamente con la ayuda de una cuerda la Pirámide del Sol, a sus más de setenta años de edad.
Porfirio y Carmen nunca tuvieron hijos, debido a la esterilidad de la primera dama. Sin embargo, desde 1884, año de su matrimonio, los hijos del general y de su primera esposa difunta, Delfina Ortega, vivieron con la nueva pareja. Junto a las hermanas de Carmen, Luisa y Sofía, y a los padres de la esposa de Díaz, la "familia real", —como era conocido el círculo más cercano a Porfirio Díaz—, solía presentarse en las ceremonias de la sociedad mexicana. Porfirio Díaz Ortega, único hijo varón y el primogénito del presidente, se graduó de cadete en el Colegio Militar, ubicado en la capital. Contrajo matrimonio en 1901 con María Luisa Raygosa, hija de hacendados nativos de Aguascalientes y residía en el Molino de las Rosas, su rancho en Mixcoac y que en 1912 fue saqueada por las tropas revolucionarias de Pascual Orozco. Luz Victoria —llamada así en recuerdo del triunfo liberal en la Batalla de Puebla en 1862— se casó con el ingeniero industrial Francisco Rincón Gallardo, quien poseía una hacienda llamada "Santa María de Gallardo" en Aguascalientes donde el presidente Díaz solía pasar temporadas en compañía de su hija.
Amada, la hija que Díaz procreó en los años de la guerra contra Francia con la soldadera Rafaela Quiñones, comenzó a vivir con el presidente desde 1879. En 1885 se casó con el hacendado morelense Ignacio de la Torre y Mier, con quien nunca tuvo hijos y solía discutir frecuentemente con él, debido en parte a que siempre pesó sobre De la Torre un rumor acerca de su homosexualidad. El 18 de noviembre de 1901 la policía realizó una redada en lo que llegaría a conocerse como «baile de los cuarenta y uno», una fiesta de hombres homosexuales en la que la mitad de ellos estaban travestidos. Corrió un rumor de que en realidad habían sido 42 los detenidos, siendo precisamente el número cuarenta y dos Ignacio de la Torre, que habría sido salvado de ir a prisión por ser el yerno presidencial.
En total, Porfirio Díaz tuvo dieciséis nietos, siete de Porfirio y nueve de Luz. En el Castillo de Chapultepec vivían desde 1905 sus nietos Porfirio, Piro, Lila, Genaro, Amada, Francisco, Nacho y Virginia. En el Teatro Arbeu de la Ciudad de México se representaban obras de teatro a las que Díaz y su esposa, acompañados de los ministros Justo Sierra y Justino Fernández, solían asistir. En la Hacienda de San Nicolás Peralta, propiedad de su yerno Ignacio de la Torre, Díaz practicaba la cacería, que también ejercitaba en los campos de Michoacán y Jalisco.
Las familias de la alta sociedad mexicana, que en su mayoría eran partidarias del gobierno, comenzaron a formar un círculo en torno al general Díaz. El matrimonio presidencial era el encargado de presidir las fiestas, bailes y demás eventos sociales de la comunidad política y económica del país. Entre sus diversiones se contaban los viajes de excursión a Popo-Park —el primer zoológico en México—, y a Mixcoac, donde Porfirio Díaz encabezaba los bailes en la hacienda de su hijo mayor. En 1881 se fundó un establecimiento de entretenimiento conocido como el Jockey Club, en la antigua Casa del Conde de Orizaba, más conocida popularmente como "La Casa de los Azulejos". El Jockey Club solía ser frecuentado por Díaz y sus colaboradores más allegados. De acuerdo con las notas escritas por Justo Sierra, el Jockey Club era un club social diseñado originalmente para los varones de la alta clase política, lo que no impedía la visita de las mujeres, muchas veces que eran esposas de los miembros del Club. En este lugar se trataban temas de política, economía o cualquiera relacionado con la situación de entonces en México. Eran comunes las partidas de naipes o bacará, y el uso de bebidas alcohólicas, como tequila o coñac.

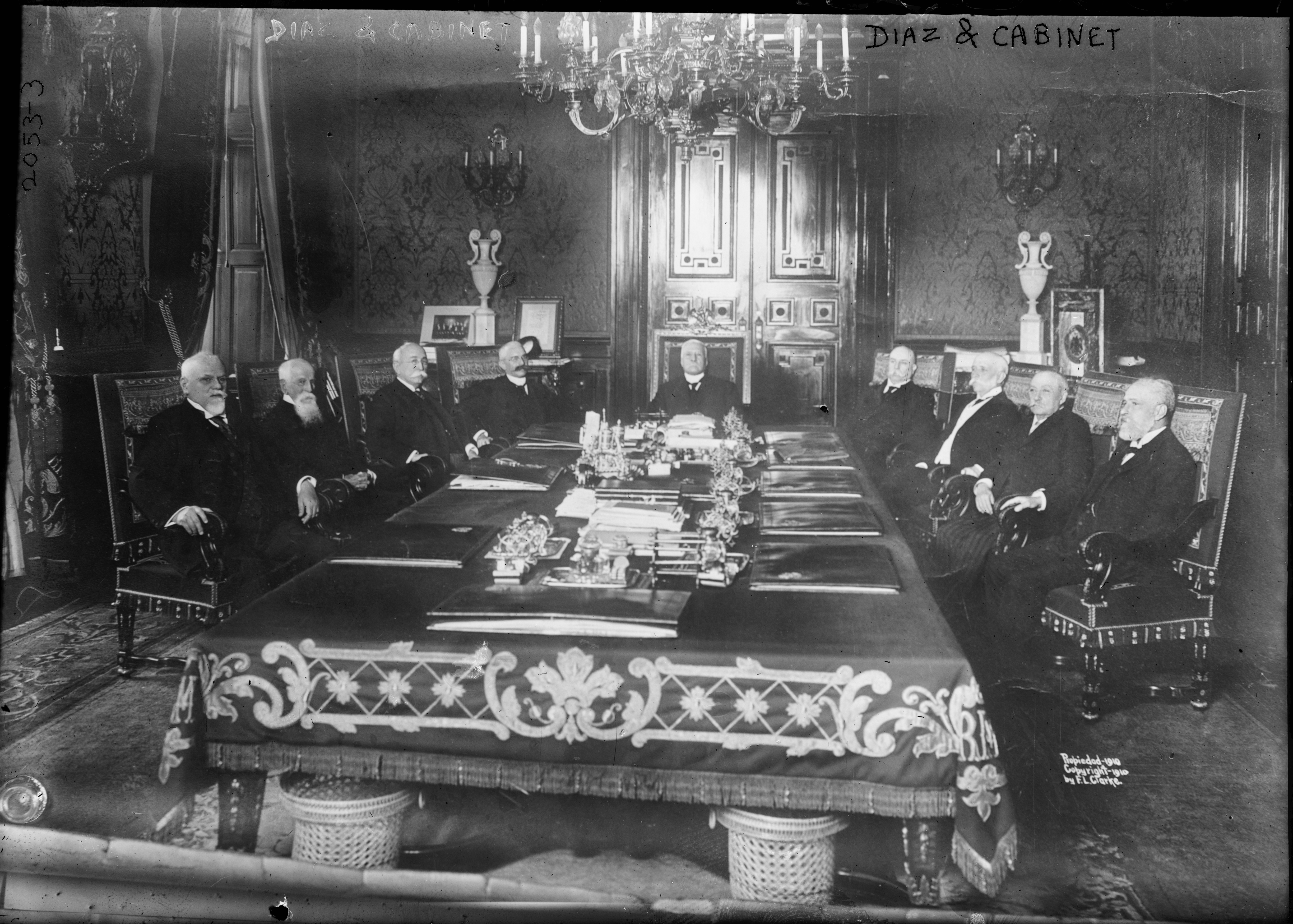
Gabinete de Porfirio Díaz, a la izquierda se encuentra Justo Sierra

Dentro de la sociedad cercana a Díaz destacó un grupo de políticos e intelectuales conocido como "Los Científicos", encabezado por el ministro de Hacienda, Limantour. Sus miembros eran parte del gabinete presidencial, como Rosendo Pineda, Justo Sierra, Joaquín Casasús, Francisco Bulnes, Pablo Macedo y Miguel Macedo. Ellos ocuparon las carteras más importantes del gobierno en cuestión, como el Ministerio de Relaciones Exteriores, el Ministerio de Instrucción Pública y Justicia, el Ministerio de Fomento y el Ministerio de Hacienda. El escritor y politólogo Jorge Vera Estañol describió en su obra "Historia de la Revolución Mexicana, orígenes y resultados" a "Los Científicos" de esta forma:

Existía un grupo de hombres maduros, la crema de la intelectualidad mexicana, para quienes la dictadura vitalicia significaba la renuncia a toda esperanza de dirigir la política nacional, y este grupo resolvió organizarse para compartir el poder con Díaz y encauzar el gobierno dentro de algún programa.
Jorge Vera Estañol, "Los Científicos", tomado del libro "Historia de la Revolución Mexicana: orígenes y resultados".

#### Política

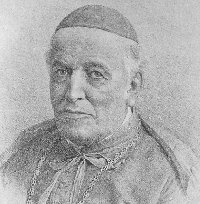
Antiguo miembro del Partido Conservador, Pelagio Antonio de Labastida y Dávalos fue asesor de Maximiliano de Habsburgo durante el Segundo Imperio Mexicano. Expulsado por Benito Juárez, se exilió en Zaragoza, España y Díaz le permitió volver al país en 1877. Ofició el matrimonio religioso de Porfirio y Delfina Díaz horas antes del fallecimiento de esta última. Años más tarde mantuvo una relación de amistad con Porfirio Díaz, lo que afianzó la relación de la Iglesia católica con el Estado Mexicano.

Durante su primer mandato presidencial, Díaz se rodeó de los antiguos combatientes de Tuxtepec. El principal asesor de Díaz fue Justo Benítez, quien además era amigo y compañero personal del presidente, y sí tenía experiencia política. Benítez enseñó a Díaz el manejo de la política, lecciones que años más tarde el presidente aplicaría en su gobierno. Hacia 1879, cuando comenzó la carrera por la sucesión presidencial, se perfilaban dos candidatos, Justo Benítez y Manuel González. A pesar de que varios grupos políticos sugirieron a Díaz volverse a presentar como candidato, el general declinó la oferta puesto que contrariaba los principios del Plan de Tuxtepec, con el que había llegado a la presidencia. Manuel González derrotó a Benítez y consiguió la candidatura. El 1 de diciembre de 1880, tras unas elecciones sin contratiempos, González se convirtió en Presidente de México. Díaz siguió desempeñando papeles en la administración pública nacional, como el cargo de Ministro de Fomento. El presidente González cometió varios errores, que aunados a los escándalos de administración y corrupción, desprestigiaron su figura. Porfirio Díaz regresó a la presidencia en 1884, con el apoyo de todos los sectores políticos del país.
Uno de los principales objetivos de la segunda administración porfirista fue la pacificación del país. Esta política se basó en dos aspectos, el primero consistió en incorporar al régimen a adversarios y opositores a su gobierno, mediante la concesión de cargos ministeriales. En su primer gabinete, se contaron únicamente antiguos revolucionarios de Tuxtepec. Ya en su segunda administración, se incorporaron lerdistas, iglesistas, gonzalistas e incluso miembros del Partido Conservador. Manuel Romero Rubio, suegro del presidente ocupó durante once años la cartera de Gobernación, e incluso se dijo que poseía aspiraciones presidenciales. Díaz, sin embargo, se encargó de descalificar a Romero Rubio, ya que la intención del presidente era perpetuarse en el poder.

#### Relaciones con la Iglesia
Otro punto que Díaz intentó llevar a cabo durante su mandato fue la conciliación con la Iglesia católica, con quien el gobierno liberal había tenido discrepancias desde que se promulgó la Constitución de 1857. El primer acercamiento entre la Iglesia y el Estado porfirista se dio en 1880, cuando murió Delfina Ortega de Díaz y el arzobispo de México, Pelagio Antonio de Labastida y Dávalos, ofició la ceremonia del matrimonio católico y días más tarde el funeral de la esposa de Díaz. Ya en su segunda administración, Díaz conoció, por intermedio de los Romero Rubio, al sacerdote oaxaqueño Eulogio Gillow, quien era hijo de hacendados poblanos y educado en Inglaterra. Gillow, con el paso del tiempo, se convirtió en amigo cercano de Díaz y ayudó a mejorar las relaciones de la Iglesia con el Estado.
En noviembre de 1881, Gillow casó a Díaz con Carmen Romero Rubio y en 1887 fue investido como primer arzobispo de Oaxaca. Díaz obsequió a Gillow una esmeralda rodeada de brillantes, y el nuevo arzobispo envió al presidente una joya traída desde Francia, que recordaba las guerras napoleónicas y un busto de Napoleón Bonaparte. Durante el Porfiriato, el clero acrecentó sus propiedades, además de un aumento en las diócesis y arquidiócesis. Regresaron los jesuitas y se instituyeron más órdenes religiosas. Díaz, en la intimidad se declara "católico, apostólico y romano", aunque el protestantismo crece durante su gobierno. Gillow pidió a Díaz firmar un concordato con la Santa Sede, y el presidente se negó, rompiendo así la promesa que León XIII hizo a Gillow de investirlo cardenal a cambio de lograr un concordato con México.

#### Relaciones internacionales
Las relaciones exteriores de México ya no se limitaron solo al comercio con Estados Unidos de América. El pago de la deuda externa a Gran Bretaña en 1884, la estabilidad y seguridad pública y el restablecimiento del crédito de México ante el mundo, logró que varios países de la comunidad internacional otorgaran su reconocimiento a Díaz. De los países que firmaron la Convención de Londres en 1861, Francia fue el último en reconocer al gobierno mexicano, pues España y Reino Unido lo hicieron en 1878. El acercamiento económico, político y comercial a Europa equilibró la situación de México ante Estados Unidos. El presidente Díaz declaró en una entrevista a un diario español: "Pobre México. Tan lejos de Dios, tan cerca de Estados Unidos".

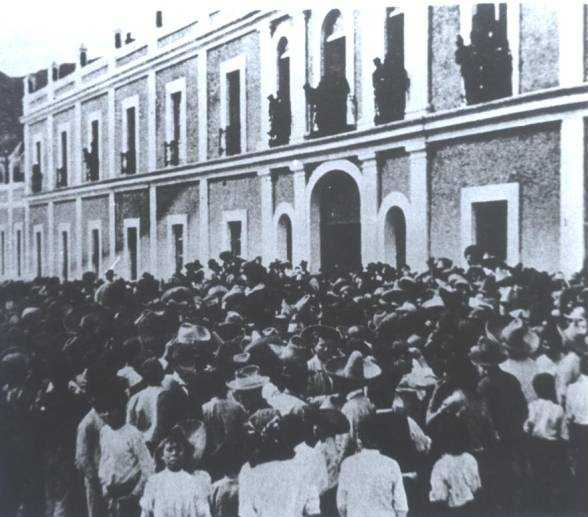
Al iniciar el mes de enero de 1907, los obreros de Río Blanco, Veracruz, formaron una cooperativa sindical para defender sus derechos ante los patronos. El 7 de enero suspendieron su trabajo en protesta por las medidas de los dueños, y entonces comenzó la Huelga de Río Blanco, que fue reprimida rápida y violentamente por los miembros del Ejército Mexicano. Años más tarde, este incidente fue recordado contra Díaz en los primeros movimientos de la Revolución mexicana.

Un incidente ocurrido en 1877 estuvo a punto de desatar una guerra entre México y los Estados Unidos, puesto que el presidente estadounidense, Rutherford Birchard Hayes y sus ministros William M. Evarts y John Sherman pretendían imponer condiciones para reconocer a Díaz. Estas condiciones consistían en permitir paso al Ejército de los Estados Unidos por la frontera del Río Bravo, concesiones territoriales y creación de zonas libres. Apoyado por sus ministros José María Mata, Manuel María de Zamacona e Ignacio Luis Vallarta, Díaz logró el reconocimiento estadounidense en 1878 sin tener que ceder a las condiciones impuestas por Hayes y su gabinete.
Rufino Barrios, presidente de Guatemala, buscaba que México renunciara sus derechos del territorio del Soconusco, en Chiapas. Barrios buscó a toda costa tratar de resolver el conflicto territorial entre los dos países por la mediación de un tercero, que en este caso sería Estados Unidos. Porfirio Díaz, entonces presidente de México, respondió al gobierno guatemalteco que antes de aceptar la renuncia del Soconusco preferiría la guerra, sin embargo, este conflicto fue solucionado por vía de la paz con el Tratado Herrera-Mariscal en 1882. Barrios, después de fracasar en varios intentos para lograr anexar territorios trató de restablecer una unión centroamericana por medio de negociaciones diplomáticas y ante su inminente fracaso, decidió emprender el restablecimiento de la unidad centroamericana por medio de la fuerza militar.
El 28 de febrero de 1885 Barrios emitió un decreto proclamando la unión centroamericana y advirtiendo que en su defecto la unión se realizaría por la fuerza de ser necesario. El 22 de marzo de 1885, Costa Rica, El Salvador y Nicaragua firmaron en la ciudad salvadoreña de Santa Ana un convenio de alianza militar para oponerse a los planes de Barrios. Los países suscriptores del Tratado de Santa Ana acreditaron conjuntamente como ministro plenipotenciario en la Ciudad de México al Lic. Ricardo Jiménez Oreamuno, quien inició negociaciones para concertar una alianza entre esos tres países y México. Los tres presidentes buscaron el apoyo de México, que en ese entonces era gobernado por Porfirio Díaz y quien no dudó en rechazar el plan de Barrios. Díaz movilizó 30,000 hombres en la frontera con Guatemala para desde ahí comenzar una invasión general que acabara rápidamente con el conflicto. A pesar de eso, el 2 de abril de 1885 las tropas guatemaltecas y salvadoreñas ya habían comenzado el conflicto y se enfrentaron durante la Batalla de Chalchuapa, en la cual pereció Justo Rufino Barrios. La noticia de la muerte del presidente guatemalteco causó un inmenso desaliento en Guatemala, y al siguiente día la Asamblea derogó el decreto de unión centroamericana. Honduras, aliado de Guatemala manifestó intenciones de paz, justo cuando sus tropas se iban a enfrentar con las de los aliados y México no llegó a la necesidad de invadir Guatemala.

#### Control de la prensa
La pacificación de la prensa en México fue otro de los objetivos políticos de la administración política. A fines de 1887, Guillermo Prieto escribió: "La prensa, nuestro cuarto poder, es el único bastión sobreviviente del liberalismo puro y original". Manuel González publicó en 1882 un decreto conocido como Ley Mordaza, en el que se establecía que cualquier periodista podía ser aprehendido, llevado a prisión y sometido a juicio por denuncias de cualquier otro ciudadano. Ejemplos de periodistas que fueron juzgados por esta ley fueron Enrique Chávarri, conocido bajo el seudónimo de "Juvenal", o el hijo de Ignacio Ramírez, Ricardo Ramírez. Hacia 1888 subsistían 130 periódicos, pero a fines de 1911 quedaban solo 54, ya que la otra parte fue clausurado en el resto del gobierno porfirista. Fue conocido el caso del diario zacatecano El Monitor Republicano, que publicó en 1895 el siguiente artículo periodístico:

Resulta imposible la operación de envilecer a un pueblo a fin de hacerlo rico y feliz. La democracia será una ficción y la libertad una patraña, pero sin ellas también lo es la prosperidad nacional.

Este texto motivó que muchos obreros se lanzaran a las calles en manifestaciones para exigir mejora de salarios y condiciones de trabajo, El gobernador del estado escribió a Díaz pidiendo ayuda para solucionar la situación. Desde el Castillo de Chapultepec en la Ciudad de México, el presidente escribió al gobernador, de su puño y letra, la siguiente carta:

—...— mi opinión, que amistosamente le emito, es que daría mejores resultados que alguno de los agraviados lo acusen, y aunque sean dos o tres meses de prisión la pena que se les imponga, como esos escritores no se pueden callar durante su encierro, se les puede seguir acusando y anexando penas hasta endrogarlos en dos o tres años. La tarea es molesta y le llegará a cansar a usted, pero también es seguro que no será antes que al procesado.

Con la intelectualidad mexicana, Díaz siguió la misma política que con la prensa. Como parte de la política de conciliación y concesión llevada a cabo a partir de 1884, el porfirismo logró acercar a sus filas a muchos intelectuales, por medio de su operador en ese ámbito, el ministro Justo Sierra. Varios de los escritores y poetas ocuparon puestos como diputados locales o federales, e incluso algunos llegaron al Senado de la República. Díaz comentaba a sus amigos cuando oía a un intelectual quejarse, "Ese gallo quiere maís" [sic], refiriéndose a que aspiraban a un puesto público a cambio de su silencio. Los intelectuales que se unieron al régimen fueron Francisco G. Cosmes, Telésforo García, Francisco Bulnes, Salvador Díaz Mirón, Federico Gamboa, Victoriano Salado Álvarez, entre otros.

#### Represión política
Contrario a la política de concesiones y conciliación, muchas veces la administración porfirista usó la violencia y represión contra sus adversarios, y de esta forma se pacificaron los grupos políticos que no se acogieron a la conciliación, a la vez que el Ejército Mexicano sofocó por vía de las armas muchas de las rebeliones surgidas en el Porfiriato, como el caso del levantamiento campesino de Tomóchic, Chihuahua, ocurrido en octubre de 1886. La rebelión de lerdistas en 1879 fue sofocada violentamente ante el telegrama enviado por Díaz a Veracruz, donde daba órdenes al gobernador Luis Mier y Terán de: "Mátalos en caliente" y "después averiguas". Esta frase representó la represión a todo tipo de oposición en el Porfiriato. En esa época fue creado el cuerpo de rurales, división de policía encubierta como civiles y cuya principal función fue de detectar opositores al régimen y ejecutarlos mediante el fusilamiento. Otra característica del cuerpo de rurales fue el uso de la ley fuga, que consistían en dejar escapar al preso, para luego ejecutarle so pretexto de impedir su huida. Los rurales eran policías profesionales mejor pagados y entrenados que el ejército, un cuerpo de élite y fueron la herramienta en la cual Díaz se apoyó para pacificar el país.

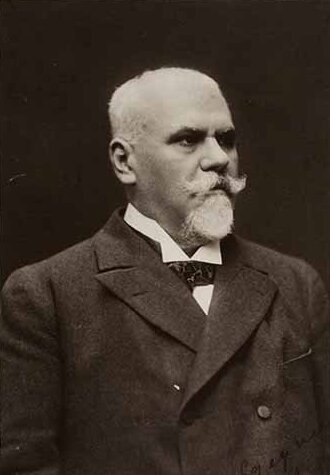
Justo Sierra Méndez, intelectual y político mexicano afín al porfirismo. Miembro del grupo conocido como "Los Científicos", comandado por Limantour, fue uno de los principales asesores presidenciales en la segunda etapa del Porfiriato —1884-1911—, en la que ocupó varios puestos públicos en el primer plano del escenario político nacional. En 1899 escribió a Porfirio Díaz: "Puede bautizársele [el Porfiriato] con el nombre de dictadura social, de cesarismo espontáneo, de lo que se quiera; la verdad es que tiene caracteres singulares que no permiten clasificarlo lógicamente en las formas clásicas del despotismo. Es un gobierno personal que amplía, defiende y robustece al gobierno legal. [Es] un poder que se ha elevado en un país que se ha elevado proporcionalmente también, y elevado no sólo en el orden material, sino en el moral, porque ese fenómeno es hijo de la voluntad nacional de salir definitivamente de la anarquía [...]. Para justificar la omnímoda autoridad del jefe actual de la República, habrá que aplicarle, como metro, la diferencia entre lo que se ha exigido de ella y lo que se ha obtenido". Fue nombrado Ministro de Justicia e Instrucción Pública en 1905, cargo desde el que coordinó los festejos del Centenario de la Independencia de México, en 1910. Exiliado debido a su enfermedad en 1910, falleció en Madrid, España, el 13 de septiembre de 1912.

#### Primeras rebeliones campesinas
En 1886 se levantó en armas en Mazatlán, Sinaloa, el campesino Heraclio Bernal, desconociendo a Díaz como presidente y nombrando como su sustituto provisional a Trinidad García de la Cadena, antiguo militar porfirista y excandidato presidencial en 1880. La rebelión logró avanzar hasta Los Mochis, donde un cuerpo de rurales enviados desde Aguascalientes logró detener a los sublevados. En el enfrentamiento pereció García de la Cadena, Bernal logró escapar hasta Chihuahua, donde fue traicionado y entregado a las fuerzas rurales, que de inmediato lo ejecutaron. Hacia 1889, el general Ramón Corona, antiguo combatiente liberal y entonces Gobernador de Jalisco, intentó lanzar su postulación como candidato presidencial. Sin embargo, a la salida de un teatro fue asesinado por uno de los rurales el 5 de junio de 1889, por indicaciones de Porfirio Díaz, sin que nunca se realizara juicio al asesino de Corona.

#### El exterminio de los yaquis
Las fuerzas rurales también se encargaron de sofocar las rebeliones campesinas, ocurridas la mayor parte de ellas ante el descontento por haber sido despojados de sus tierras. Otro de los trabajos rurales fue ejecutar a los bandoleros y asaltantes de caminos federales y haciendas. Una de las represiones que tuvo mayor repercusión a nivel nacional e internacional fue la llevada a cabo en contra de los indígenas yaqui, del norte del país, en la frontera con Estados Unidos de América. Los yaquis se habían asentado en los estados de Sonora y Chihuahua desde finales del siglo XVIII y habían permanecido en ese sitio sin ser molestados durante más de cien años. Sin embargo, durante el segundo mandato de Díaz comenzaron protestas, manifestaciones y rebeliones protestando por la condición de servidumbre y explotación laboral en que se mantenían los yaquis.
Las protestas se intensificaron ante las medidas de represión que tomó el gobierno contra las manifestaciones de inconformidad. En 1885 varios de estos grupos fueron despojados de sus tierras, y desarrollaron una guerra de guerrillas contra el gobierno, y siempre fueron respaldados por los apaches, oriundos de Norteamérica. Pedro Ogazón, Ministro de Guerra y Marina, viajó hasta el norte del país a tratar de convencer a los yaquis de dejar las armas, pero fracasó en su intento. La dominación militar fue infructuosa debido a las múltiples derrotas que sufrieron los cuerpos federales. Tras más de diez años de lucha, a principios de 1896 el gobierno optó por una campaña de exterminación de los yaquis siendo enviados como esclavos a Yucatán, y en el transcurso del siglo XX esta etnia fue prácticamente exterminada.

#### Guerra de Castas
En el Estado de Yucatán, los mayas mantenían una guerra de más de cincuenta años, en contra de las fuerzas federales y abogaban por la independencia de Yucatán de México y por la creación y reconocimiento oficial por parte de la comunidad internacional de la República de Yucatán. La guerra de Castas, que inició en 1847 recogió las demandas de los mayas contra la condición de servidumbre en que vivían desde la época del Virreinato de la Nueva España.
En 1901, las tropas del ejército federal, comandadas por Victoriano Huerta entraron al territorio yucateco y comenzaron la campaña para exterminar a las tropas rebeldes. Tras más de dos años en guerra, los federales lograron penetrar al principal campamento maya en Mérida, el 23 de marzo de 1902. Los guerrilleros capturados fueron ejecutados y los que consiguieron escapar fueron arrestados tiempo más tarde y corrieron la misma suerte que sus antiguos compañeros. La Guerra de Castas se dio por finalizada en el informe presidencial que Díaz rindió ante el Congreso el 1 de abril de 1904.

#### La rebelión de Tomochi
Tomochi, Chihuahua, fue el escenario de una rebelión indígena en noviembre de 1891, cuando sus habitantes, mayoritariamente indígenas, protestaron ante el alcalde por la poca salubridad en las minas de cobre. La manifestación saqueó uno de los principales comercios del pueblo, y los responsables fueron hechos prisioneros. El gobierno, por medio de intermediarios indígenas, intentó negociar con los sublevados, quienes, a pesar de las ofertas hechas por la administración local, se negaron a realizar un pacto. El ayuntamiento, ante la negativa del pueblo, ordenó al cuerpo de rurales ingresar en las comunidades indígenas y reprimir la sublevación. El pueblo se mantuvo firme en su lucha, y tras de muchas horas de combate, las fuerzas federales se rindieron, tras haber perdido más de 1200 soldados.
Los campesinos del país vivían en condiciones similares a las de los indígenas del norte del país, puesto que trabajaban más de catorce horas diarias ante la exigencia del gobierno para aumentar la producción agrícola, y los propietarios comenzaron a tomar medidas más severas para obtener mayores ganancias y un rendimiento más productivo.
Los peones, en teoría, eran obreros asalariados por los patrones de las haciendas, y como tal su sueldo debería pagarse en pesos mexicanos, de acuerdo con las leyes laborales vigentes en esa época. Más aún, en la práctica su salario era pagado en especie, a través del sistema de tiendas de raya, establecimientos en la misma hacienda, donde los peones podían canjear los vales con los que se les pagaba por productos y alimentos de primera necesidad, que eran considerados como su salario. Sin embargo, el peso económico de los vales era demasiado inferior al costo de los productos en la tienda de raya, por lo que los peones quedaban endeudados con su patrón. Asimismo, el trabajador de la hacienda debía servir a su dueño a cambio de una vivienda en el interior del edificio.

#### Las reelecciones

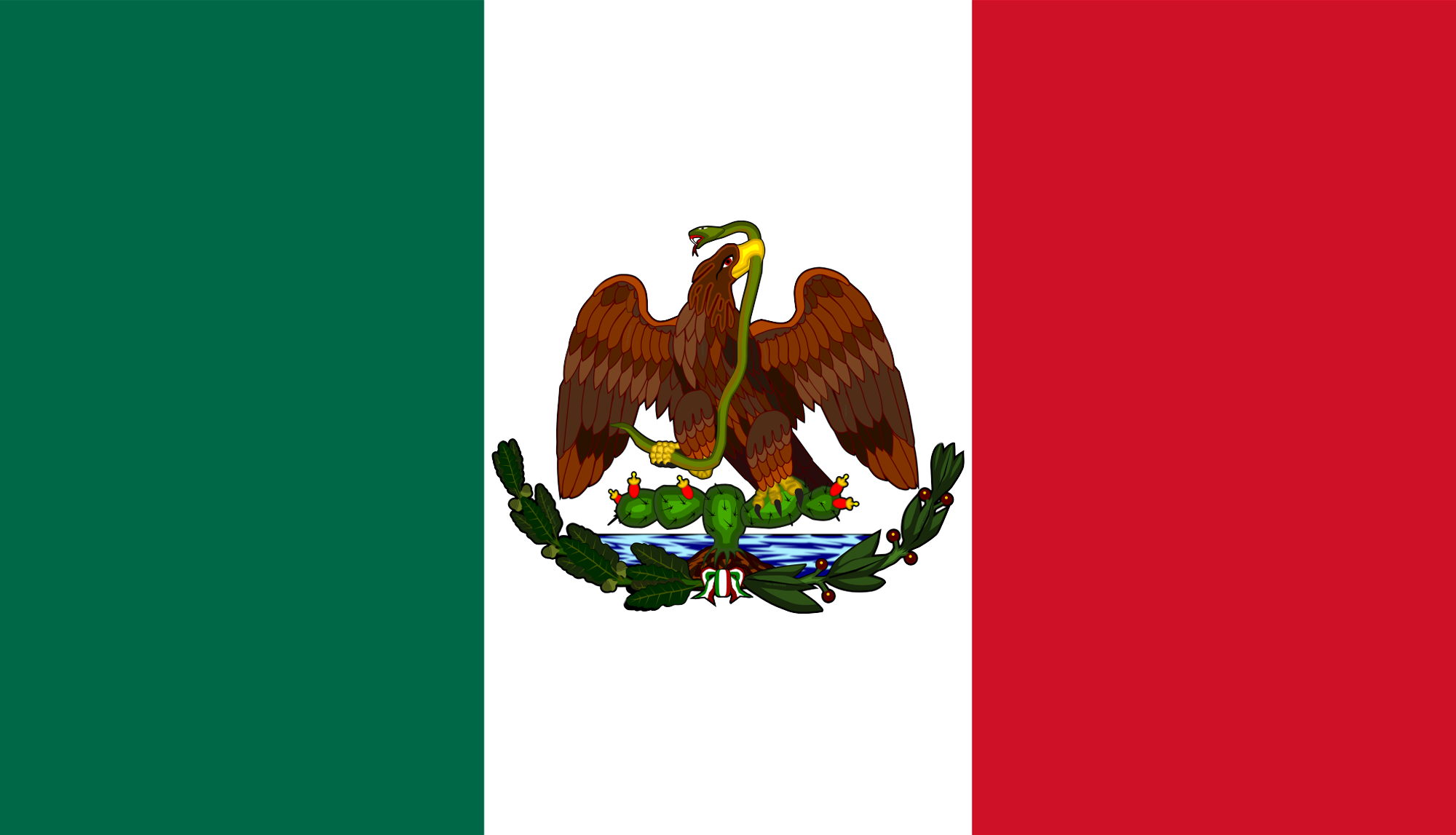
Bandera de México, usada durante el Porfiriato —de 1880 a 1909, de acuerdo con decreto presidencial conforme a la Constitución—. El simbolismo de la nación mexicana y su unidad, fueron prioridades del gobierno porfirista, por lo que todos los emblemas referidos al país fueron reformados de acuerdo con el pensamiento del grupo en el poder.

Entre los principales objetivos en el ámbito político del primer mandato de Díaz se encontraba el de elevar a rango constitucional el principio de la no reelección inmediata, que le sirvió de bandera en la Revolución de Tuxtepec. A principios de enero de 1878 comenzaron los trámites de reforma constitucional en la Cámara de Diputados, dirigidas por el asesor político de Díaz, Justo Benítez.
El 19 de junio de 1879 la no reelección se integró a la Constitución federal, pero quedaba abierta la reelección luego de transcurrir un período presidencial. Para 1884, Díaz regresó al poder y declaró a la prensa: "Hoy vuelvo a ser presidente y no podré volver a serlo". Sin embargo, hacia fines de 1887 el Congreso de la Unión aprobó una reforma constitucional que permitía la reelección inmediata e indefinida. Aunque en principio varias legislaturas estatales se negaron a aprobar el precepto, en mayo de 1888 fue incluido en la Constitución.
El crecimiento económico y social durante la segunda administración porfirista ocasionó que el gobierno mexicano obtuviera reconocimiento por parte de las potencias extranjeras, quienes a su vez comenzaron a aumentar sus inversiones económicas en el país. En parte, la recuperación económica se debió a la pacificación llevada a cabo por el Ejército Mexicano, que logró imponer un orden político y social que resultó beneficioso para la inversión extranjera. El aumento del progreso material en México, fue, a partir de 1888, el principal argumento para sostener a Díaz en el poder. A pesar de que la mayoría de los mexicanos veían con buenos ojos el mandato de Díaz, ello no impidió que hubiera rebeliones en contra de su gobierno, los que en su momento perturbaron la paz pública, como la rebelión yaqui en Sonora. Gran parte de la recuperación económica y comercial se debió al Secretario de Hacienda entre 1892 y 1911, José Yves Limantour, quien también era el líder de un grupo conocido como "Los Científicos". La política económica de Limantour consistió en abrir el mercado a las potencias extranjeras, lo que se tradujo en un crecimiento de la balanza comercial y sus estrategias en el ramo hacendario permitieron a Díaz reivindicarse ante la sociedad mexicana e incluso ante la oposición del gobierno.
El Porfirismo tuvo una característica sumamente resaltada años más tarde por los revolucionarios: la nulificación de la autonomía federal garantizada en la Constitución. Díaz mantuvo tal requisito constitucional en apariencia, sin embargo él mismo redactaba las listas de candidatos oficiales a gobernadores estatales, a quienes permitió obtener riquezas y poder a cambio de sometimiento total al gobierno centralista. Esto se debió, en parte, a la política de conciliación usada por el presidente para atraer a sus rivales políticos, ya que muchos de ellos eran caciques regionales con gran influencia, la cual podría desestabilizar la unidad nacional. La gran mayoría de jefes regionales se acogió a las políticas de Díaz, quien cultivó su poder regional de una manera gradual, a la vez que buscaba estrategias para restarles importancia en el plano nacional. Quienes se mostraron reacios ante los programas porfiristas corrieron la misma suerte que otros opositores al régimen; pues fueron ejecutados.
El caciquismo en México existió desde los albores de Mesoamérica, se mantuvo durante el Virreinato de Nueva España y más tarde durante los primeros años del México independiente. Los colonos españoles, en actitud de pacificación, permitieron a los caciques indígenas poseer gran cantidad de territorio agrícola en el norte y sur del país, con lo que se mantuvo e incluso aumentó su influencia sobre la población. Al culminar la guerra de Independencia de México, y que el país lograra su independencia de la Corona española, los caciques ganaron incluso más poder debido a la continua inestabilidad política que se vivió en el país. Muchos caciques ganaron influencia en el plano nacional debido a que, en ciertas ocasiones, se inconformaron con las decisiones del gobierno federal y organizaron motines que contribuyeron aún más a la inestabilidad de la nación mexicana. Al tomar Díaz el poder, sus asesores políticos le hicieron tomar conciencia de la importancia del poder de los cacicazgos locales, por lo que el presidente les permitió conservar su influencia a cambio de conseguir estabilidad para el desarrollo económico y de evitar revueltas.

#### Crisis política anterior a la Revolución y derrocamiento de Díaz

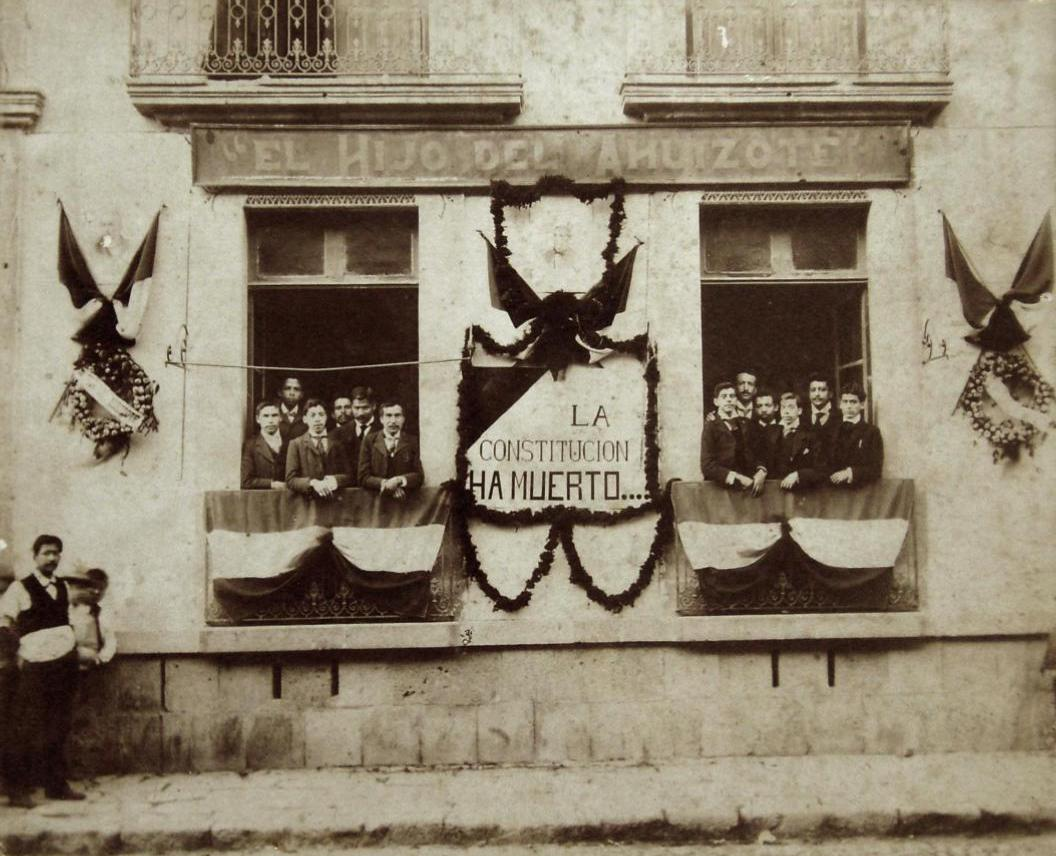
Protesta realizada por el personal periodístico de "El Hijo del Ahuizote", el 5 de febrero de 1903, con el lema "La Constitución ha muerto". La oposición de los periodistas fue un importante factor en la caída del gobierno porfirista, ya que transmitía las ideas liberales y anárquicas al resto de la población gracias a las publicaciones de difusión masiva.

Poco antes de concluir el siglo xix una recesión económica a nivel mundial ocasionó la caída de los precios de la plata, principal producto comercial de México. Debido a la importancia que la exportación de tal producto tenía en la actividad económica nacional, la crisis produjo un desajuste en los precios de las exportaciones, causando una escasez en los productos que se vendían el interior del país, ya que muchas de las potencias con quien México comerciaba la plata e incluso acuñaba sus monedas, suspendieron sus compras, lo que a su vez dificultó que México importara sus productos. Además, se produjo una desestabilización de la balanza de pagos, que ocasionó la caída del valor del peso mexicano ante otras monedas en el mercado internacional.
Varios factores que agravaron la crisis económica en febrero de 1908 y que consiguieron hacer que muchos pobladores del país se alzaran en amotinamientos contra el gobierno federal, fueron:
- El aumento de las inversiones extranjeras en México. En el año de 1900, al comenzar el siglo XX, el capital proveniente de las actividades de inversión extranjera directa subió de forma brusca, al punto de triplicarse los índices con relación a las cuotas obtenidas en años anteriores.
- El alza de precios en la canasta básica de alimentos —CBA—, producto de la decisión de los Ministerios de Hacienda y de Fomento, de abandonar el patrón plata, para sustituirlo por el patrón oro. Esta medida se decretó en el Diario Oficial de la Federación del 21 de junio de 1907, y se tomó para respaldar el valor adquisitivo del peso mexicano.
- Las consecuencias del pánico financiero que la recesión económica a nivel mundial produjo, y que se originó en Nueva York, a mediados de octubre de 1907. La industria de México, que apenas estaba comenzado su incipiente desarrollo, se vio frenada ante la imposibilidad del gobierno para remediar la situación. El desempleo ocasionó la caída de salarios, con lo que miles de trabajadores comenzaron a emigrar a los estados sureños de Estados Unidos de América, como Arizona o Texas. Nuevamente, los estragos de la crisis ocasionaron su desempleo por las fábricas norteamericanas, y en consecuencia, su deportación a México, lo que agudizó aún más la situación.
- En el verano de 1908, —principalmente en el mes de julio— los campesinos de todo el país padecieron una intensa sequía, que se extendió desde Sonora a los estados sureños como Chiapas. Las malas cosechas de años anteriores, aunado a la severidad de la crisis económica mundial y de la sequía, hicieron que en México se viviera una escasez de alimentos, y más adelante, un aumento del desempleo ocasionado por la baja de salarios en la industria y el comercio.[97]

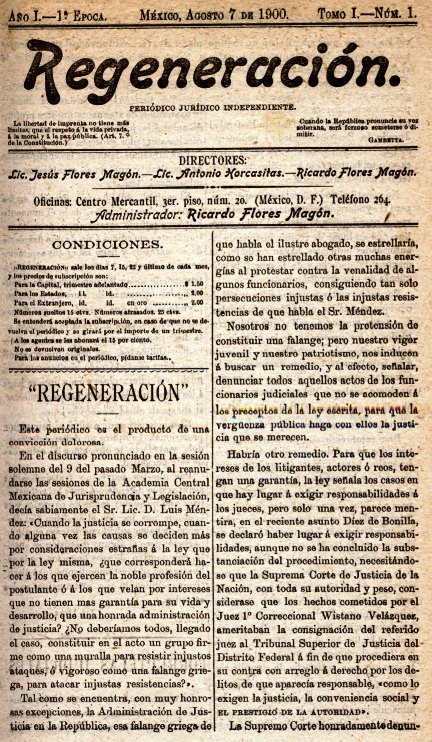
Periódico "Regeneración", fundado por los hermanos Flores Magón, y cuyo primer ejemplar se publicó la mañana del 7 de agosto de 1900. En esta publicación se difundían las ideas liberales y anárquicas contrarias al gobierno del general Porfirio Díaz, lo que ocasionó que sus fundadores y editores fueran encarcelados y más tarde exiliados, siendo considerados precursores de la Revolución Mexicana.

Todo lo anterior, sumado a algunos incidentes surgidos en esos años, ocasionó un serio descontento popular contra la persona de Díaz y sus allegados, a quienes el pueblo veía como culpables de la catástrofe económica del país. La clase obrera, que fue de las que más sufrieron la debacle económica, comenzó a movilizar a sus miembros exigiendo la mejora de los derechos laborales. Inspirados por el movimiento obrero que había surgido en Estados Unidos, los trabajadores mexicanos deseaban poder recuperar sus condiciones de trabajo dignas, y se lanzaron a la calle en manifestaciones nunca antes vistas. La Huelga de Cananea, Sonora, en junio de 1906, la Huelga de Río Blanco, en Veracruz el 7 de enero de 1907 y la Rebelión de Acayucan, Veracruz en 1906 fueron las principales huelgas laborales de la época porfirista. Todas estas manifestaciones pretendían mejorar las condiciones económicas y conseguir la igualdad entre trabajadores mexicanos y extranjeros.
Díaz intentó mediar en los tres conflictos, pero la situación se agravó debido a que los demandantes llegaron a pensar que el presidente favorecía a los patronos, y la mediación no logró su objetivo. Las autoridades federales y estatales concluyeron que la única alternativa era el uso de la fuerza para sofocar las revueltas. Los administradores de los negocios en cuestión permitieron al ejército penetrar en sus instalaciones para acabar con la huelga. La prensa mexicana auspició una campaña de desprestigio contra Díaz a raíz de las huelgas, que fue acogida por muchos sectores liberales en México. El Partido Liberal Mexicano, fundado en 1906 por Ricardo Flores Magón anarquista de tendencia radical, recogió muchas de las demandas del pueblo y se erigió en el principal opositor al gobierno de Díaz.
Luego de reelegirse en 1884, 1888, 1892 y 1896, se difundieron rumores de que Díaz abandonaría la presidencia en 1900. Poco tiempo antes de finalizar el año de 1898, la clase política comenzó a barajar nombres de entre los cuales podría salir el siguiente presidente del país ya que, debido a su avanzada edad y a sus problemas de salud, Díaz no podría continuar en el poder. Se mencionaba a José Yves Limantour, ministro hacendario, y a Bernardo Reyes, otrora Gobernador de Nuevo León y uno de los militares más allegados al presidente, y que gozaba de prestigio y autoridad en la política nacional, pues durante su mandato como gobernador neoleonés —1887-1895— logró acelerar el desarrollo socioeconómico de la entidad, y convirtió a Monterrey en un centro comercial clave para el resto del país.
Sin embargo, el presidente Díaz no estaba dispuesto a abandonar el cargo, por lo que aprovechó la división entre Limantour y Reyes para proseguir con su campaña política. De acuerdo con José López Portillo y Rojas en Elevación y caída de Porfirio Díaz, Reyes aceptó la candidatura presidencial de Limantour, puesto que este último le ofreció el Ministerio de Guerra en caso de ser elegido. Pero Díaz, aludiendo al requisito constitucional por el cual solo podían ser presidentes los hijos de mexicanos por nacimiento, descalificó al ministro de Hacienda de la elección, puesto que era hijo de franceses. Así, el general Porfirio Díaz se postuló nuevamente a las elecciones de 1900, y salió electo en un período que duraría hasta 1904.
En 1904, Díaz usó la misma estratagema que había utilizado cuatro años atrás con relación a la sucesión presidencial y la competencia entre Limantour y Reyes. En esta ocasión, ya no se dio ningún pacto entre los candidatos como anteriormente había ocurrido. Se desató una competencia entre ambos políticos que ocasionó una gran agitación política, debido a la popularidad que Reyes había logrado entre los sectores de la sociedad. Nuevamente, Díaz lanzó su postulación presidencial, pero en un gesto que se interpretó de apoyo hacia Limantour y "Los Científicos", creó la Vicepresidencia, que le fue otorgada a Ramón Corral, nombrado por el grupo en el poder y hombre de confianza de Limantour. Una vez que Díaz obtuvo su séptima reelección, el grupo de Limantour hizo modificaciones al programa de gobierno, con lo que "Los Científicos" esperaban instaurar su propio sistema de gobierno, ya que auguraban que Díaz no concluiría su mandato, que había extendido a seis años, pues por su avanzada edad, moriría. Y entonces, Ramón Corral habría de convertirse en presidente, con lo que comenzaría el mandato del grupo en el poder.
El descontento popular hizo que el presidente declarara al periodista estadounidense James Creelman una entrevista concedida al "The Pearson's Magazine", en que hacía un análisis de la situación política del país y culminaba su intervención afirmando que permitiría que la oposición formara partidos políticos y contendiera por los diversos cargos de elección popular en la jornada electoral de 1910. A raíz de las declaraciones de Díaz, en todo el país se formó una gran euforia popular de cara a las elecciones -aunque, al parecer, para los hombres cercanos al caudillo quedó claro que se trataba de una declaración para el exterior-, se crearon comités de acción política y los liberales presentaron candidatos para los puestos de elección popular. Sin embargo, Díaz aceptó reelegirse nuevamente con Ramón Corral en la vicepresidencia, lo que desató una crisis política que fue el antecedente de la revolución. Los partidos políticos aprovecharon la declaración y el terrateniente Francisco I. Madero, lanzó su Plan de San Luis. Ya en el gobierno, consolidó la figura del vicepresidente tal como funcionaba en los Estados Unidos. Las fracciones de Emiliano Zapata y Francisco Villa no vieron en Madero representados sus intereses y ante el desconocimiento como el jefe de la revolución, un nuevo agente apareció en el norte.

Es un error suponer que el futuro de la democracia en México ha sido puesto en peligro por la prolongada permanencia en el poder de un solo presidente -dijo en voz baja-. Puedo con toda sinceridad decir que el servicio no ha corrompido mis ideales políticos y que creo que la democracia es el único justo principio del gobierno, aun cuando llevarla al terreno de la práctica sea posible sólo en pueblos altamente desarrollados.

La clase media mexicana en la época del porfiriato estaba integrada, en su mayoría, por dos grupos principales. La primera división era de empleados, maestros, burócratas y demás trabajadores del gobierno, cuyos miembros se incrementaron debido al crecimiento de las prestaciones públicas de servicios y del aparato gubernamental. El segundo grupo era de industriales, comerciantes y hacendados, que se habían hecho de las tierras otorgadas por el gobierno. Sus ingresos eran superiores a los de los burócratas y empleados públicos debido a que los empresarios combinaban las actividades económicas primarias —agricultura y ganadería— con las actividades secundarias —comercio e industria-.
A su vez, existía un punto medio entre ambas sociedades: la de la oligarquía terrateniente, integrada por hacendados, trabajadores agrícolas, mineros y rancheros. Además de su fuerte influencia socioeconómica, los burgueses —como se le conocía a la clase media— tuvieron un papel importante en la revolución política. Muchos de ellos, principalmente los de la primera sociedad, tuvieron acceso a la educación en otros países, lo que les permitió desarrollar un fuerte sentido de nacionalismo contrario a la política gubernamental de ensalzar otras culturas extranjeras. Además, los burgueses sentaron las bases ideológicas que más tarde darían forma a la lucha social de la revolución.
El otro grupo de la clase media, terratenientes y hacendados, sin tener la misma ideología radical que los profesionistas, también se opuso al porfirismo, especialmente contra los privilegios de los que gozaban los empresarios extranjeros. Su principal blanco de ataque fueron "Los Científicos", el grupo político más cercano a Díaz y a quienes los liberales acusaban de convertir al país en una oligarquía financiera para mantener sus intereses políticos y económicos. La inconformidad de este grupo fue un factor crucial en el estallido de la revolución política de 1910. Los campesinos fueron inspirados por las ideas liberales, y junto a los obreros, protestaron por el despojo de tierras agrícolas y la baja de salarios, y comenzaron a organizarse en grupos para defender sus intereses.
La más importante de las asociaciones políticas entonces formadas fue el Club Liberal Ponciano Arriaga, creado en San Luis Potosí y nombrado así en honor al diputado constitucional del siglo XIX, Ponciano Arriaga. El grupo estaba presidido por los hermanos Ricardo y Jesús Flores Magón y entre sus integrantes se contaban Camilo Arriaga, Juan Sarabia, Librado Rivera y Antonio Díaz Soto y Gama, quienes estaba influidos por las ideas de anarcosindicalismo que se habían formado en Europa y más tarde habían pasado a los Estados Unidos de América. Pronto se convirtieron en los principales rivales políticos del gobierno de Díaz, debido a su apoyo a partidos de oposición, como el Partido Liberal Mexicano, de quien realizaron la publicación de su programa político, impreso en San Luis, Misuri, en 1906, más tarde difundido entre la población mexicana. El gobierno porfirista arrestó y exilió a muchos de los periodistas opositores, quienes continuaron su labor en el destierro, como Ricardo Flores Magón. Otros, como Soto y Gama, se unieron a la lucha revolucionaria luego de volver al país.

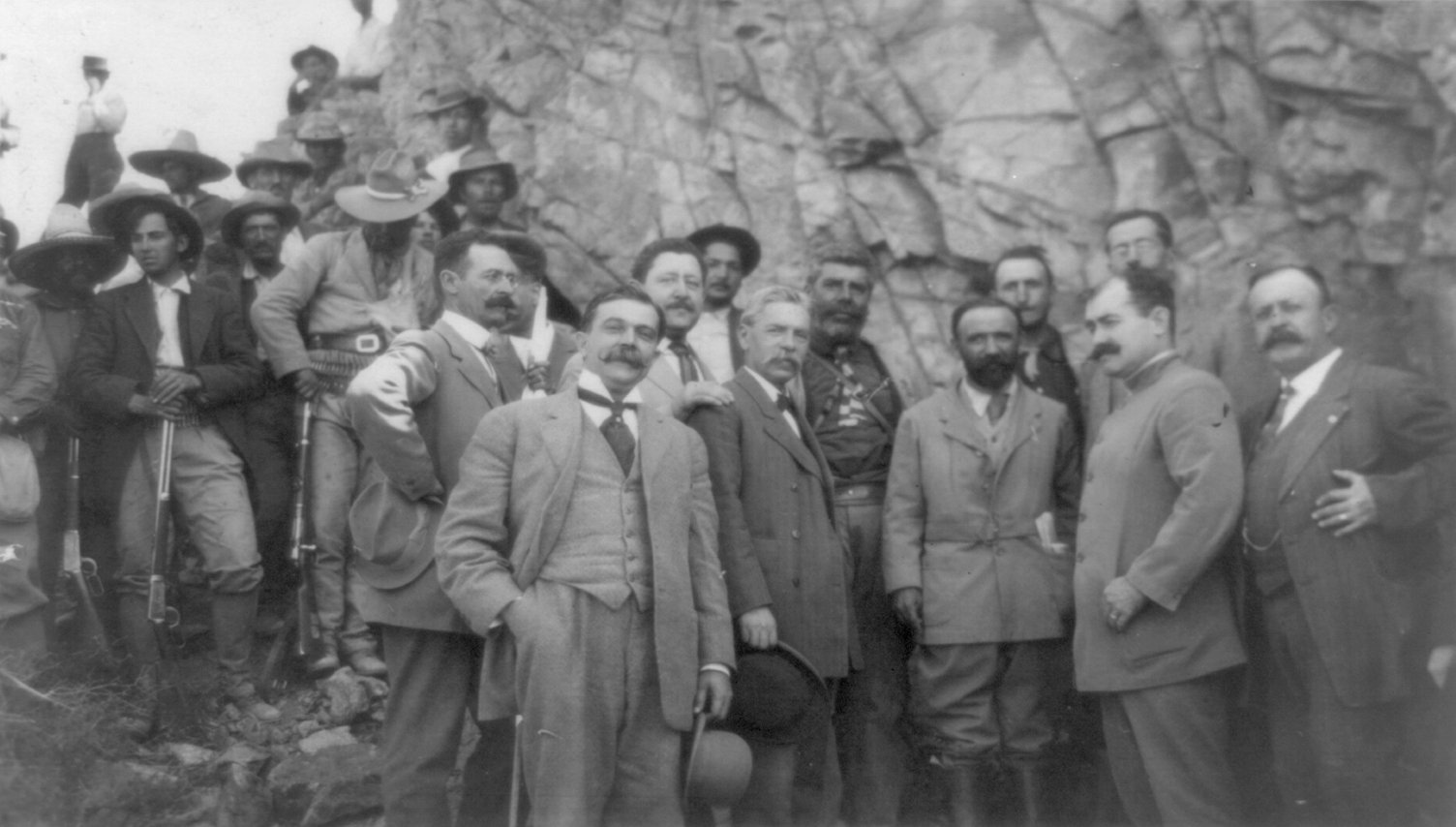
Fotografía tomada en los campos de batalla durante la Revolución Mexicana, en la que aparecen los principales líderes de la insurrección desatada el 20 de noviembre de 1910 contra el general Díaz. Se distingue en esta fotografía Madero.

Francisco I. Madero nació el 30 de octubre de 1873 en Parras, Coahuila, siendo hijo de una de las familias de hacendados más ricas de la región. Educado en un colegio jesuita de Saltillo, en 1886 viajó a Holanda, España, Francia, Reino Unido, Bélgica y Estados Unidos, donde estudió medicina y homeopatía, además entró en contacto con una sociedad espiritista. Al volver a México, practicó su profesión hasta 1904 cuando fue postulado como candidato a alcalde de San Pedro de las Colonias, donde vivía, pero fue derrotado. Al año siguiente, apoyó la campaña de Frumencio Fuentes a gobernador de Coahuila.
En las elecciones, el candidato liberal perdió ante el gobernador en turno, Miguel Cárdenas, quien se reeligió. Tras varias protestas de acusación de fraude, Madero decidió abandonar la política por un tiempo, hasta 1907, cuando entró en contacto con los hermanos Flores Magón, quienes le explicaron su ideario político. Madero comenzó a redactar ese año su libro La sucesión presidencial en 1910, donde hacía un análisis de la situación del país a la vez que daba a conocer sus propuestas de carácter político, económico y social, entre las que se encontraban:
- Establecer la libertad política para que el pueblo pueda recuperar sus derechos sociales, políticos y económicos a fin de ejercer la democracia.
- Aplicar y reformar la Constitución de 1857, y de ser necesario, promulgar una nueva Carta Magna.
- Impedir una nueva reelección del presidente Porfirio Díaz, o dejarlo únicamente un período más, siempre y cuando este se comprometiera a permitir la libre elección del vicepresidente, senadores, gobernadores y diputados.
- Permitir que la población de México, en especial la de la clase media, pudiera ejercer sus derechos políticos a través de la formación y registro legal de partidos políticos, para crear una sociedad basada en el institucionalismo. Este precepto del maderismo llevaría a Plutarco Elías Calles a fundar el 4 de marzo de 1928 el Partido Nacional Revolucionario.

Díaz se entrevistó en Palacio Nacional con Madero el 4 de abril de 1909, y al culminar este encuentro Madero concluyó que "el presidente Díaz y sus actitudes me han demostrado que en la práctica no está muy de acuerdo con la práctica de la democracia, por lo que será bueno recorrer el país para difundir la democracia". Entonces, Madero comenzó la primera campaña política del país, donde recorrió las ciudades más importantes de México y logró ganar varios adeptos entre la población. Su campaña se dividió en cinco etapas, a saber:
- La primera, de junio a octubre de 1909: Madero logró reunir una pequeña comitiva de sus amigos más allegados y algunos de sus familiares —como su hermano Gustavo—, y como no disponía de mucho capital para recorrer el país, vendió algunos de sus bienes. Las ciudades en que difundió su ideario fueron Veracruz, Monterrey, Campeche, Mérida y San Pedro de las Colonias.
- A fines del mismo año comenzó la segunda etapa, en que Madero visitó Aguascalientes, Durango, San Luis Potosí y Zacatecas. Para el final de estos viajes, el maderismo había crecido aún más de cara a la primera convención del Partido Nacional Antirreeleccionista en abril de 1910.
- Para su tercera gira, en los primeros meses de 1910, el maderismo entró en Guadalajara, Culiacán, Mazatlán, Guaymas, Navojoa, Álamos, Nogales, Hermosillo, Parral, Chihuahua, Ciudad Juárez, Torreón y nuevamente a San Pedro de las Colonias, siendo esta gira la más extensa de Madero.
- Ya como candidato presidencial, proclamado en Morelia el 11 de abril de 1910, Madero empezó su cuarta gira, donde logró atraer entre 1.000 y 8.000 personas en cada lugar que visitaba. Los sitios donde realizó su campaña esta vez fueron Orizaba, Xalapa, Veracruz y Puebla. Entonces, fue cuando Díaz y sus asesores comenzaron a percatarse de la importancia que el movimiento maderista estaba ganando y de que era necesario tomar medidas para detenerlo.
- Poco antes de las elecciones, Madero difundió su ideal político en las ciudades de Saltillo, Monterrey y San Luis Potosí. En esta última dio su último discurso electoral afirmando que era necesario rescatar las aspiraciones democráticas, instaurar la institucionalidad y que el pueblo tomar conciencia de que no se podían permitir las dictaduras. Para entonces, muchos de los partidarios del gobernador de Nuevo León, Bernardo Reyes, aspirante presidencial derrotado, se unieron a Madero, con lo que su lucha creció aún más. En esa misma ciudad, Díaz ordenó la captura de los maderistas y del propio Madero, enviándolo preso a San Luis Potosí. Desde la cárcel, Madero escribió a Díaz:

Muy señor mío:

En su carta del 27 de abril próximo pasado me decía usted: en la ley encontrarán, tanto las autoridades como los ciudadanos, el camino seguro para ejercitar sus derechos y que la Constitución no le autorizaba a usted para ingerirse en los asuntos que pertenecen a las soberanías de las entidades federativas.
A pesar de ello, la ley, aunque observada por mis partidarios, ha sido frecuentemente violada por los de usted que ocupan puestos públicos, y aunque se desprendía de su carta que la Federación no podía intervenir en los Estados para que se respetaran las garantías individuales, en cambio sí ha intervenido para apoyar los atropellos cometidos por las autoridades locales, como pasó aquí en Monterrey, en donde, para disolver una pacífica y ordenada manifestación, prestaron ayuda fuerzas federales del regimiento de rurales.
Esta intervención directa de las fuerzas federales no ha venido sino a confirmar lo que dije a usted en mi anterior y es que, según la opinión pública, usted es el principal responsable de los actos de sus partidarios en toda la República, a pesar de la soberanía de los Estados, que sólo existe de nombre.

Eso está en la conciencia de todos y usted mismo lo dio a entender en su entrevista con Creelman, así es que no puede negarse; pero aunque fuera así, el hecho innegable es que en toda la República los partidarios de usted que ocupan puestos públicos, están cometiendo toda clase de atentados contra mis partidarios y hasta contra mí mismo, acusándome de injurias a usted, basándose para ello en el testimonio del C. Lic. Juan R. Orci que confeccionó un discurso a su gusto y me lo atribuyó como pronunciado por mi en San Luis Potosí. ¡Así es que una calumnia de sus partidarios y la complacencia de los jueces y demás autoridades me han privado de mi libertad!.
Francisco I. Madero

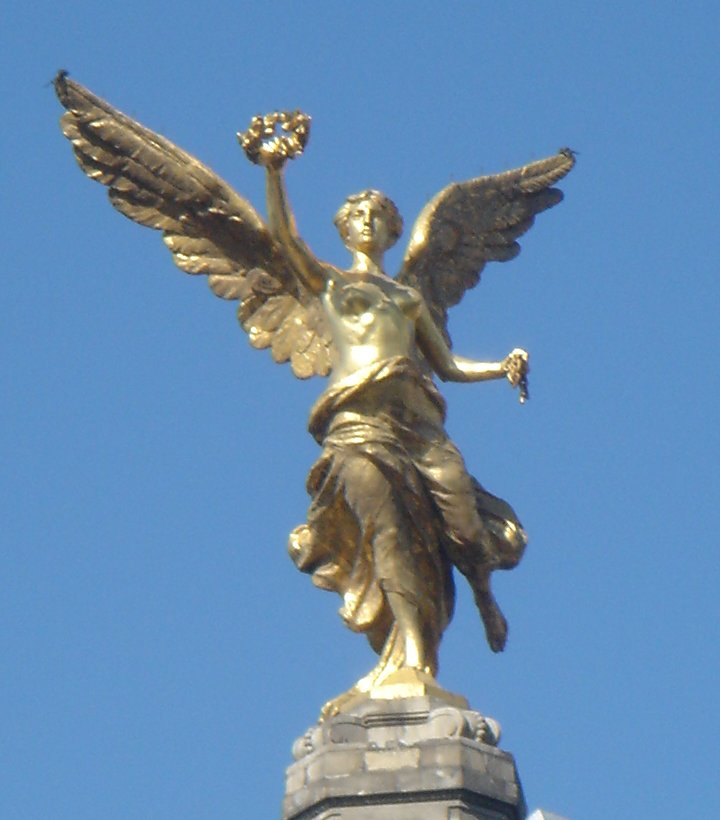
La inauguración del Ángel de la Independencia representó el símbolo de la celebración mexicana por el centenario del inicio de la Independencia de México. Durante el tiempo de la festividad, la situación política se calmó un poco, a pesar de que existía inestabilidad provocada por las elecciones presidenciales de junio y julio. Al terminar las fiestas, nuevamente Madero comenzó la campaña política en contra de la reelección de Díaz.

Para las elecciones presidenciales, el Partido Nacional Antirreeleccionista postuló a la fórmula Madero-Francisco Vázquez Gómez. A su vez, el Partido Reeleccionista y el Partido Nacional lanzaron la candidatura presidencial de Díaz, pero diferentes candidatos a la vicepresidencia. Ramón Corral competía por los miembros del Partido Científico y Teodoro Dehesa por el Partido Nacional. El fuerte rechazo a la candidatura de Corral, aunado a la inestabilidad suscitada por la captura de Madero, lograron crear un ambiente tenso el 10 de julio, día electoral. El 21 de agosto, Díaz y Corral fueron proclamados presidente y vicepresidente, respectivamente, hasta el 30 de noviembre de 1916. Madero logró escapar de prisión y huyó a Estados Unidos el 5 de octubre, y acto seguido lanzó el Plan de San Luis, donde desconocía a Díaz como presidente y llamaba a los mexicanos a tomar las armas el 20 de noviembre.

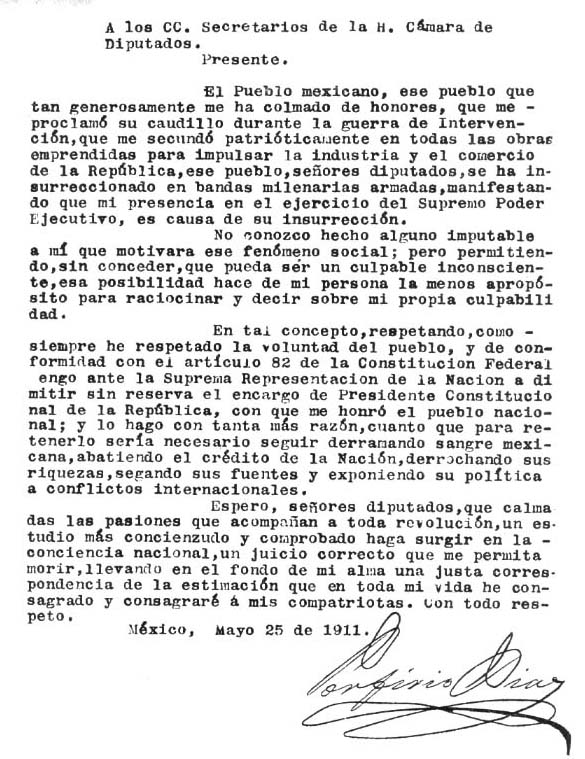
Luego de la caída de Ciudad Juárez en manos de los revolucionarios, Díaz comprendió que su gobierno había llegado a su fin, y empezó la redacción de su renuncia. En los acuerdos de paz suscritos por el gobierno y los revolucionarios, se acordó que León de la Barra se haría cargo de la presidencia y debería convocar a elecciones presidenciales. El 25 de mayo de 1911, Díaz presentó su renuncia, que fue aprobada por el Congreso, culminando así con el Porfiriato.

El anuncio del estallido de una guerra civil no impidió la celebración del Centenario de la Independencia de México, entre el 1 de septiembre y el 6 de octubre. Desde fines del siglo XIX Díaz y un comité organizador prepararon las fiestas. Desde todo el mundo los embajadores especiales llegaron al país con obsequios traídos desde sus naciones. España otorgó el uniforme militar de José María Morelos, en la persona del marqués de Polavieja. La delegación francesa obsequió las llaves de la Ciudad de México, capturadas en la intervención de 1863. Díaz presidió banquetes, celebraciones, desfiles, ceremonias, bailes, inauguraciones, todos con motivos patrióticos. Se realizó la inauguración del Hospital de la Castañeda, de varias instituciones educativas —como la Escuela Nacional de Ingeniería, antecedente directo del Instituto Politécnico Nacional—. La noche del día 15 de septiembre, mismo día en que el presidente cumplía ochenta años, Díaz presidió la ceremonia del "Grito", en el Zócalo de la Ciudad de México, ante más de cien mil personas. Al día siguiente se inauguró el monumento conocido como el Ángel de la Independencia, cuya construcción databa desde 1902.
Una vez que concluyeron las fiestas del Centenario, se volvió a sentir un clima de incertidumbre política en el país. William Howard Taft, presidente de Estados Unidos, decidió entrevistar con Díaz a fin de llegar a acuerdos que permitieran proteger los intereses de los empresarios norteamericanos radicados en México. El 16 de octubre se entrevistó con el presidente mexicano en Ciudad Juárez, y la primera visita oficial de un presidente estadounidense a suelo de México fue interpretado por los maderistas como una señal de alianza entre Estados Unidos y Díaz, por lo que la impopularidad presidencial creció aún más. Mientras tanto, en el estado de Morelos los trabajadores de haciendas productoras de caña de azúcar se levantaron en armas exigiendo las mismas demandas que los obreros, y de igual forma fueron sofocados violentamente. Entre sus líderes se encontraba un campesino que años más tarde se convertiría en el principal dirigente agrario de la Revolución, Emiliano Zapata.
El Plan de San Luis fue el documento inspirador de la revolución maderista, en el que desconocía los resultados de las jornadas electorales del 26 de junio y del 10 de julio, proclamaba la Revolución para las seis de la tarde del 20 de noviembre, señaló a Madero como encargado provisional del poder ejecutivo y quien se encargaría de convocar a elecciones. Además, se someterían a revisión todas las leyes realizadas durante el gobierno de Díaz. El lema que adoptó el movimiento fue "Sufragio efectivo, no reelección", mismo usado por Díaz contra Juárez y Lerdo. A diferencia de otros planes en la historia de México, el Plan de San Luis no contenía ninguna reforma de carácter económico o social, más bien era un manifiesto político.
Gracias a las maniobras del Secretario de Gobernación, Manuel González de Cosío, fueron descubiertas células maderistas en todo el país, que pretendían atacar la población de Casas Grandes, Chihuahua, e incluso las ciudades de Toluca y Ciudad Juárez. En Puebla, el activista liberal Aquiles Serdán y su familia fueron descubiertos con propaganda maderista, su casa fue atacada y destruida la mañana del 18 de noviembre, y Aquiles fue asesinado. A la familia Serdán se le considera los primeros mártires de la Revolución Mexicana, ya que su asesinato fue el incidente que desató la rebelión contra Díaz.
Los primeros actos de la revolución maderista se vieron marcados por la incertidumbre ocasionada por la muerte de los Serdán, y por la aparente superioridad militar del ejército porfirista. Madero aún se encontraba residiendo en Nueva Orleáns, Florida, desde donde recibió noticias de que la sublevaciones revolucionarias contra Díaz habían sucedido con éxito, y desde esa misma ciudad enviaba cartas a los jefes rebeldes para dirigir la lucha. Entre los principales cabecillas se encontraban Abraham González, Pascual Orozco y Francisco Villa. El día 20 de noviembre se presentaron levantamientos en los estados de Chihuahua, San Luis Potosí, Veracruz y Durango. A fines de mes se extendieron a tres entidades federativas más, teniendo Chihuahua la mayor cantidad de actividad militar realizada. A inicios de marzo de 1911, Emiliano Zapata levantó tropas por los estados de Morelos, Guerrero, Puebla y Michoacán, lo que avivó aún más la insurrección general. Los generales González Cosío y Victoriano Huerta fueron rápidamente derrotados, sus refuerzos asesinados y muchos de sus soldados, la mayoría reclutados por leva, desertaban del ejército. En abril la mayor parte del país —18 estados— ya tenía grupos revolucionarios levantados en su territorio. El 10 de mayo, los revolucionarios de Pascual Orozco tomaron la plaza militar de Ciudad Juárez, lo que supuso el golpe final al gobierno, y en ese mismo mes, los revolucionarios entraron en varias partes del país, mientras que el ejército optó por retirarse a la capital y zonas aledañas.
En la Ciudad de México, Porfirio Díaz se encontraba convaleciendo de una enfermedad en las encías, padecía sordera y agotamiento físico —tenía más de ochenta años de edad a fecha de mayo de 1911—, y ante la derrota de sus fuerzas en Ciudad Juárez comenzó a pensar en la renuncia, como se lo expresó al arzobispo de México, a su esposa y a su hijo Porfirio en la noche del 17 de mayo. El día 22, el gabinete, a excepción de Limantour, renunció y el presidente debió nombrar a nuevos ministros de ideología revolucionaria. Tras la firma de los tratados de paz en Ciudad Juárez, se acordó que Díaz debería renunciar a la presidencia y en su lugar quedaría el ministro de Relaciones Exteriores, Francisco León de la Barra. La noche del 23 de mayo, Díaz comenzó a redactar su renuncia, la cual fue supervisada por su secretario, Rafael Chousal. Finalmente, a las once de la mañana del 25 de mayo, la Cámara de Diputados, en medio de una manifestación de más de mil personas que exigía la renuncia de Díaz, aprobó en dictamen la renuncia del presidente Porfirio Díaz por unanimidad, a la vez que se señalaba a León de la Barra como nuevo encargado del Poder Ejecutivo. Así culminó el Porfiriato, época en que Díaz gobernó el país durante más de 30 años.

A los CC. Secretarios de la H. Cámara de Diputados.

Presente.-
El Pueblo mexicano, ese pueblo que tan generosamente me ha colmado de honores, que me proclamó su caudillo durante la guerra de Intervención, que me secundó patrióticamente en todas las obras emprendidas para impulsar la industria y el comercio de la República, ese pueblo, señores diputados, se ha insurreccionado en bandas milenarias armadas, manifestando que mi presencia en el ejercicio del Supremo Poder Ejecutivo, es causa de su insurrección.
No conozco hecho alguno imputable a mí que motivara ese fenómeno social; pero permitiendo, sin conceder, que pueda ser culpable inconsciente, esa posibilidad hace de mi persona la menos a propósito para raciocinar y decir sobre mi propia culpabilidad.
En tal concepto, respetando, como siempre he respetado la voluntad del pueblo, y de conformidad con el artículo 82 de la Constitución Federal vengo ante la Suprema Representación de la Nación a dimitir sin reserva el encargo de Presidente Constitucional de la República, con que me honró el pueblo nacional; y lo hago con tanta más razón, cuanto que para retenerlo sería necesario seguir derramando sangre mexicana, abatiendo el crédito de la Nación, derrochando sus riquezas, segando sus fuentes y exponiendo su política a conflictos internacionales.
Espero, señores diputados, que calmadas las pasiones que acompañan a toda revolución, un estudio más concienzudo y comprobado haga surgir en la conciencia nacional, un juicio correcto que me permita morir, llevando en el fondo de mi alma una justa correspondencia de la estimación que en toda mi vida he consagrado y consagraré a mis compatriotas. Con todo respeto.
México, Mayo 25 de 1911.

Porfirio Díaz.

### Exilio y muerte

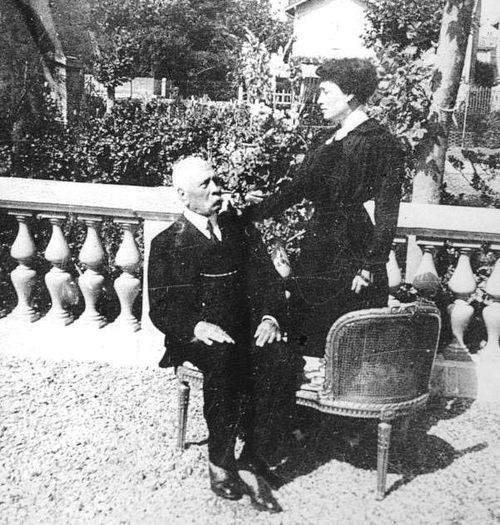
Porfirio Díaz y Carmen Romero exiliados en París, c. 1912

Tras renunciar, Díaz y su familia comenzaron a empacar sus cosas para retirarse al exilio, en París, Francia. Tras despedir a sus antiguos sirvientes pagándoles en monedas de oro, la familia Díaz se marchó a la estación de trenes de Santa Clara, al sur de la capital. El general de división Victoriano Huerta fue el encargado de escoltar la caravana hacia Veracruz, de donde tomarían un barco de vapor a La Coruña. El 26 de mayo, Porfirio y Carmen Romero Rubio, acompañados de los hijos del general —a excepción de Amada— y de las hermanas de Carmen, salieron rumbo al Puerto de Veracruz.
En el trayecto, la mañana del 27 de mayo, poco antes de llegar a la ciudad de Orizaba, el tren fue atacado por bandoleros, que sin embargo fueron repelidos por las fuerzas federales de Huerta, y lograron capturar a más de la mitad de los asaltantes. Al llegar a Veracruz, la noche de ese mismo día, y contrario a lo sucedido en otras partes del país, los Díaz fueron recibidos con banquetes, cenas, bailes y fiestas en su honor. Finalmente, la mañana del 31 de mayo, a bordo del buque alemán Ypiranga, Porfirio Díaz y su familia abandonaron el país.
Durante el viaje se presentó un incidente de rechazo hacia Díaz, en La Coruña, España, cuando un grupo de manifestantes le increparon haciendo uso de gritos y mantas acusándole de asesinato y genocidio. Debido a la infección bucal que le aquejaba desde que era presidente de México, Porfirio Díaz decidió internarse en una clínica de Interlaken, Suiza, de donde salió curado los últimos días de junio de 1911. En julio, Díaz y su familia visitaron París. Al llegar a Los Inválidos, el 20 de julio, el expresidente platicó con soldados jubilados franceses que habían peleado en la guerra de intervención cincuenta años atrás. El general Gustave Léon Niox, encargado del edificio, escoltó a Díaz hasta la tumba de Napoleón Bonaparte, a quien el general mexicano admiraba. Niox, de pronto, sacó la espada que Bonaparte usó en 1805 durante la Batalla de Austerlitz, y la colocó en manos de Díaz, quien hizo pública su emoción por tener la espada y que este no merecía tenerla en sus manos, a lo que Niox contestó, "Nunca ha estado en mejores manos".

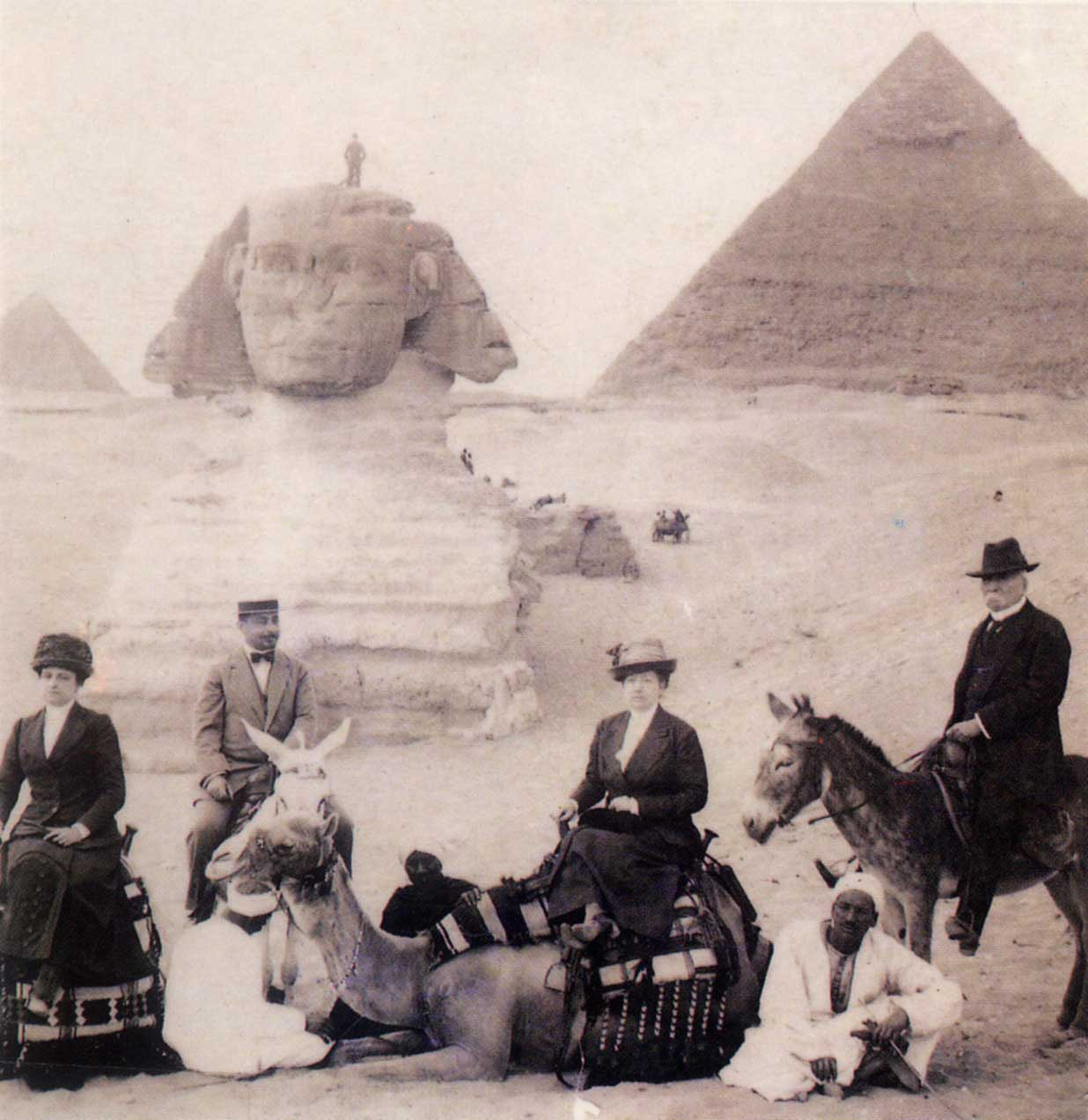
Porfirio Díaz y su familia de viaje en Egipto tras su exilio

Díaz se avecindó en un departamento en el número 26 de la avenida Foch, cercano al Bosque de Boulogne y al Arco del Triunfo. Luego del viaje a Francia, Porfirio Díaz comenzó a recorrer Europa y sus principales capitales acompañado de su esposa. En abril de 1912, fue recibido en el Palacio de la Zarzuela, Madrid, por el rey Alfonso XIII de España, quien lo invitó a residir en la península ibérica y le hizo entrega de una espada como obsequio. Más tarde recorrieron San Sebastián y Zaragoza. El káiser Guillermo II de Alemania le envió a Zaragoza boletos para presenciar las maniobras militares de su ejército en Múnich, a donde llegaron en vísperas de la Primera Guerra Mundial. Tras fijar su residencia en París, los Díaz solían marcharse a Biarritz y San Juan de Luz, en la costa francesa, durante el invierno. A inicios de 1913, comenzaron un viaje por el norte de África y su travesía los llevó a conocer El Cairo, Keneth, la Esfinge y la Gran Pirámide de Guiza. En esta última, Díaz fue retratado en una fotografía propiedad del Archivo General de la Nación. Durante su regreso a Europa, estuvieron en Nápoles y Roma.
Mientras tanto, en México, la situación política no se remedió con la renuncia de Díaz. Madero fue elegido presidente y tomó posesión del cargo el 6 de noviembre, y el 25 de noviembre Emiliano Zapata proclamó el Plan de Ayala exigiendo la restauración de los derechos agrarios y desconociendo a Madero como presidente. En marzo de 1912, Pascual Orozco signó el Plan de la Empacadora, con las mismas pretensiones que Madero. Félix Díaz, sobrino de Porfirio, se levantó en armas pero fue capturado en Veracruz y estuvo a punto de ser ejecutado, pero Madero, desoyendo a sus colaboradores que aconsejaban fusilarle, le indultó. Orozco fue derrotado por Huerta y se vio obligado a huir a Estados Unidos. En febrero de 1913, un complot encabezado por Manuel Mondragón, Gregorio Ruiz y Félix Díaz, liberó a Bernardo Reyes de la Prisión de Tlatelolco, lo proclamó líder de su movimiento e incluso llegaron a atacar el Palacio Nacional, pero las tropas del encargado de la plaza, Lauro Villar lograron detener a los invasores y asesinar a Reyes. Mondragón y Díaz se refugiaron en una fábrica de artillería conocida como La Ciudadela. Madero salió ese mismo día —9 de febrero— a arengar al pueblo a mantenerse leal al gobierno, y ante la herida de Villar, Madero nombró a Huerta nuevo jefe militar.
Henry Lane Wilson, embajador estadounidense en México, preocupado por los intereses de las compañías de su país en México y por la política de Madero, decidió realizar un pacto con Díaz y Mondragón, con lo que comenzó la Decena Trágica. El 17 de febrero, Huerta suscribió un armisticio con Díaz, Lane Wilson y Mondragón, por el que se comprometían a colocar a Huerta en la presidencia a cambio de que este se la entregara más tarde a Díaz. El 18 de febrero, un grupo de empresarios capitalinos —entre ellos Ignacio de la Torre, yerno de Díaz— declararon su fidelidad a Huerta. Ese mismo día, Gustavo A. Madero, hermano y asesor del presidente, fue arrestado y torturado hasta la muerte. El 19 de febrero, Madero y José María Pino Suárez, vicepresidente, renunciaron a sus cargos. Pedro Lascuráin se hizo cargo del poder ejecutivo 45 minutos y su único acto de gobierno fue nombrar a Huerta como secretario de Relaciones Exteriores. Acto seguido renunció y Victoriano Huerta entró a la presidencia. Madero y Pino Suárez fueron conducidos a la cárcel Palacio de Lecumberri donde no fueron ingresados; sino que, tras la simulación de un ataque durante el trayecto, murieron asesinados el 22 de febrero.

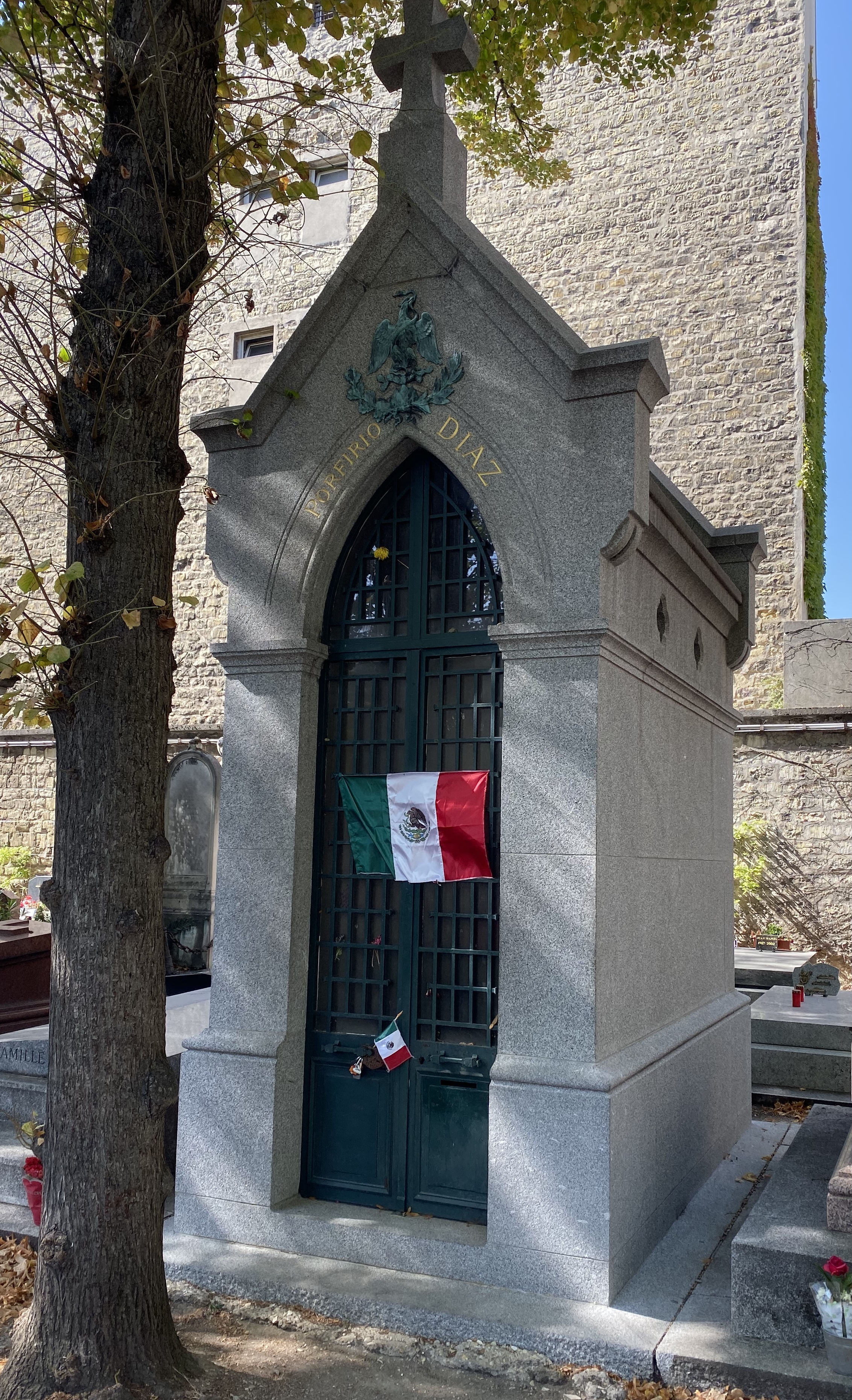
Tumba de Porfirio Díaz en el Cementerio de Montparnasse, ubicado en Francia.

En París, Díaz comenzó a tener conocimiento de las rebeliones que se habían dado en México, gracias a que varios de sus viejos amigos solían ir a visitarlo. A fines de 1913, Porfirio recibió la visita de sus hijas Amada y Luz, quienes permanecieron con su padre unos cuantos meses y juntos recorrieron Suiza y los Alpes. Durante los últimos meses de 1914 y los primeros de 1915, su salud comenzó a deteriorarse seriamente y más tarde, en junio de 1915, su médico le ordenó absoluto reposo, por lo que tuvo que dejar sus diarias caminatas matinales por el bosque de Bolonia. Según los relatos de Carmen Romero Rubio, su esposo padecía de alucinaciones. Se dice que en sus últimos días de vida, el ya viejo hombre Porfirio Díaz pronunciaba repetidamente el nombre de su hermana Nicolasa. El 2 de julio, finalmente, ya había perdido la palabra y la noción del tiempo. Su médico de cabecera fue llamado al mediodía, y a las seis de la tarde con treinta y dos minutos —hora de Francia—, José de la Cruz Porfirio Díaz Mori falleció a la edad de ochenta y cuatro años.

## Restos mortales
Fue enterrado en la iglesia de Saint Honoré l'Eylau, y el 27 de diciembre de 1921 sus restos fueron trasladados al cementerio de Montparnasse en París. Cuando Carmen Romero Rubio volvió al país en 1934 dejó sus restos en Francia. Desde el año de 1989 se han expresado intenciones de regresar a México los restos de Díaz, sin que hayan conseguido resultados.

## Condecoraciones

Porfirio Díaz con algunas de sus condecoraciones

A lo largo de su vida, Porfirio Díaz recibió numerosas condecoraciones, tanto nacionales como extranjeras, siendo considerado hasta la fecha como el hombre más condecorado de México.

### Nacionales
- Cruz, collar y placa a la Constancia Militar 25, 30, 35, 40 años de servicio.
- Cruz de 1.ª Clase por combatir la Intervención Francesa de 1867.
- Medalla de honor por la Batalla de Pachuca.
- Medalla de honor por la Batalla de Acultzingo.
- Medalla por la Batalla del 5 de mayo.
- Cruz y placa por el Sitio de Puebla.
- Medalla y placa al Mérito Militar.
- Barra gafete por la Guerra de Reforma.
- Condecoración del Estado de Guerrero.
- Medalla de Honor del Estado de Oaxaca.
- Medalla de Honor del Estado de Puebla.
- Condecoración especial del 2 de abril de 1867, Puebla.

### Extranjeras

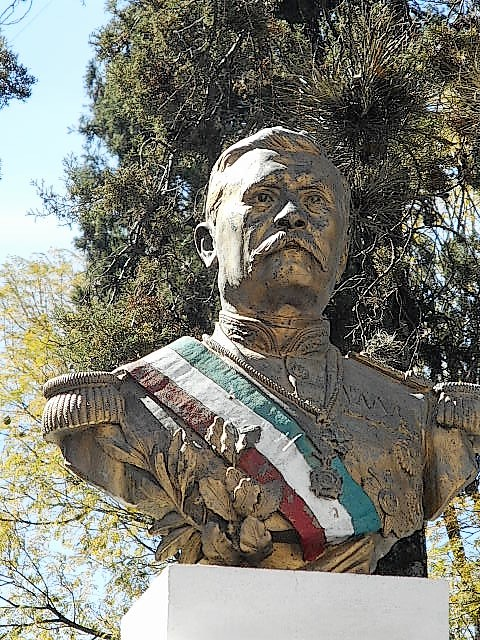
Busto de Porfirio Díaz en Tlaxiaco, Oaxaca, México, 2018, uno de los pocos monumentos de Díaz que quedan en México.

- Caballero gran cruz de la Orden de Carlos III. (1886)
- Gran cruz de la Real Orden de la Espada de Suecia. (1886)
- Gran cruz de la Orden del Libertador. (1887)
- Gran collar de la Orden de la Torre y de la Espada de Portugal. (1887)
- Caballero gran cruz de la Legión de Honor. (1888)
- Gran cruz de la Orden Suprema e Imperial del Crisantemo del Japón. (1892)
- Caballero gran cruz de la Orden de los Santos Mauricio y Lázaro. (1893)
- Gran cruz de la Orden Española del Mérito Militar. (1895)
- Gran cruz de la Orden Leopoldo de Bélgica. (1896)
- Caballero gran cruz de la Orden del Águila Roja. (1896)
- Caballero gran cruz de la Orden de San Esteban de Hungría. (1901)
- Gran cruz con diamantes de la Orden del Sol y el León de Persia. (1902)
- Gran cruz de la primera clase del primer grado de la Orden Imperial del Dragón Doble de China. (1905)
- Cruz de la Orden del Baño. (1906)
- Gran cruz de la Real Orden del León Neerlandés del Reino de los Países Bajos. (1908)
- Caballero gran cruz de la Orden de San Alejandro Nevski. (1909)
- Caballero del collar de la Orden de Carlos III. (1910)

Ostentó también desde 1888 el cargo honorífico de Gran Oficial de la Academia francesa.

## Honores
- En septiembre de 2015 la ciudad de Orizaba, Veracruz se convirtió en la primera Ciudad de México en develar una estatua en honor de Porfirio Díaz en un parque público entre otros actos y reconocimientos por acuerdo del ayuntamiento.[125]

## Galería

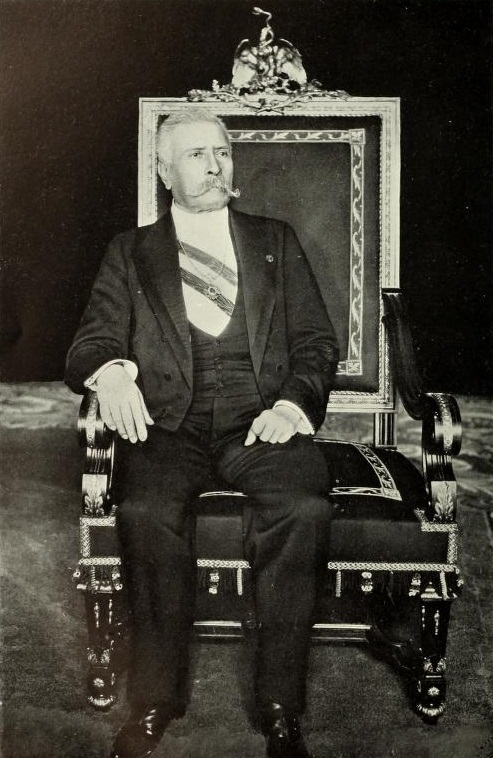
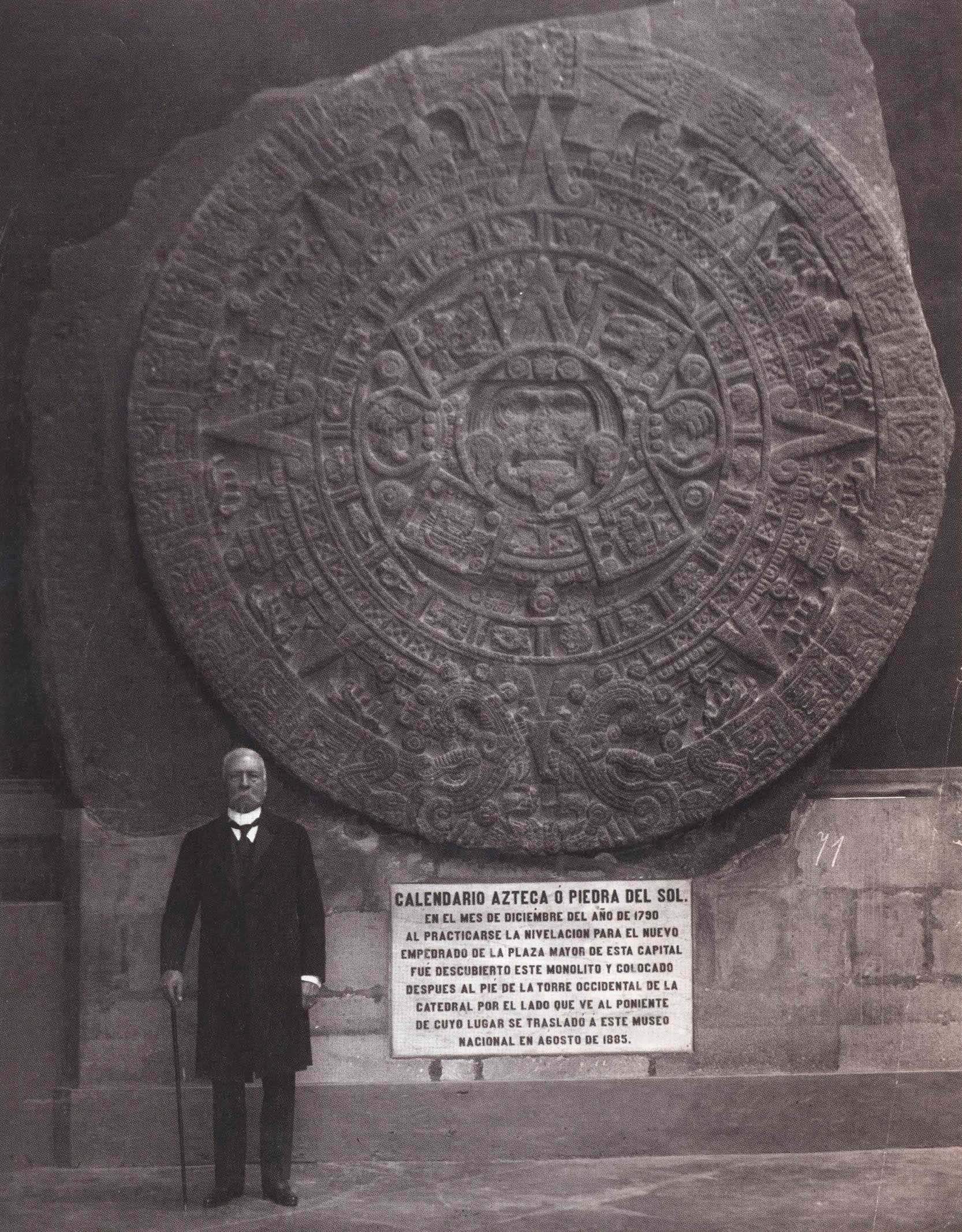
Junto a la Piedra del Sol
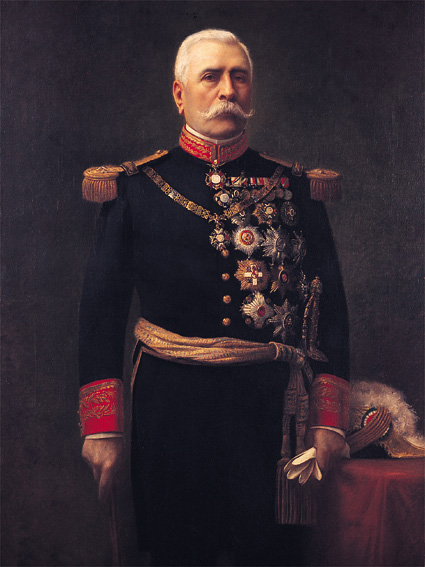